# Alexandros Đại đế
Alexandros III của Macedonia (tiếng Hy Lạp cổ: Αλέξανδρος Γʹ ὁ Μακεδών, Aléxandros III ho Makedȏn), thường được biết đến rộng rãi với cái tên Alexander Đại đế (tiếng Hy Lạp: Μέγας Αλέξανδρος Megas Alexandros, tiếng Latinh: Alexander Magnus), hay còn được một số tài liệu tiếng Việt gọi bằng tên Hán-Việt A Lịch Sơn đại đế (20/21 tháng 7 năm 356 TCN – 10/11 tháng 6 năm 323 TCN), là basileus (quốc vương) thứ 14 thuộc nhà Argead của Vương quốc Macedonia cổ đại. Trong suốt cuộc đời binh nghiệp của mình, Alexandros đã chinh phạt gần như toàn bộ thế giới mà người châu Âu thời đó biết đến trước khi qua đời và vì thế thường được xem là một trong những vị tướng thành công nhất, cũng như một trong những chiến lược gia quân sự vĩ đại nhất trong lịch sử.
Sau khi các thành bang Hy Lạp cổ đại được thống nhất dưới sự cai trị của vua cha Philipos II, Alexandros chinh phục Đế chế Ba Tư, bao gồm cả Tiểu Á, Syria, Phoenicia, Gaza, Ai Cập, Bactria và Lưỡng Hà và mở rộng biên cương đế chế của ông đến tận Punjab thuộc Ấn Độ ngày nay. Chiến thắng của ông trước quân Ba Tư trong trận Gaugamela – chiến thắng quyết định thứ ba của ông trước vua Ba Tư Darius III – được xem là một trong những chiến công hiển hách nhất trong thời kỳ cổ đại; không những thế ông còn đánh tan tác người Scythia – một dân tộc bách chiến bách thắng thời bấy giờ. Alexandros thực hiện một chính sách hòa hợp: ông đưa cả những người ngoại quốc (không phải người Hy Lạp hay người Macedonia) vào chính quyền và cả quân đội của mình, khuyến khích hôn nhân giữa các tướng sĩ của mình với người nước ngoài và chính ông cũng lấy vợ ngoại quốc. Sau mười hai năm liên tục thân hành cầm quân đánh đâu thắng đó, vua Alexandros Đại Đế qua đời, có lẽ là bởi sốt rét, thương hàn, hay viêm não do virút. Có người cho rằng ông mất do bị đầu độc bởi các quan chức Hy Lạp thời đó.
Di sản của Alexandros bao gồm sự phổ biến văn hóa và sự nguyên hợp hình thành nên từ những tác động do các cuộc chinh phạt của ông đã gây ra, mà điển hình là Phật giáo Hy Lạp. Ông đã cho thành lập khoảng bảy mươi thành phố mang tên mình, nổi bật nhất trong số đó là Alexandria ở Ai Cập. Những thành phố mới được di dân Hy Lạp sinh sống, cùng với sự truyền bá rộng rãi của văn hóa Hy Lạp ở phía đông đã tạo nên một văn minh Hy Lạp mới, mà những khía cạnh vẫn còn thể hiện rõ trong những phong tục tập quán của Đế quốc Đông La Mã còn tồn tại đến gần 2000 năm sau. Bản thân ông cũng sống trong lịch sử và trong các truyền thuyết của các nền văn hóa Hy Lạp và không Hy Lạp. Ngay khi ông còn sống, và đặc biệt sau khi ông qua đời, những cuộc chinh phạt của ông đã là nguồn cảm hứng của một truyền thống văn học mà trong đó ông xuất hiện như là một anh hùng huyền thoại theo truyền thống của Achilles (Asin) năm xưa. Ông bất bại trên chiến trường và trở thành thước đo của các vị chỉ huy quân sự. Cho tới ngày nay, các học viện quân sự trên khắp thế giới vẫn giảng dạy chiến thuật của ông. Alexandros Đại Đế thường được xếp hạng là một trong số những người có ảnh hưởng nhất mọi thời đại.

## Thời thơ ấu

### Sinh ra

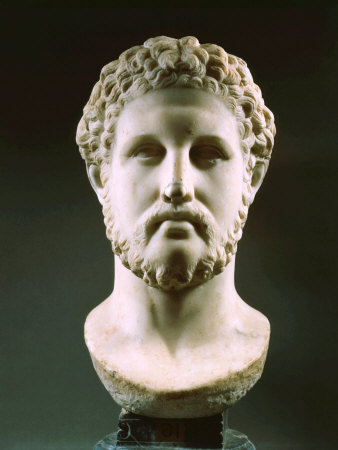
Tượng bán thân vua Philippos II của Macedonia, bản sao chép thời La Mã của bản gốc được tạo ra thời Hy Lạp hoá.

Alexandros sinh ra tại Pella, kinh đô của vương quốc Macedonia, vào ngày 20 hoặc 21 tháng 7 năm 356 TCN. Ông là con trai của vua Macedonia Philippos II thuộc vương triều Argos và người vợ thứ tư là Olympias, công chúa xứ Ipiros thuộc vương triều Aiakides. Dù Philippos II có tới tận 7 hoặc 8 bà vợ, nhưng Olympias đã từng có khoảng thời gian làm chính thất, có lẽ là vì bà đã hạ sinh ra Alexandros. Sau khi Alexandros lên một tuổi, mẹ ông cũng đã hạ sinh cho ông một người em gái tên là Cleopatra vào năm 355. Ông là cháu gọi vua Alexandros Molossus của Ipiros bằng cậu. Thông qua cha mình, Alexandros được coi là hậu duệ của Temenos, một người mà bản thân ông được cho là hậu duệ của anh hùng Heracles, con trai thần Zeus. Thông qua mẹ của mình, Alexandros được coi là là hậu duệ của Neoptolemos, con trai Achilles – chiến binh vĩ đại nhất của quân Hy Lạp trong cuộc chiến thành Troia.

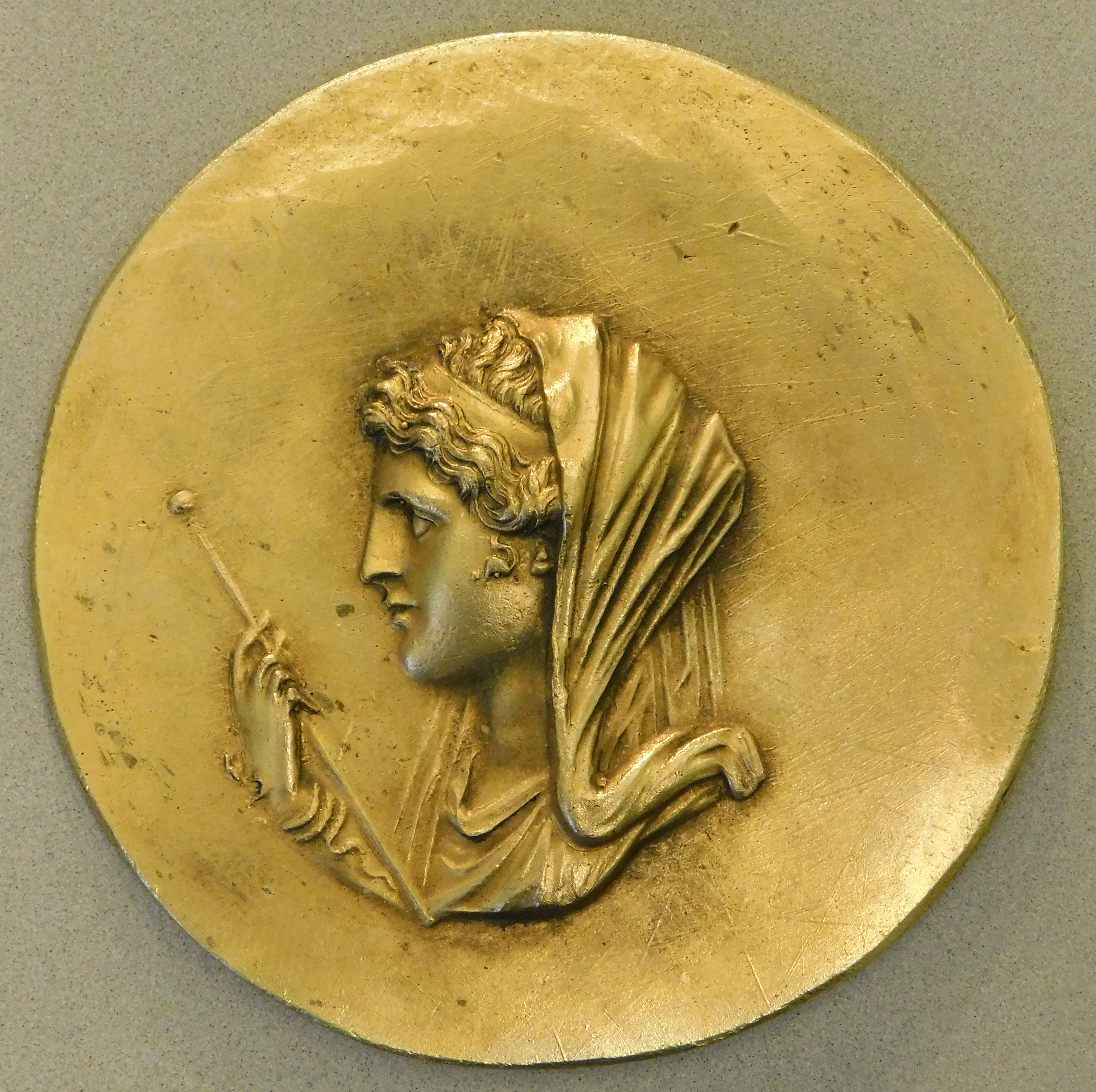
Huy hiệu bằng vàng khắc chân dung Olympias, bảo tàng Bode, Berlin.

Có nhiều truyền thuyết xung quanh sự sinh ra và thời thơ ấu của Alexandros. Sử gia Plutarchus ghi lại rằng, nhiều lần ngủ trên giường với vua, hoàng hậu Olympias thích nằm chung với rắn. Có người cho rằng đây là nguyên nhân lớn nhất khiến cho nhà vua ghẻ lạnh với bà và vì vậy, vua không nằm nhiều với bà. Plutarchus cũng kể đến một câu chuyện khác rằng trong đêm trước khi cặp đôi Olympias – Philippos kết hôn với nhau, Olympias nằm mộng thấy sấm sét đánh vào tử cung của bà, và một ngọn lửa sáng rực tự gieo rắc nó thành nhiều đống lửa khác nhau. Còn vua Philippos II thì chiêm bao thấy mình niêm phong tử cung của Olympias, và con dấu niêm phong của ông có in hình một con mãnh sư. Plutarchus cũng đưa ra nhiều giả thuyết khác nhau về những giấc mơ này: Olympias thực chất đã mang thai trước khi cưới Philippos hoặc thần Zeus mới chính là cha ruột của ông.
Aristandros xứ Telmessus cho rằng Hoàng hậu Olympias đang có thai và thai nhi của bà chứa một hoàng nam có tính khí của loài mãnh sư. Các bình luận gia cổ đại đã không thống nhất về việc một Olympias đầy tham vọng đã truyền bá nguồn gốc thần thánh của Alexandros như thế nào, nhiều ý kiến cho rằng bà đã nói điều này với Alexandros nhưng cũng có ý kiến cho rằng bà đã bác bỏ điều này vì nó chẳng tiết hạnh cho lắm. Tuy nhiên, có nhiều tài liệu đã đề cập đến việc Alexandros sử dụng những truyền thuyết này cho mục đích chính trị và ông từng có lần tự nhận mình là con của thần ngay trước mặt phụ vương khi hai người cãi nhau. Một truyền thuyết khác có niên đại từ thế kỷ thứ 3, xuất phát từ Alexandria và được cho là bởi một người gọi là Callisthenes Giả nói rằng, Alexandros thực ra là con trai của vị pharaon cuối cùng của vương triều thứ 30 của Ai Cập Nectanebo II. Sau khi bị Artaxerxes III của Ba Tư đánh bại, Nectanebo II đã phải sống lưu vong tại triều đình của Philippos II ở Pella.
Vào ngày Alexandros được sinh ra, Philippos đang cầm quân vây hãm thành phố Potidea trên bán đảo Chalkidiki. Cũng trong ngày hôm đó, Philippos nhận được tin rằng tướng Parmenion đã đại phá tan tác liên quân Illyria và Paionia, và con ngựa của ông thắng giải và đạt được vòng nguyệt quế trong kỳ thế vận hội tại Olympia lần này. Plutarchus nói rằng, cũng trong ngày hôm đó, ngôi đền thờ thần Artemis ở Ephesos, một trong Bảy kỳ quan thế giới cổ đại, bị cháy rụi. Hegesias xứ Magnesius có chứng kiến trận cháy kinh hoàng này và lời than vãn cùng tiếng kêu ca của nữ thần Artemis thật quá lạnh lẽo đến mức nó có thể làm dập tắt đám cháy. Điều đó dẫn đến lời đồn đại rằng ngôi đền đã bị cháy là do Artemis không trông coi tại đó do bà đang phải coi sóc vị vua tương lai Alexandros. Tuy nhiên, mọi giáo sĩ, nhà tiên tri và thầy pháp ở đều dự báo về sự đến gần của một hiểm họa cực kỳ nghiêm trọng: nét mặt họ hết sức hoảng sợ, họ phải chạy quanh, rồi chạy vào thành phố Ephesos và kêu ca rằng, trận cháy là điềm báo trong ngày hôm ấy, một sức mạnh vô biên đã ra đời và sẽ tiêu diệt châu Á sau này. Những truyền thuyết này có lẽ xuất hiện khi Alexandros đã lên ngôi, và nhiều khả năng chính ông là người đã hạ lệnh tung những tin đồn này nhằm chứng tỏ rằng ông là thần nhân và đã được định sẵn là sẽ trở thành một vĩ nhân. Alexandros cũng đã đề nghị sẽ lo chi phí cho việc trùng tu đền thờ thần Artemis do ông nhận mình là "người có lỗi" trong việc này, nhưng người dân xứ Ephesos đã từ chối.

### Ảnh hưởng văn hóa của Alexandros

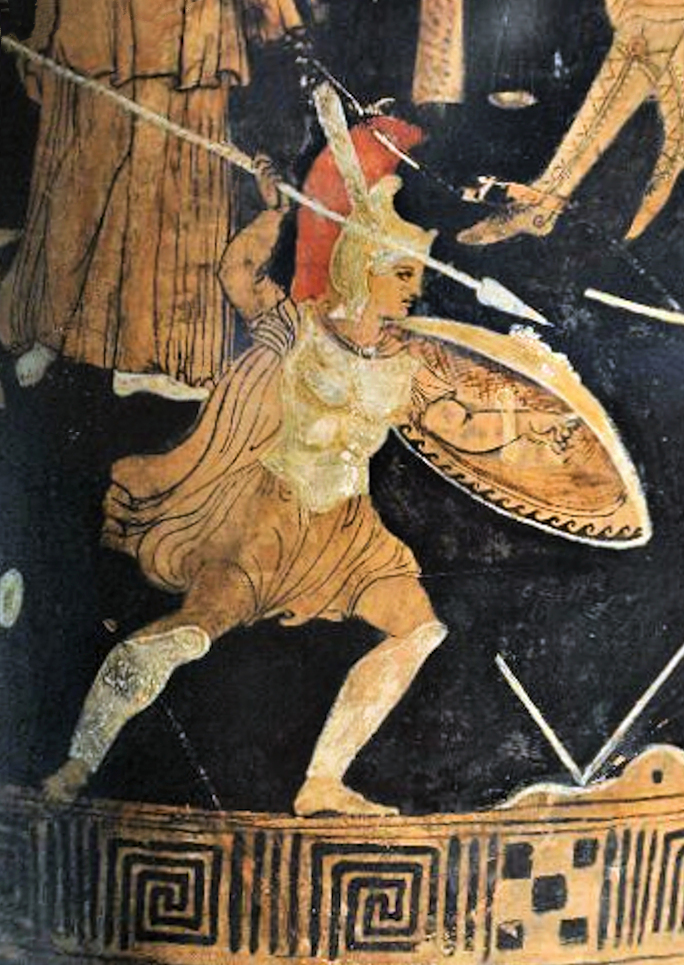
Người anh hùng Achilles trong cuộc chiến thành Troia, minh họa trên đồ gốm thế kỷ 4 TCN.

Câu hỏi về nền văn hóa của người Macedonia nói chung và Alexandros nói riêng vẫn là một đề tài tranh luận của giới sử học. Trong con mắt của những người Hy Lạp thời cổ điển, bao gồm Aristoteles và Demosthenes, người Macedonia, vì các lý do chính trị, vẫn bị coi là một tộc man di. Platon coi họ là "bán man di" (mixobarbaroi). Dù thế nào đi chăng nữa, các sử gia thời hiện đại dựa vào những nghiên cứu khảo cổ gần đầy, đã tranh luận về một tầm nhìn "lấy thành Athens làm trung tâm" (athenocentric) của nền văn minh Hy Lạp và coi các tộc người sống ở phía bắc và tây Delphi là các dân tộc man di, mọi rợ. Ngày nay, người ta đã chứng thực rằng người Macedonia nói một phương ngữ của tiếng Hy Lạp, tiếng Macedonia cổ, có cách viết gần giống với phương ngữ Thessaloniki và Ipiros. Họ cũng tôn thờ các vị thần trên đỉnh Olympus.
Alexandros có lẽ vì thể mà chịu ảnh hưởng sâu sắc từ nền văn hóa Hy Lạp. Kể từ thời vua Archelaos I (cuối thế kỷ 5 TCN), phương ngữ vùng Attica đã trở thành ngôn ngữ chính thức trong triều đình Macedonia. Philippos II, người đã từng làm con tin tại Thebes từ năm 368 đến 365 TCN, nói thuần thục phương ngữ Attica. Theo Plutarchus, Alexandros chỉ nói tiếng Macedonia cổ khi xúc động. Ông thuộc lòng những câu chữ trong sử thi Iliad của Homeros. Chính ông về sau cũng đã mang theo một bản chép tay của tác phẩm này bởi người thầy Aristoteles theo bên mình trong cuộc viễn chinh tới châu Á. Ông ngưỡng mộ và luôn học hỏi theo sự nghiệp vĩ đại của người anh hùng Achilles và xem tác phẩm này như là một "nguồn cung cấp nghệ thuật dụng binh tốt nhất". Từ nó, ông đã rút ra những cái gọi là "học thuyết chiến tranh của Homeros": người chỉ huy cần phải kích động được sĩ khí ba quân, phải bảo vệ được tính mạng của binh sĩ và phải biết cách tận dụng những điểm yếu của kẻ thù. Ông cũng đọc các tác phẩm như Historiai của Herodotos hay Anabasis và Cyropaedia của Xenophon, những tác giả mà ông sẽ có thể khai thác và áp dụng trong cuộc viễn chinh của mình. Những tác giả này đã dạy ông nguyên tắc chiến đấu quyết liệt chiếm ưu thế trước các "man tộc đông vô số" và rằng chiến thắng chỉ có thể giành được bằng lòng dũng cảm và sự phục tùng của ba quân đối với chủ tướng, chứ không phải bằng số lượng. Alexandros cũng rất quen thuộc với những bi kịch của Aeschylus, Sophocles và Euripides, và khi ông chinh phạt Tiểu Á, ông đã hạ lệnh kiếm những cuốn sách của những tác giả này về để đọc. Ngoài ra, ông cũng có những hiểu biết nhất định về y học, cả về lý thuyết lẫn thực hành. Cuối cùng, săn bắn dường như là một yếu tố tiên quyết trong giáo dục của ông, phù hợp với những lý tưởng của Xenophon và Isocrates.

### Ảnh hưởng từ Aristoteles

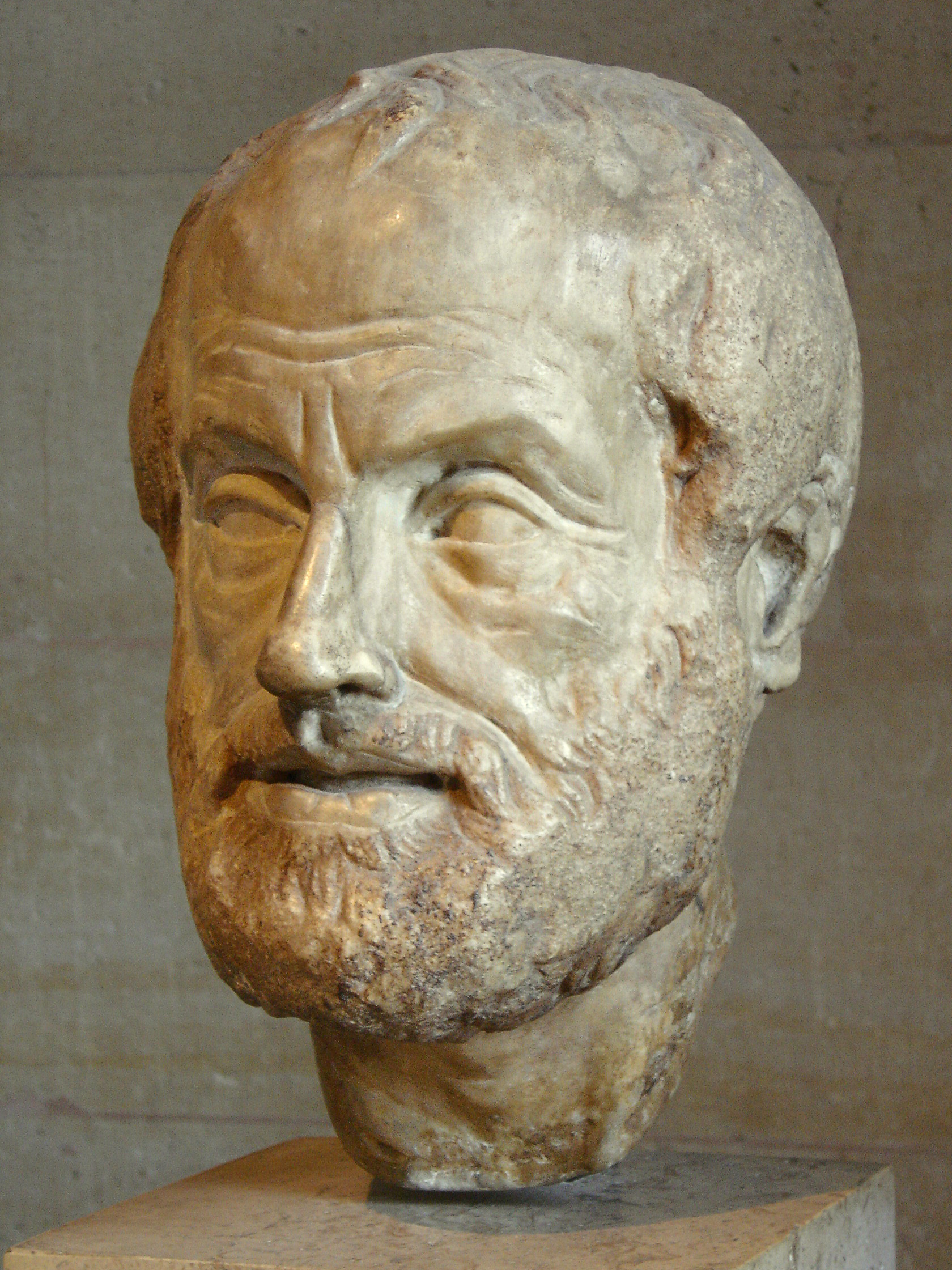
Tượng bán thân của Aristoteles, một bản sao chép của người La Mã từ bản gốc bằng đồng của nhà chạm khắc Lysippos, Bảo tàng Louvre.

Khi còn bé, Alexandros được nuôi nấng dưới bàn tay của nhũ mẫu Lanike, chị gái của Cleitos Đen, một viên tướng tương lai của Alexandros. Khi lên 7 tuổi, cậu nhận được sự dạy dỗ đặc biệt nghiêm khắc bởi một người họ hàng của Olympias là Leonidas, và bởi Lysimachos xứ Acarnania, người sẽ vẫn theo sát ông khi ông hành quân tới châu Á. Alexandros được nuôi dưỡng theo cách của những con em quý tộc người Macedonia, cậu được dạy học đọc, chơi đàn lia, cưỡi ngựa, chiến đấu và săn bắn. Tuy nhiên, Philippos II lại có những đòi hỏi khác đối với con trai mình và ông quyết định gửi gắm cậu cho nhà triết học và cũng là một nhà toán học Menaechmus. Đặc biệt là trong khoảng thời gian từ năm 342 đến 340 TCN, Alexandros đã theo học Aristoteles, con trai của Nicomachos, người từng là ngự y của vua Amyntas III, ông nội của Alexandros. Philippos đã ủy thác con trai mình cho vị triết gia này trong khuôn khổ thỏa thuận chính trị đã ký với Hermias, bạo chúa xứ Atarea. Aristotles vốn đã đến sống dưới trướng của Hermias sau khi ông bị lưu đày khỏi thành Athens. Philippos giao cho nhà triết học một nơi tôn nghiêm dành riêng cho các nữ thần ngoại ô Pella, có lẽ là Nympheion của Mieza, làm lớp học. Alexandros đã học ở đó bên cạnh những chiến hữu tương lai của mình bao gồm Hephaistion, Ptolemaios, Perdiccas, Eumenes, Seleukos, Philotas và Callisthenes. Chính Aristoteles đã huấn luyện Alexandros về mọi mặt như thuật hùng biện và văn học và gợi lên các sở thích của cậu ta trong khoa học, y khoa và triết học. Đồng thời, Alexandros cũng đã trải qua khóa huấn luyện quân sự và thể thao chuyên sâu. Sự gắn kết rất mạnh mẽ này giữa Alexandros và những người bạn của cậu (philoi) có nguồn gốc từ truyền thống của người Macedonia vốn muốn con trai của các vị vua và con em của các quý tộc tạo nên sự gắn kết, có thể thiết lập một phe cánh thực sự gọi là hetairoi (dịch nghĩa nôm na là "người đồng hành").
Thật khó để đánh giá đầy đủ vai trò của Aristoteles đối với Alexandros, một số nhà nghiên cứu hiện đại có xu hướng đánh giá cao vai trò này khi Alexandros tuyên bố rằng ông nợ cha mình sự sống, nhưng ông nợ người thầy cuộc sống tốt đẹp mà ông có. Về vấn đề này, nhà nghiên cứu Droysen khẳng định rằng Alexandros là một chính khách, còn Aristoteles là một nhà tư tưởng. Tuy nhiên, dường như vị triết gia không hài lòng với vai trò gia sư riêng. Ông đã trao cho cậu học trò của mình một bản sao chép của Iliad, một câu chuyện tiêu biểu về một cuộc chiến xa nhà, mà ông chú giải rõ ràng và được Alexandros đã mang theo bên mình khi hành quân tới Châu Á và từ đó đã rút ra những bài học quý báu cho bản thân. Aristoteles mong muốn một nền văn minh Hy Lạp vượt quá giới hạn hạn hẹp của các thành bang. Ông rèn cho người học trò của mình niềm tin rằng toàn cõi Hy Lạp có thể được thống nhất dưới sự lãnh đạo của một vị vua chuyên chế Macedonia. Ông nhấn mạnh rằng vị vua này, tuy chuyên chế, nhưng không sở hữu bất cứ điều gì của một tên bạo chúa. Để nền văn minh Hy Lạp chiến thắng trên toàn thế giới, cần phải có một cá nhân với nhân phẩm vượt trội xuất hiện để hiện thân nó. Đây là một vị vua mà Aristoteles đang tìm kiếm bên trong Alexandros. Ảnh hưởng quyết định của vị triết gia này được đo lường bằng cảm xúc, rằng Alexandros trong nhiều trường hợp, đã dành nhiều tâm huyết cho một sứ mệnh lịch sử để thống nhất phương Tây và phương Đông. Ngoài ra, Aristoteles thể hiện cảm xúc chống Ba Tư mạnh mẽ kể từ khi đến sống với Hermias xứ Atarea, người đã bị xử tử theo lệnh của Artaxerxes III vào năm 341. Sau đó, ông đã dặn Alexandros phải đối xử với những kẻ man di mọi rợ Ba Tư như cây cỏ và động vật, điều mà Alexandros đã không làm theo. Cuối cùng, Aristoteles đã dạy cho vị vua tương lai những đức tính của tình bạn (philia), thứ mà theo ông là "điều cần thiết nhất cho sự tồn tại"; nó đảm bảo sự gắn kết giữa mọi người trong tư tưởng chính trị cũng như trong cách dùng binh.

## Người kế thừa của Philippos II

### Làm nhiếp chính và sự trỗi dậy của Macedonia

Bản đồ vương quốc Macedonia vào thời điểm Philippos II qua đời vào năm 336 TCN

Vào năm 340, Alexandros lúc này mới 16 tuổi và đã hoàn thành xong quá trình học tập với Aristoteles, đã được vua cha triệu về Pella để hướng dẫn cách thức trị quốc. Và khi Philippos xuất quân tiến đánh Byzantion, Alexandros đã được ông tin tưởng chọn làm nhiếp chính, dù xung quanh ông còn có những vị cố vấn giàu kinh nghiệm như Antipatros. Vào năm 339, trong lúc Philippos đang ở xa, bộ lạc Maedi tộc Thracia nổi dậy làm phản. Alexandros đã phản ứng với sự kiện này một cách nhanh chóng. Chiến dịch đầu tiên do đích thân Alexandros chỉ huy đã thành công mỹ mãn khi ông đuổi được người Maedi ra khỏi quê hương của họ. Ông đã cho thành lập một thành phố trong vùng rừng núi Rila thuộc lãnh thổ Bulgaria ngày nay, đặt tên nó là Alexandropolis là đưa dân Hy Lạp đến sinh sống. Ông cũng nhân cơ hội này tiếp cận với một bộ lạc Agrianes cũng thuộc tộc Thracia và chiêu mộ những binh sĩ ném lao (peltastes) tinh nhuệ từ họ.
Khi Philippos quay trở về, ông đã phái Alexandros dẫn một đội quân nhỏ đến miền nam Thracia để khuất phục các cuộc nổi loạn tại đây. Trong chiến dịch bình định thành Perinthos của Hy Lạp, Alexandros được cho là đã cứu mạng cha mình. Vào thời điểm này, thành phố Amphissa bắt đầu cho dân chúng trồng trọt trên những vùng đất thiêng liêng đối với Apollo ở gần Delphi. Đây là một sự xúc phạm thần thánh mà đã tạo cho Philippos cơ hội can thiệp sâu hơn vào Hy Lạp. Do lúc này vẫn còn phải đóng quân ở Thracia, ông đã hạ lệnh cho Alexandros tập hợp một đội quân để tiến đánh miền nam Hy Lạp. Lo ngại rằng các quốc gia Hy Lạp khác có thể can thiệp vào cuộc chiến này, Alexandros đã giả vờ là đang sửa soạn binh mã tiến đánh Illyria. Trong thời kỳ hỗn loạn này, người Illyria đã tấn công Macedonia nhưng bị Alexandros đẩy lui. Philippos hội quân cùng con trai vào năm 338 TCN và cả hai cha con cùng nhau tiến quân hướng Thermopylae. Dù quân Thebes cố thủ ở đây một cách quyết liệt, họ cũng phải nhận thất bại trước quân đội Macedonia. Sau chiến thắng này, quân Macedonia chiếm luôn thành Etalea, chỉ nằm cách Athens và Thebes một vài ngày đường. Demosthenes lúc này vận động Athens liên kết với Thebes để chống lại Macedonia. Cả Athens lẫn Philippos đều sai sứ giả đến để lôi kéo Thebes về phía mình, nhưng Thebes cuối cùng đã lựa chọn đứng bên Athens. Philippos hành quân đến Amphissa, bắt giữ đội lính đánh thuê được Demonthenes gửi đến đó và chấp nhận lợi đầu hàng của thành phố. Philippos quay về Elatea và gửi thư chiêu hàng lần cuối đến Athens và Thebes nhưng đều bị cả hai từ chối.
Khi quân Philippos tiến về phía nam, quân Athens và Thebes đã chặn đánh ông tại Chaeronea, Boeotia. Trong trận Chaeronea tiếp đó, Philippos đã chỉ huy cánh phải trong khi Alexandros được tháp tùng bởi nhiều viên tướng dày dặn kinh nghiệm của nhà vua đã chỉ huy kỵ binh ở cánh trái. Philip đã cố tình ra lệnh cho quân mình rút lui, nhử cho quân Athens đuổi theo, qua đó làm vỡ đội hình quân địch. Nhận thấy đã phá vỡ được trận thế quân địch, Philippos hạ lệnh cho binh sĩ quay đầu, nhanh chóng đánh bại toàn bộ quân Athens. Với việc quân Athens thất bại, quân Thebes nay bắt buộc phải độc chiến. Bị bao vây tứ phía, quân Thebes thua trận, ngay cả đội thần binh Thebes – một lực lượng tinh nhuệ được xem là bất khả chiến bại vào thời bấy giờ – cũng bị quân Macedonia tiêu diệt. Sau trận đánh, Philipos tổ chức ăn mừng trọng thể, và đáng để ý là Alexandros không tham dự. Alexandros và Antipatros đã đảm nhận trách nhiệm đưa tro cốt của các tử sĩ về Athens. Chiến thắng này đã làm Philipos yêu quý con trai đến mức ông thích nghe các chiến binh gọi Philipos là vị tướng còn Alexandros mới là vị vua của họ.
Sau thắng lợi tại Chaeronea, Philippos và Alexandros tiến quân vào bán đảo Peloponnesos mà không gặp bất cứ sự phản kháng nào. Các thành bang ngoại trừ Sparta đều chào đón quân đội Macedonia. Tuy Sparta từ chối nhưng đã không dẫn đến chuyện binh đao. Tại Korinthos, đã triệu tập các thành bang Hy Lạp thành lập Liên minh Hy Lạp (dựa trên mô hình Liên minh chống Ba Tư năm xưa), bao gồm toàn bộ thành bang Hy Lạp ngoại trừ Sparta. Philippos được tôn lên làm minh chủ (hegemon) của liên minh này (sử gọi là liên minh Korinthos). Liên minh này được thành lập với hai mục đích: thứ nhất, đảm bảo nền bá chủ của Macedonia tại Hy Lạp; thứ hai, để tổ chức một cuộc chiến chống lại đế quốc Ba Tư.

### Lưu vong và quay trở lại
Khi Philippos quay trở về Pella, ông đã yêu say đắm Cleopatra Eurydice, cháu gái của tướng Attalus và đã đi đến kết hôn với cô gái tuổi còn ít hơn cả Alexandros này vào năm 338 TCN. Vì mẹ của Alexandros, Olympias, là người từ Ipiros, trong khi Cleopatra là một người Macedonia chính gốc, điều này đã dẫn việc những người con do Cleopatra sinh ra sẽ mang dòng máu Macedonia thuần khiết trong khi Alexandros chỉ có một nửa dòng máu này. Vì thế mà đám cưới này khiến địa vị người thừa kế của Alexandros trở nên lung lay. Trong tiệc cưới, Attalus lúc này đã uống quá chén được kể là đã đứng trước đám đông cầu khấn các vị thần rằng đám cưới này sẽ sản sinh một người thừa kế hợp pháp cho Macedonia:
Tại lễ thành hôn của Cleopatra, người mà Philippos thương yêu và kết duyên cùng, cô còn quá trẻ so với ông, chú cô ấy là Attalus lúc này đang sẵn men rượu trong người đã nâng ly cầu khẩn các vị thần phù hộ cho cháu gái sinh ra một người kế vị hợp pháp cho vương quốc. Điều này đã khiêu khích Alexandros, khiến ông hất cốc rượu vào Attalus nạt rằng, "Thế thì ta là gì, một đứa con hoang à?" Philippos đứng dậy, hiển nhiên rút guơm hầm hầm tiến về phía Alexandros; nhưng may thay cho cả hai, có lẽ vì cơn thịnh nộ quá mức hoặc đã uống quá say, đã trượt chân ngã xuống sàn nhà. Vào lúc đó Alexandros đã sỉ vả ông ta: "[Mọi người] nhìn đi," cậu nói, "'Đây là gã đàn ông dự định chinh phục từ Hy Lạp đến châu Á và ông ta không thể di chuyển nổi từ bàn này sang bàn khác."— Plutarchus, mô tả xung đột trong đám cưới của Philippos.

Năm 337 TCN, Alexandros cùng mẹ và em gái rời bỏ Macedonia về quê ngoại ở Ipiros vài đến trú ngụ nhờ tại nhà của người cậu là Alexandros I tại Dodona. Tuy nhiên Alexandros đã để mẹ ở lại đó còn mình thì đến Illyria. Tại đây, ông được một hoặc nhiều vị vua người Illyria, có lẽ là Glaukias của Taulanti, đối đãi như bậc thượng khách, dù hai bên mấy năm trước có xảy ra chuyện binh đao và quân Illyria từng bị quân Macedonia đánh cho đại bại. Tuy nhiên, bản thân Philippos cũng không muốn từ bỏ người con trai đã được đào tạo bài bản cả về chính trị lẫn quân sự. Một lần, một người bạn cũ tên là Demaratos đến thăm, vua Philipos hỏi ông ta liệu những người Hy Lạp có thể chung sống hòa binh với nhau không. Vị khách trả lời: "Thật lạ lùng, tại sao ngài phải lo lắng về Hy Lạp đến thế trong khi gia đình ngài đang tan vỡ vì quá nhiều xung đột?" Philippos hiểu ra vấn đề nên đã cho người đi triệu con trai trở về. Cuối cùng, Philippos giảng hòa với con trai và Alexandros quay trở lại nhà, song Olympias và em gái của ông vẫn ở lại xứ Ipiros. Tổng cộng Alexandros đã bỏ nhà đi tổng cộng 6 tháng.
Năm 336 TCN, tổng trấn Ba Tư của Caria là Pixodaros vì mong muốn kết giao với Macedonia đã ngỏ ý muốn gả con gái lớn của mình cho anh trai cùng cha khác mẹ của Alexandros là Philippos Arrhidaeus. Olympias và nhiều bằng hữu của Alexandros cho rằng điều này cho thấy Philippos có ý muốn lập Arrhidaeus làm người nối dõi. Alexandros đã phản ứng bằng cách gửi một diễn viên bi kịch tên là Thessalos xứ Korinthos đến nói với Pixodaros rằng ông ta không nên gả con gái mình cho một đứa con ngoài giá thú mà thay vào đó hãy gả cho Alexandros. Khi Philippos nghe tin này, ông đã hủy bỏ vụ mai mối và trách mắng Alexandros vì đã đòi cưới con gái của một người Caria và giải thích rằng ông muốn kiếm một người vợ tốt hơn cho cậu. Philippos đã trục xuất 4 người bạn của Alexandros là Harpalos, Nearchus, Ptolemaios và Erigyius và hạ lệnh người xứ Korinthos giao nộp Thessalos để mình xử lý.

## Triều đại của Alexandros

### Lên ngôi và củng cố quyền lực

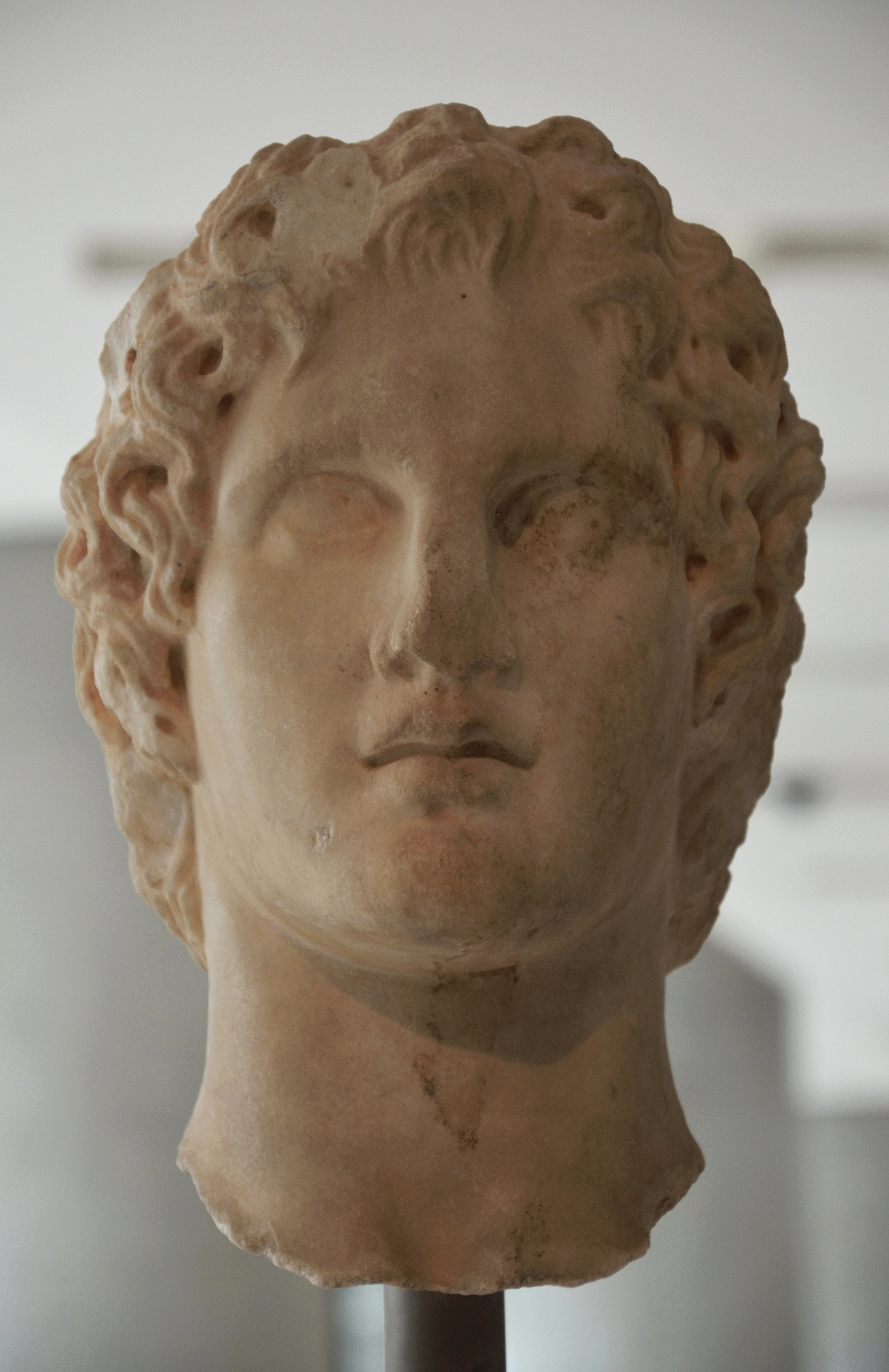
Tượng bán thân của Alexandros thời thanh niên, bản sao chép từ một bản gốc của Leochares hoặc Lysippos, Bảo tàng Acropolis Athens.

Vào mùa hè năm 336 TCN, Philippos II bị ám sát tại lễ cưới của con gái ông là Cleopatra của Macedonia với cậu của cô là Alexandros I của Ipiros, em trai của Olympias. Kẻ ám sát là một nhà quý tộc trẻ bất mãn Pausanias của Orestis, một người tình đồng tính trước đây của nhà vua và đã được chọn vào đội cận vệ (Somatophylakes). Người này trở nên thù oán vua Philippos II vì nhà vua đã bỏ mặc và không trừng phạt Attalos, người đã chuốc rượu làm cho mình say và đã bị người này hãm hiếp. Khi Pausanias cố gắng tẩu thoát, hắn ta vướng phải một cây nho và bị giết bởi những người rượt đuổi theo hắn, bao gồm hai người bằng hữu của Alexandros, Perdiccas và Leonnatus. Nhiều người cho rằng vụ ám sát Philippos đã được tính toán trước với thông tin và sự tham gia của Alexandros hay Olympias nhưng cũng có nhiều người khác ủng hộ lập trường rằng đây là một động cơ cá nhân. Rất ít nhà sử học đương đại cho rằng Alexandros có liên quan đến vụ giết cha mình khi Philippos rõ ràng cho thấy ông có ý định lập Alexandros làm người kế vị. Một kẻ có khả năng là chủ mưu là Darius III - tân Hoàng đế của Đế quốc Ba Tư khi đó. Nhà sử học Arrianos đề cập đến một lá thư giận dữ từ Alexandros gửi Darius sau trận Issus năm 333 TCN, trong đó ông đổ thừa cho Hoàng đế Darius III và quan Tể tướng Bagoas, cho cái chết của vua cha, nói rằng chính Darius là người đã khoác lác với các thành phố Hy Lạp là ông ta đã tổ chức ám sát Philippos như thế nào. Alexandros cũng sẽ hỏi nhà tiên tri ở đền thờ thần Amun ở Siwa rằng liệu ông có trừng phạt tất cả những kẻ đã sát hại cha mình.

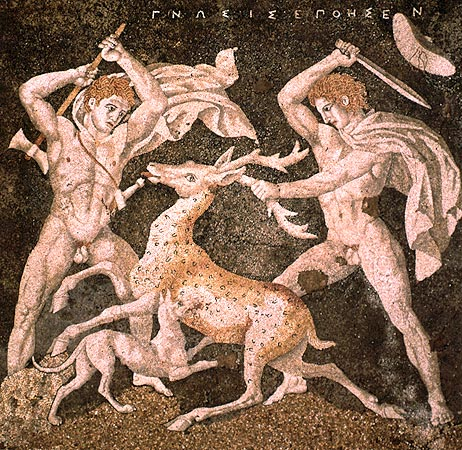
Tranh khảm thể hiện cảnh săn hươu, k. 300 TCN, từ Pella; nhân vật đứng bên phải nhiều khả năng là Alexandros Đại đế dựa vào niên đại của khảm này cùng với mái tóc dựng ngược (anastole) được miêu tả của ông; nhân vật bên trái tay cầm rìu hai lưỡi (một đồ vật gắn liền với Hephaistos) có lẽ là Hephaestion, một trong những người bạn đồng hành trung thành của Alexandros.

Sau cái chết của Philippos, quân đội và các quý tộc Macedonia đã suy tôn Alexandros, lúc này 20 tuổi, như là vua mới của Macedonia. Alexandros sau khi lên ngôi đã ngay lập tức trừ khử các đối thủ tiềm tàng. Để trừ hậu hoạn, ông đã hạ sát anh họ mình là Amyntas IV, người từng làm vua của Macedonia trong khoảng thời gian từ năm 360 đến 359 TCN trước khi bị Philippos phế truất và tiếm đoạt vương vị. Thái hậu Olympias, lợi dụng sự vắng mặt của con trai mình vì đã đi đến biên giới phía bắc, đã giết chết vợ út của Philippos là Cleopatra bằng cách buộc cô phải treo cổ tự sát sau khi phải nhìn thấy con gái mình, Europa, bị cắt đứt cổ. Alexandros đã rất tức giận khi biết được chuyện này. Alexandros buộc phải ra lệnh trừ khử Attalos, người đang chỉ huy binh mã ở Tiểu Á và cũng là chú của Cleopatra. Attalos tại thời điểm đó có trao đổi thư từ với Demosthenes, dẫn đến khả năng ông ta có thể đào thoát tẩu sang Athens. Attalos trước đây cũng đã nhiều lần sỉ nhục Alexandros, và sau khi Cleopatra chết, Alexandros cho rằng ông ta quá nguy hiểm để có thể cho ông ta sống. Theo lời khuyên từ mẹ, Alexandros cũng đã xử tử Caranos, con trai của Philippos và Phila, cũng như hai hoàng tử xứ Lynkestis. Alexandros đã tha chết cho em trai khác mẹ của mình là Arrhidaeus, người được nhiều nguồn cho là một người đần độn, có lẽ là do Olympias đã đầu độc. Và như thế, vị tân vương của Macedonia không còn có một đối thủ nào có thể tranh giành ngai vàng với ông. Chỉ trong vòng vài tuần sau khi vua cha qua đời, tân vương Alexandros đã nắm vững toàn bộ quyền thống trị Chính phủ và Quân đội Macedonia.

### Bình định phương bắc

Các dân tộc láng giềng của Macedonia thế kỷ 4 TCN.

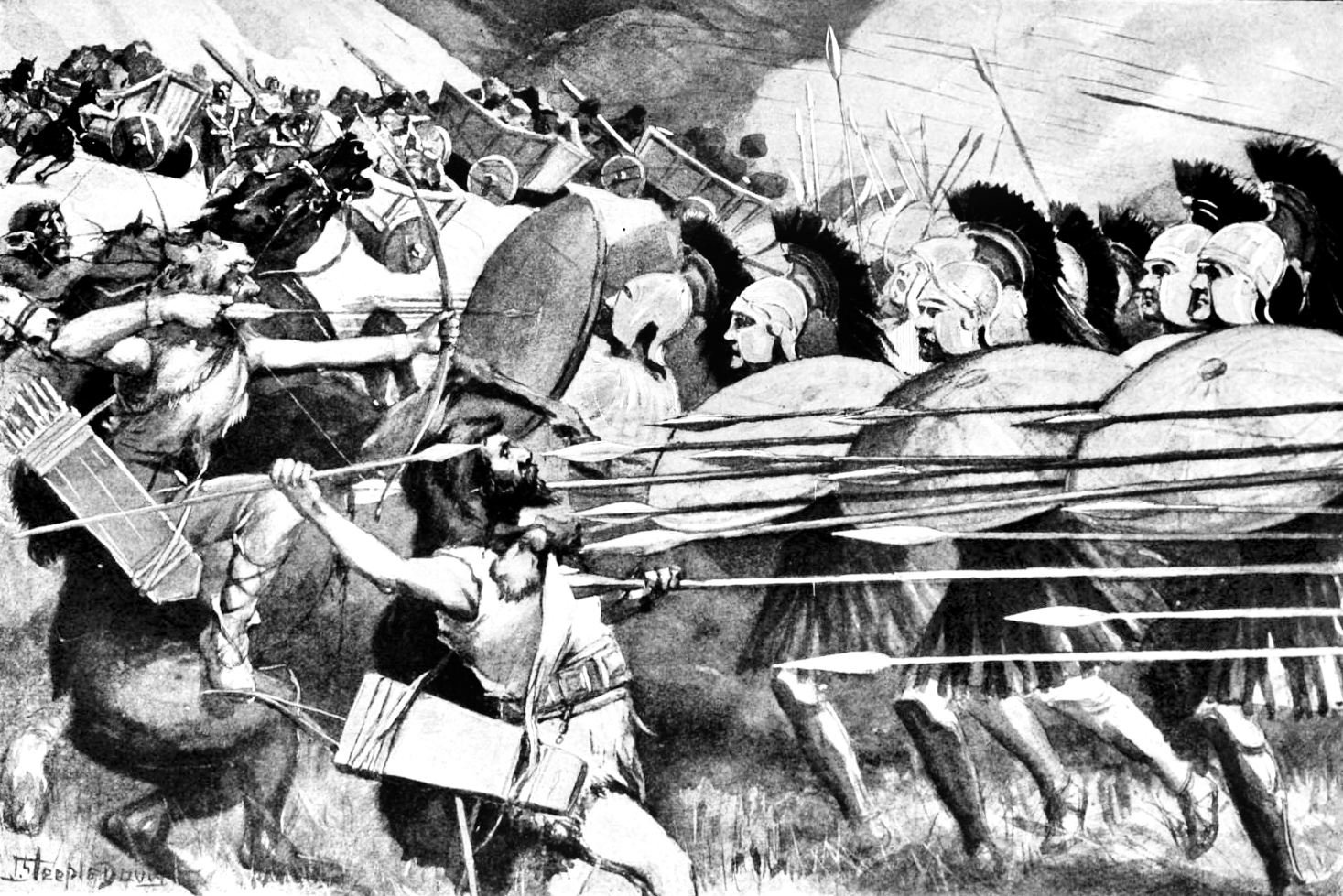
Đội hình phalanx của Macedonia trong trận chiến chống lại người Thracia

Alexandros không chỉ thừa hưởng từ cha mình ngai vị vua của người Macedonia mà còn những chức vị khác như quan chấp chính trọn đời của người Thessalía và Minh chủ (hegemon) của liên minh Hy Lạp. Các thành bang Hy Lạp như Athena và Thebes, bị bắt buộc phải quy phục Philippos, thấy vị tân vương như là một cơ hội để giành lại hoàn toàn quyền độc lập của họ. Các bạn hữu và quân sư của nhà vua khuyên ông không nên lập lại quyền thống trị của xứ Macedonia tại Hy Lạp và các bộ tộc man rợ lân cận, trước khi ông đảm bảo sự ổn định nội bộ đất nước và sự trung thành tuyệt đối của toàn dân Macedonia. Do đó, họ khuyên ông không nên suy nghĩ sâu xa gì về ý định chinh phạt Ba Tư của tiên vương Philippos II trong vòng vài năm tới. Tuy nhiên, nhà vua quyết định không bỏ qua bất kỳ một lãnh thổ nào mà tiên vương khổ công chiếm lấy, hoặc bất kỳ một dự định hay mục tiêu nào của tiên vương. Vì thế mà ngay sau khi lên ngôi, Alexandros đã ngay lập tức tiến hành các sứ mệnh ngoại giao đến Hy Lạp để ngăn chặn liên minh mà Philippos dày công xây dựng tan rã. Thebes, là thành phố chống lại ông tích cực nhất, đã đầu hàng khi ông xuất hiện ở cửa thành. Tại Eo Corinth, Athens và liên minh Hy Lạp, với ngoại lệ Sparta, đã tôn ông lên làm Minh chủ chống lại quân Ba Tư.
Trước khi Alexandros có thế phát động cuộc chiến tranh chống lại người Ba Tư ở châu Á, ông trước tiên phải bảo đảm cho sự yên ổn của vương quốc bằng cách tiến hành hai cuộc chinh phạt chống lại các man tộc ở phương bắc, một đến sông Danube và một chống lại quân nổi loạn Illyria. Trên thực tế, các tộc người Thracia và Getae đã đe dọa Macedonia khi họ nghĩ rằng mình có thể lợi dụng cái chết của Philippos II. Mùa xuân năm 335, sau khi trao quyền chấp chính cho Antipatros, Alexandros tiến hành bắc phạt, đả bại người Getae và hành quân qua đất của người Odrysia. Ông tiêu diệt quân đội của vua Syrmos, giết chết gần 3000 binh sĩ bên bờ sông Lyginus (một phụ lưu của sông Danube), khiến vị vua này sợ hãi phải kêu gọi các bộ tộc khác cầu hòa. Alexandros đã bổ nhiệm Zopyrion làm thống đốc của Thracia. Sứ giả người Celt, có lẽ là tộc Scordisci, nhân cơ hội này yết kiến Alexandros tại bờ sông Danube. Biên giới phương bắc của vương quốc coi như đã được thiết lập dọc theo bờ sông Danube.
Tin tức lan truyền đến Alexandros rằng vua Kleitos của người Illyria và vua Glaukias của Taulanti đã dấy binh tạo phản, đồng thời mang quân tấn công Macedonia. Tháng 7 năm 335 TCN, Alexandros đưa quân tiến đến lãnh địa của người Agrianes ở Peonia và nhận được sự trợ giúp từ vua Langaros của họ. Chiến thắng tại cuộc vây hãm Pelion vào tháng 12 năm 335 TCN, Alexandros đã khiến người Illyria phải tháo chạy. Kleitos dù sao đi chăng nữa vẫn giữ được vị trí của mình, nhưng buộc phải xưng thần với vua Macedonia.

### Các thành bang Hy Lạp nổi loạn
Nhân khi Alexandros đang bận dẫn quân chống lại các man tộc phương bắc, các thành bang Hy Lạp quyết định nổi dậy chống lại người Macedonia. Đây là kết quả của chính sách ngoại giao của Darius III. Thông qua Memnon của Rhodes, người Ba Tư đã chiếm lại các vùng lãnh thổ mà Parmenion chiếm được vào cuối triều đại Philippos II và cố gắng kích động một cuộc nổi dậy ở Hy Lạp bằng cách rót tiền vào các thành bang Hy Lạp. Tin đồn về cái chết của Alexandros trên sông Danube đã khiến Thebes, nơi có một đội quân Macedonia đóng ở đó kể từ sau trận Cheronea năm 338 TCN, đứng lên tạo phản trong khi Athens và Sparta hứa sẽ giúp đỡ người Thebes trong cuộc chiến này. Trong khi các thành phố khác lại một lần nữa do dự, Thebes lần này quyết định chống trả cật lực nhất.

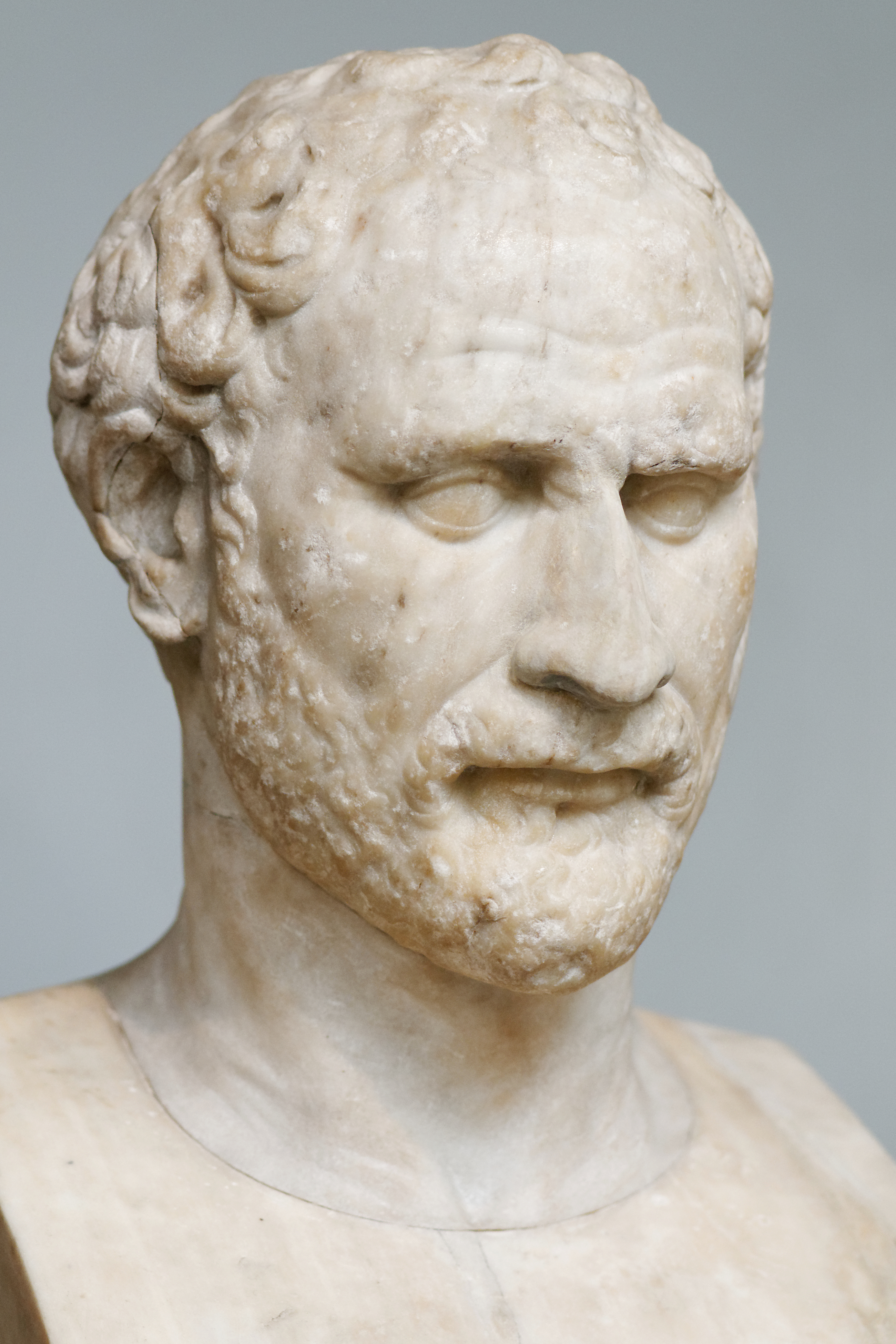
Tượng bán thân của Demosthenes, người đã vận động dân chúng Athens nổi dậy chống lại sự cai trị của Macedonia.

Alexandros đã phản ứng rất gay gắt sau khi nghe được tin này. Theo nhiều sử gia, Demosthenes từng gọi Alexandros là "Margites" (Μαργίτης) Người Hy Lạp cổ đại dùng từ "Margites" để mô tả những kẻ ngu ngốc và vô dụng. Theo Plutarchus, Alexandros đã nói rằng: "Demosthenes đối xử với ta như một đứa trẻ khi ta ở Illyria và các bộ lạc [man di phương bắc], coi ta như một thiếu niên khi ta tiến vào Thessalia. Ta sẽ khiến ông ta phải thấy trước thành Athens rằng ta là một người đàn ông." Alexandros phản ứng lập tức và đem toàn bộ binh mã nam hạ tiến vào Hy Lạp, vượt qua eo đất Thermopylae bất ngờ tấn công quân Thebes lúc này đang mải bao vây quân đồn trú Macedonia trong vệ thành Cadmee. Bị vây hãm ngặt nghèo và dù chống trả quyết liệt, thành phố không tránh khỏi việc bị thất thủ khi bị quân Macedonia vây hãm mà không được quân Athens và Sparta tới ứng cứu. Theo cương lĩnh của Liên minh Hy Lạp vốn có nhiều kẻ thù của Thebes, thành phố Thebes được lệnh phá hủy hoàn toàn. Chỉ có các ngôi đền và vệ thành Cadmee, nơi nhà thơ Pindaros được sinh ra, không bị động tới nhờ vào mối quan hệ giữa Pindaros và triều đại Argead. Trong khi đất đai được chia giữa những kẻ chiến thắng với nhau thì hơn 30.000 dân chúng của thành phố bị đem bán làm nô lệ, chỉ chừa lại các thầy tu, các lãnh tụ của các phe phái ủng hộ Macedonia và hậu duệ của Pindaros không bị đụng chạm đến. Alexandros đã cảm thấy hối hận sau khi hạ lệnh phá hủy Thebes và trong suốt triều đại của mình đã tìm cách bảo vệ khỏi cơn thịnh nộ của thần Dionysos, người có mẹ là Semele, con gái của Cadmos là người sáng lập thành phố Thebes, bằng cách hiến dâng rất nhiều lễ vật. Và kể từ đó, Alexandros luôn đối xử tử tế đối với bất cứ người Thebes nào sống sót mà ông gặp.
Alexandros đã tha cho Athens, thành phố may mắn khi không bị bất kỳ tổn hại nào. Hành động khoan hồng này của Alexandros được cho là thể hiện mong muốn muốn bảo tồn trung tâm văn hóa và tri thức của Hy Lạp mà theo ông thì thành phố này được lập ra là để "giữ phép tắc cho toàn cõi Hy Lạp" khi ông đang viễn chinh ở châu Á hoặc cũng có thể là do ảnh hưởng từ người thầy Aristoteles khi ông này đã chuyển đến sống ở Athens và có mở một trường dạy học ở đây. Cũng có thể rằng tài năng du thuyết của Phocion và đặc biệt là của Demades đã thuyết phục nhà vua không phá hủy thành phố. Tuy nhiên, Athens phải chấp nhận yêu sách cho lưu đày tất cả các chính trị gia chống Macedonia, trong đó có các tên tuổi như Demosthenes, Lycurgus và Hyperides.

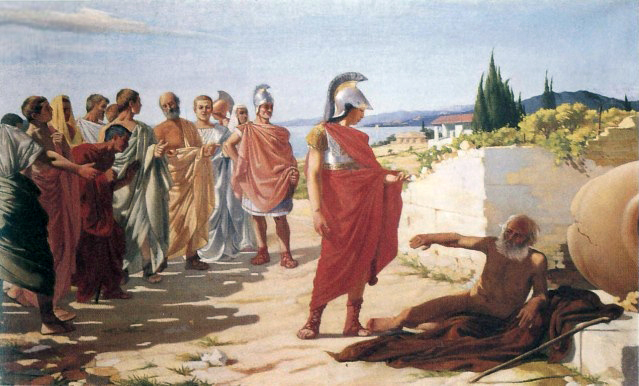
Alexandros và Diogenes, tranh của Paride Pascucci.

Đại diện của các thành bang Hy Lạp sau đó đã hội họp tại Korinthos và tôn Alexandros lên làm Minh chủ trong cuộc chiến tranh chống lại quân Ba Tư, nhằm báo thù cuộc xâm lược vào Hy Lạp năm xưa. Khi Alexandros tới Korinthos, nhiều chính khách và nhà triết học đến chúc tụng ông. Nhà vua cũng chờ nhà triết học Diogenes của Sinope đến chúc mừng, nhưng Diogenes không đến dù ông đang ở Korinthos. Vì vậy, đích thân Alexandros đến thăm nhà Diogenes và gặp ông đang nằm tắm nắng. Diogenes hơi nhỏm người dậy khi nghe tiếng đám đông tới gần. Khi Alexandros hỏi triết gia rất nhã nhặn rằng liệu có một đặc ân gì nhà vua có thể làm cho ông không thì Diogenes chỉ đáp trả: "Đức Vua hãy làm ơn bỏ cái bóng của Ngài ra khỏi tôi." Trên đường trở về, những tùy tùng của Alexandros cười nhạo ông, nhưng Alexandros bảo họ rằng: "Các ngươi cứ cười nếu muốn, nhưng nếu ta không phải là Alexandros thì ta muốn được làm Diogenes."
Cũng trong khoảng thời gian này, Alexandros cũng đã đến Delphi. Theo truyền thuyết, vì nữ tư tế (Pythia) không thể ban phát lời sấm do thần Apollo vắng mặt trong những tháng mùa đông, Alexandros đã nắm lấy tay bà – bất chấp sự kháng cự – và kéo đến cái vạc thờ ba chân. Ngay sau đó, bà đã nói lớn: "Ôi con trai, con thật quyến rũ!" và Alexandros đã coi câu cảm thán này như một lời sấm.

### Cuộc chinh phạt

#### Mục tiêu của cuộc chinh phạt châu Á
Alexandros tiếp quản dự án mang tính chất toàn Hy Lạp của tiên vương Philippos II đó là đoàn kết toàn dân Hy Lạp để chống lại đối thủ truyền kiếp Ba Tư như những gì Isocrates đã từng nói, chỉ có điều là dưới ngọn cờ của Macedonia chứ không phải Athens. Cuộc chiến với đế quốc Achaemenes là không thể tránh khỏi vì trước đó vào năm 340 TCN, hoàng đế Artaxerxes III đã từng đưa quân đến cứu Byzantion và Perinthos khi hai thành phố này bị Philippos bao vây với mục đích cản trở sự bành trướng của Macedonia, một điều sẽ khiến cái gọi là "Hoà ước của nhà vua" trở nên lung lay. Trên thực tế, Philippos không có ý định chinh phục toàn bộ đế quốc Ba Tư, mà chỉ muốn chia cắt các tỉnh ven biển Aegea có nhiều ảnh hưởng của Hy Lạp với các tỉnh nội địa Iran hóa ở vùng cao nguyên Anatolia. Ông cũng tìm cách liên minh người Hy Lạp chống lại người Ba Tư, trước khi hai thế lực này liên minh lại với nhau chống lại ông; hơn nữa, một số người Hy Lạp hy vọng rằng cuộc chiến này sẽ làm suy yếu Macedonia nên đã tìm cách bắt tay sau lưng với người Ba Tư.
Mùa thu năm 335 TCN, Alexandros triệu tập liên minh Hy Lạp, ấn định các mục tiêu của cuộc viễn chinh tới châu Á. Trước đó vào năm 336 TCN, hơn 1 vạn quân Macedonia dưới sự chỉ huy của Parmenion và Attalos đã tuân theo lệnh của Philippos II thiết lập được chỗ đứng ở Tiểu Á tại khu vực nằm gần thành Troia. Alexandros thúc dục đẩy nhanh cuộc viễn chinh vì vị trí của quân Macedonia đã thiết lập trên đất địch đang lung lay. Ban đầu các thành bang Hy Lạp đồng loạt nổi dậy cho đến cái chết đột ngột của Philippos. Binh sĩ Macedonia nghe tin nhà vua mất nhanh chóng đánh mất sĩ khí và bị quân đội Achaemenes dưới sự chỉ huy của viên tướng đánh thuê người Hy Lạp là Memnon xứ Rhodos đánh bại tại gần Magnesia. Alexandros cũng dự ý sẽ nhân dịp này khỏi sự giám hộ của Antipatros, người được ông phong làm Nhiếp chính của Macedonia trong thời gian nhà vua đi vắng. Tự mình thống lĩnh ba quân, ông sẽ có thể hất cẳng Parmenion và gia đình quyền lực của ông ta. Cả hai vị tướng đều cho rằng Alexandros nên kết hôn trước khi xuất quân, đề phòng một cuộc khủng hoảng nội tộc xảy ra khi nhà vua mất mà không có con nối dõi. Vào thời điểm này, Alexandros tuy còn rất trẻ những đã tỏ ra rất quyến đoán và sở hữu đầu óc chính trị cũng như khả năng quân sự hơn người. Cuộc chiến với các bộ tộc man di phương bắc đã vượt xa những gì mà tiên vương Philippos đã đạt được trong khi quyết định phá hủy Thebes đã khiến toàn dân Hy Lạp phải phục tùng ông. Tuy nhiên, ông tiếp quản những chính sách mà cha mình đã khởi xướng và bộ máy quân sự mà cha mình đã rèn nên, đồng thời đặt niềm tin vào các tướng lĩnh trung thành với mình. Ông nhân cơ hội này mà phát động cuộc viễn chinh, đồng thời, ông cũng dùng cuộc chinh phạt này để chuyển tầm nhìn của những người Hy Lạp chống Macedonia sang hướng khác, và cũng làm hòa dịu cuộc khủng hoảng về kinh tế và chính trị ở các thành bang Hy Lạp.

#### Quân đội Macedonia

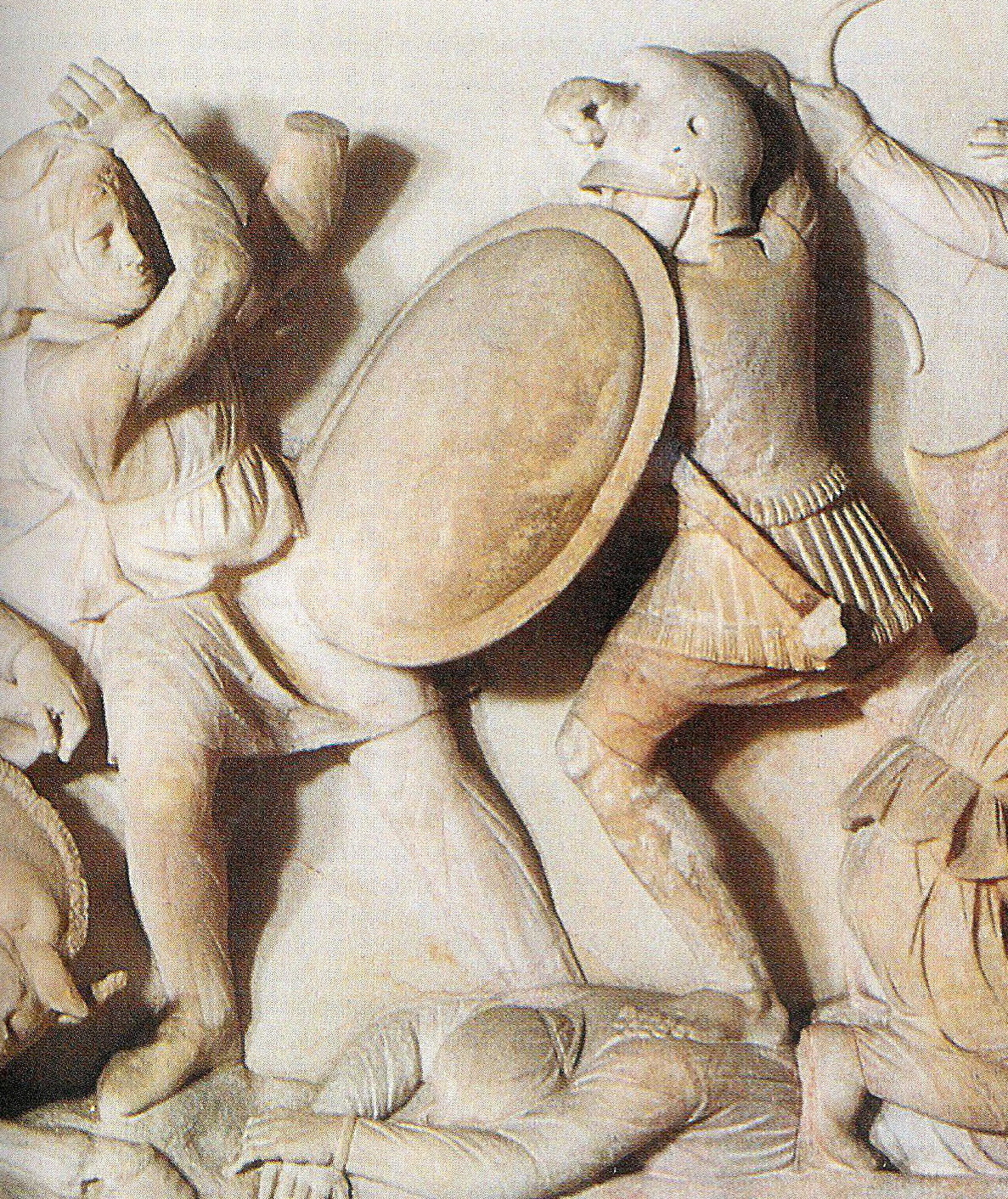
Một binh sĩ Phalanx Macedonia (bên phải) đang chiến đấu với một người Ba Tư trong trận Issus, chi tiết trên Quách của Alexandros.

Tiếp nối Philippos II, người đã rèn dũa quân đội Macedonia trở thành một cỗ máy chiến tranh tinh nhuệ, Alexandros đã thừa hưởng nhiều khí tài quân sự thậm chí còn vượt trội hơn cả uy tín và dũng khí của bản thân ông. Vào thời điểm cuộc chiến bắt đầu, Alexandros sở hữu một đội quân dày dặn kinh nghiệm được vun trồng từ những cuộc chiến dưới thời tiên vương. Đội quân này được cấu tạo từ một đội hình phương trận (phalanx) mạnh mẽ nhưng di động; một đội trọng kỵ tựa một cỗ máy tấn công thực thụ; một đội khinh kỵ có thể di chuyển mau lẹ; những lính phóng lao, ném đá tiện lợi cho việc quấy rối quân địch; và cuối cùng là những cỗ máy công thành, hiệu quả khi dùng để công phá các thành trì kiên cố. Ngoài ra ông cũng phụ thuộc vào sự trung thành tuyệt đối từ các chiến hữu (Hetairoi) bộ binh cũng như trên lưng ngựa và có thể trông mong vào lực lượng epigones người Ba Tư mà ông chiêu mộ kể từ năm 330 TCN trở đi. Alexandros cũng có thể hiểu rõ địa hình địa thế những vùng đất lạ nhờ sử dụng hệ thống trinh sát địa thế trước các trận đánh lớn.
Quân đội của Alexandros có ưu thế lớn về mặt chiến thuật lẫn kỹ thuật so với các đối thủ của mình. Tấm giáp ngực nặng 15 kg và tấm khiên đường kính dài 1 mét, những thứ đã từng là gánh nặng của các Hoplites truyền thống của Hy Lạp, đã bị loại bỏ dựa theo sáng kiến của Philippos II. Những lính phalangites (bộ binh chiến hữu) trang bị giáp nhẹ và chủ yếu được trang bị một ngọn giáo dài 5.5 mét gọi là sarissa. Khi ở thế thủ, đội hình Phalanx sẽ tạo nên một bức tường bằng khiên. Trong tư thế này, những người lính sẽ chĩa ra một rừng toàn giáo có thể chống trả mọi cuộc xung kích của đối phương. Khi ở thế công, số lượng đông đảo và động năng của đội hình Phalanx tích lũy lại sẽ tạo nên một lực tấn công mạnh mẽ có thể đập tan nhiều hàng ngũ quân địch. Việc giảm bớt trang bị bảo hộ của mỗi người cũng giúp trang bị cho nhiều người hơn. Lực lượng trọng kỵ kỵ binh chiến hữu bù đắp cho sự thiếu cơ động của đội hình Phalanx bằng cách bảo vệ hai bên sườn dễ bị tổn thương của họ và tấn công khi đội hình Phalanx đã ghim địch vào vị trí. Alexandros vì thế sử dụng chiến thuật "búa" (kỵ binh) và "đe" (bộ binh) để dành thắng lợi.
Đội quân đã vượt eo biển Hellespont để chinh phục châu Á được cấu thành từ khoảng 40.000 bộ binh và 1.800 kỵ binh Macedonia, cũng như số lượng kỵ binh Thessalia tương đương cộng thêm khoảng 600 kỵ sĩ chiêu mộ từ các thành viên khác thuộc Liên minh Hy Lạp. Con số này tương đối nhỏ và có thể so sánh được với con số 50.000 lính đánh thuê Hy Lạp đang phục vụ trong hàng ngũ quân đội Ba Tư. Các man tộc phương bắc (bao gồm người Thracia, Peonia, Triballes, Agrianes), vì muốn thu lợi lộc, nên cũng đóng góp cho quân đội viễn chinh Macedonia một số lượng không nhỏ binh sĩ. 32.000 lính Phalanx được tuyển chọn từ tầng lớp địa chủ. Bổ sung vào đội hình này có lẽ còn có những người sống sót của lực lượng viễn chinh do Parmenion và Attalos chỉ huy được Philippos II gửi đến Tiểu Á năm 336 TCN, tức là vào tầm 10.000 người. Alexandros cũng không rời khỏi Macedonia mà không để lại ai phòng bị. Ông giao cho Antipatros, người được phong làm Giám quốc nắm quyền nhiếp chính Macedonia khi nhà vua rời đi, một nửa số kỵ binh, tức vào khoảng 1.500 người và 10.000 bộ binh. Trong suốt cuộc chiến, quân viễn chinh vẫn luôn nhận được tiếp viện từ châu Âu nhưng cũng tuyển mộ thêm binh lính từ dân chúng bản địa, ví dụ như 30.000 người Ba Tư đã được kết nạp vào đội hình Phalanx. Theo Plutarchus thì Alexandros đã hạ lệnh các tướng lĩnh của mình cạo nhẵn râu để quân địch không thể dùng nó mà lôi được.
Các tài liệu cổ đại thường ghi chép không đầy đủ, thậm chí mâu thuẫn lẫn nhau khi đề cập đến những thông tin liên quan đến các trận đánh lớn. Quân số Ba Tư thường được phóng đại nên vì thế cần thận trọng khi dùng những nguồn này để tham khảo.

#### Khởi hành tới châu Á

Hành trình của Alexander ở phía tây Tiểu Á vào mùa xuân năm 334 TCN.

Tháng 5 năm 334 TCN, Alexandros dẫn đầu Liên quân Macedonia – Hy Lạp của Liên minh Korinthos rời khỏi kinh đô Pella và đã đến thành Sestos trên bán đảo Chersones thuộc Thracia (Gallipoli ngày nay) sau 20 ngày và từ đó hành quân vượt qua eo biển Hellespont. Khi đến Tiểu Á, ông phóng cây giáo cắm xuống đất tỏ rõ ý định sẽ chinh phục toàn bộ lãnh thổ của Đế quốc Ba Tư bằng cánh biến chúng trở thành "đất bị chinh phục bởi ngọn giáo" (gè doriktétos). Trong khi Parmenion đảm nhận trọng trách di chuyển binh sĩ sang bờ phía bên kia của Hellespont thì Alexandros dẫn đầu đội quân gồm 37.000 người tới thành phố Elaeus trên bán đảo Chersones. Tại đây ông đã viếng Protesilaus, người anh hùng người Achaean đầu tiên đã ngã xuống trong cuộc chiến thành Troia. Hành động này chỉ là khởi đầu của một danh sách dài thể hiện mong muốn của nhà vua nhằm thỏa mãn trí tưởng tượng bằng cách đóng giả là Achilles mới. Không rõ liệu ông có thực sự tự hào về điều này, rằng ông nghĩ rằng mình thực sự là dòng giống anh hùng, hay chỉ là đang diễn để cho binh sĩ cũng như người dân Hy Lạp và Tiểu Á xem. 

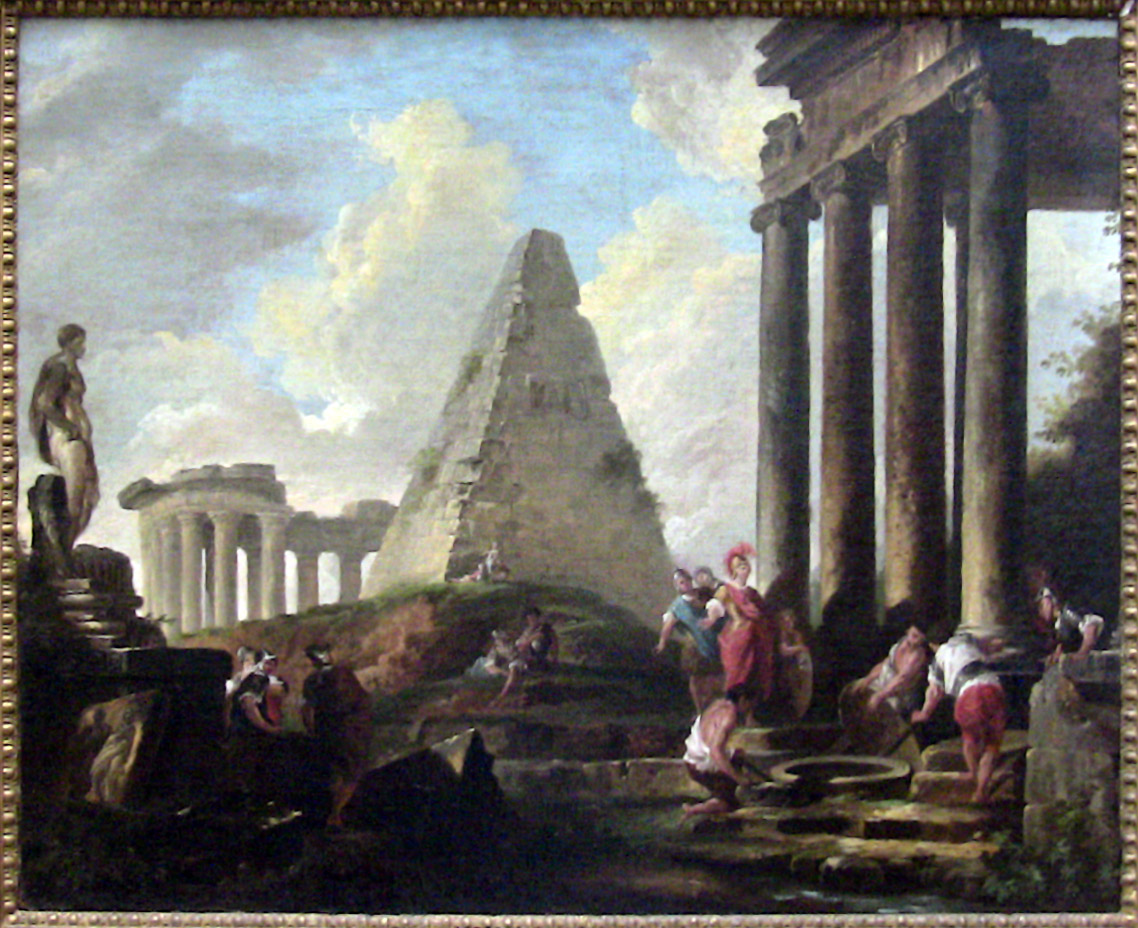
Alexandros viếng mộ Achilles, tranh của Hubert Robert, k. 1754.

Alexandros sau đó đã đổ bộ vào châu Á ở một nơi được cho là nằm gần thành Troia (hay Ilion). Tương truyền khi đó ông đích thân cầm lái chiếc kỳ hạm của mình, và giết một con bò để hiến tế thần Poseidon, và còn dùng một chén vàng đựng rượu mật để cúng thần biển. Khi chiến thuyền cập đến bờ biển bên kia, Alexandros mình mặc võ phục, bước lên đại lục châu Á đầu tiên. Ông đã cho dựng một bàn thờ trong đền thờ thần Athena rồi sau đó đã đến đặt vương miện trên lăng mộ Achilles và tuyên bố rằng Achilles là một người may mắn vì có một người bạn tri kỉ khi còn sống và một nhà thơ vĩ đại làm cho những ký ức về mình vẫn còn được lưu giữ mãi. Người bạn thân nhất của Alexandros là Hephaestion cũng đã làm điều tương tự với người anh hùng mình ái mộ là Patroclus. Cuộc "hành hương" đến thành Troia có vẻ lãng mạn nhưng cũng mang tính "quảng cáo". Alexandros sau đó quay về với quân đội của mình tại Arisba sau bốn ngày, vượt qua dãy núi Pityos từ phía bắc.

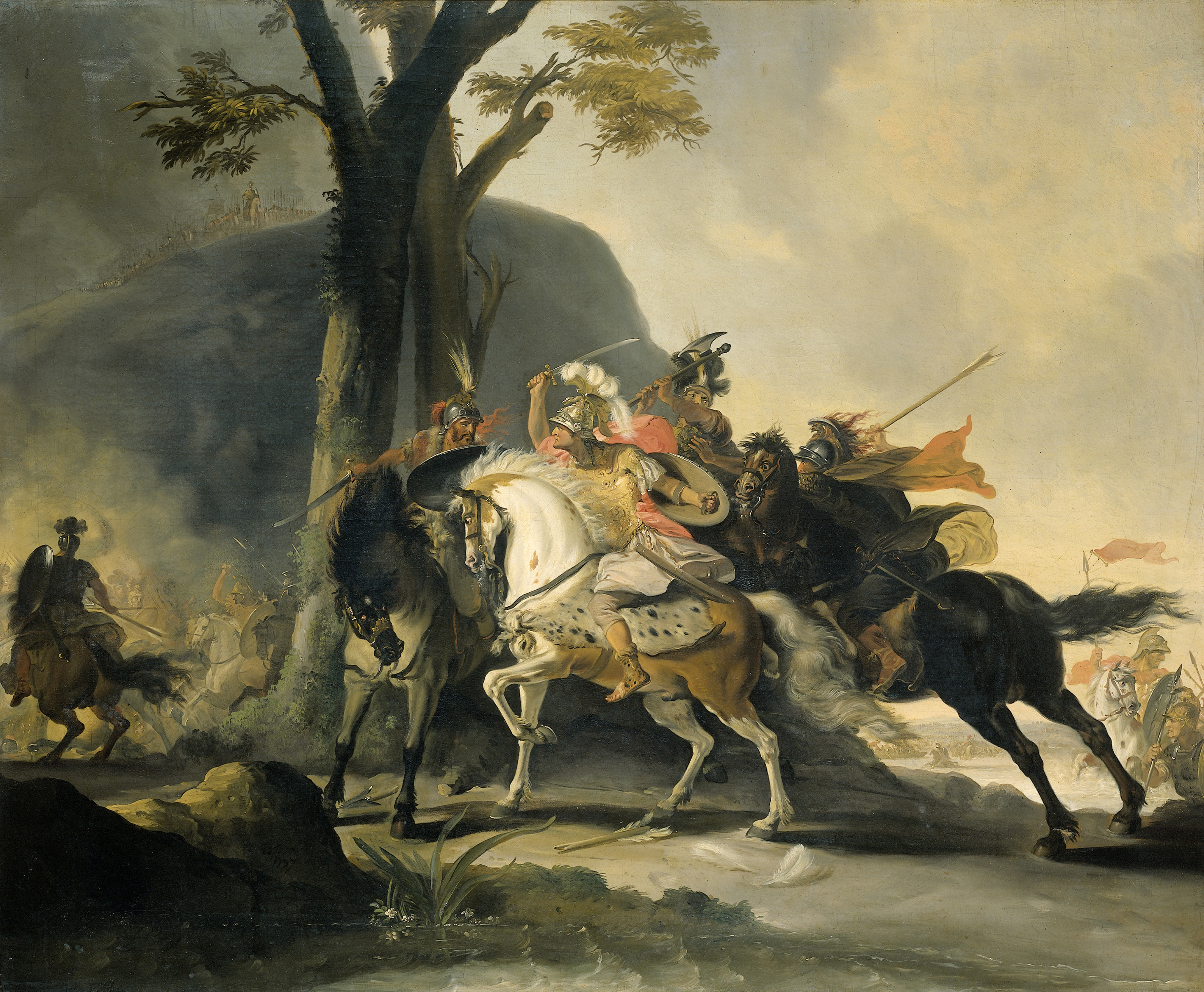
Alexandros Đại đế trong trận đánh trước người Ba Tư bên bờ sông Granicus, tranh của Cornelis Troost, 1737.

Tư lệnh đánh thuê người Hy Lạp của Darius III là Memnon của Rhodos đề xuất nên sử dụng chiến thuật "tiêu thổ" để đối phó với quân Macedonia mà ông ta đánh giá cao. Ông ta đã đề xuất rằng nên dụ quân đội của Alexandros vào sâu trong nội địa nhưng tránh giao tranh với họ và trong khi đó, hạm đội Ba Tư sẽ mang chiến tranh tới Macedonia. Memnon có thể hy vọng một cách hợp tình hợp lý rằng các thành bang Hy Lạp sẽ nổi loạn dựa vào số vàng mà Darius III đã đút lót cho họ cũng như sự phẫn nộ của họ sau khi Alexandros san phẳng thành Thebes. Tuy nhiên các tổng trấn (satrap) Ba Tư lại không có lý do gì để tin tưởng một người lạ vì thế đã không thèm để ý đến kế sách do Memnon đưa ra. Tổng trấn của Phrygia là Arsites đã tuyên bố rằng ông ta sẽ không cho đốt bất kỳ một ngôi nhà nào trong lãnh địa của mình.
Khi biết rõ là các thành phố ở Tiểu Á sẽ không chào đón mình như là người giải phóng, Alexandros đã quyết định hành quân hướng đến quân địch đang đóng dọc bờ sông Granicus. Trong khi đó quân Ba Tư đã cắm trại ở phía bên kia sông Granicus ngăn không cho Alexandros vượt qua. Quân Ba Tư gồm có 2 vạn Bộ binh và 2 vạn Kỵ binh với thế trận rất vững chắc. Dòng sông khá sâu còn bờ sông lại rất cao và dốc đứng. Dường như không thể tấn công được nhưng ngay lập tức Alexandros dẫn đầu 13 toán kỵ binh vượt sông dưới làn mưa tên. Với sức chịu đựng ghê gớm, họ đã đặt chân lên bờ sông đầy bùn để giáp chiến với kẻ thù. Mang trên mình Ngù lông trắng và bộ giáp sáng chói khiến Alexandros nổi bật trên bãi chiến trường, vì vậy những chiến binh Ba Tư dũng cảm nhất lăn xả vào nơi ông đứng. Đó là nơi trận chiến diễn ra khốc liệt nhất. Một viên quan Tổng đốc Ba Tư đập rìu chiến vào đầu Alexandros làm ông choáng váng, nhưng một chiến binh tên là Cleitus đã cứu mạng ông bằng cách đâm chết kẻ thù trước khi hắn kịp giết Alexandros. Trong khi đó, đội hình phương trận của quân Macedonia đã vượt sông và tập hợp lại bên bờ bên kia. Quân Ba Tư không thể chống đỡ sức tấn công của họ nên chả mấy chốc toàn bộ quân Ba Tư đã bỏ chạy thoát thân. Quân Ba Tư mất toàn bộ 2 vạn bộ binh và 2500 kị binh còn Alexandros mất 34 người.

#### Đánh chiếm các thành phố ven biển Aegea
Chiến thắng của Alexandros bên bờ sông Granicus đã mang lại kết quả quan trọng: Cho tới trận Issus thì trong các thành phố chỉ còn ít quân đồn trú chống lại sự tiến công của quân Macedonia. Sardis, thủ phủ của Phrygia, dâng thành đầu hàng mà không hề phản kháng trong khi Parmenion công chiếm Dascylion. Thành phố Ephesos là nơi mà Memnon đã trú nạn sau trận đánh đang vướng phải những lục đục nội bộ. Kết quả là phái dân chủ ủng hộ Alexandros đã giành chiến thắng và đã mở cửa thành đầu hàng ông. Ông cuối cùng đã có thể thu thập lòng dân trong thành bằng cách giao phó cho đền thờ thần Artemis khoản tiền mà thành phố phải cống nạp cho Darius III cho đến tận thời điểm đó và ông đã cho phép những người bị lưu đày được hồi hương.
Những kẻ thù của Alexandros đã chạy đến trú nạn tại Milet. Trong số những người này có Memnon là người mới rời khỏi Ephesos, đã nhanh chóng chiếm quyền chỉ huy sau khi phát hiện Hegistrand, chủ tướng lính đánh thuê Hy Lạp dưới trướng Darius III, có dấu hiệu phản bội. Tuy nhiên, Milet đã bị công chiếm vào tháng 7 năm 334 TCN sau khi Alexandros chiếm được mũi Mycale, ngăn chặn hạm đội Ba Tư có thể đổ bộ cứu viện. Memnon một lần nữa lại chạy thoát, ông ta chạy đến Halikarnassos xin vua Pixodaros tiếp nhận, một người có anh trai là Mausolus là người đứng về phía Ba Tư. Thành phố ngay lập tức trở thành trung tâm kháng chiến của Ba Tư. Memnon nhận được sự hậu thuẫn từ tổng trấn Orontabes và một người Thebes tên là Ephialtes, người đã thề không đội trời chung với Alexandros và nhất định phải giết được nhà vua Macedonia trả thù cho những điều mà ông đã gây ra với thành phố Thebes. Nội bộ thành phố xảy ra lục đục khi trong thành có những thành phần ủng hộ Ada, chị gái của Pixodaros và đã bị chính Pixodaros cướp ngôi trước đó. Mùa thu năm 334, Alexandros lập Ada làm tổng trấn Caria đối lập với Pixodaros. Bà đã nhận Alexandros làm nghĩa tử và chỉ định ông làm người thừa kế của mình. Tuy vậy, Halikarnassos vẫn chưa thất thủ và Alexandros buộc phải tấn công một thành phố có tới tận hai vòng thành, trong đó có một vòng thành tọa lạc trên một hòn đảo. Cuối cùng Alexandros chỉ có thể phá được phần thành ngoài của Halikarnassos, vệ thành của nó vẫn được trấn giữ bởi những binh lính đánh thuê Hy Lạp còn lại. Tuy nhiên, ông đã quyết định tiếp tục lên đường khởi hành và giao cho Ptolemaios 3000 bộ binh và 200 kỵ binh để tiếp tục bao vây.
Sau trận chiến tại Milet, Alexandros đã cho giải tán hạm đội của mình vốn chủ yếu chỉ bao gồm những lính đánh thuê Hy Lạp. Các sử gia từ lâu đã coi quyết định này là một chiến lược sai lầm, thậm chí đây là một dấu hiệu cho thấy Alexandros không tin tưởng những đồng minh Hy Lạp của mình, tuy nhiên nguyên nhân chính của quyết định này có lẽ là nằm ở vấn đề tài chính. Đây thực sự sẽ là một biện pháp tiết kiệm để tránh chi phí bảo trì của một đội tàu vốn vào thời điểm này là không cần thiết cho cuộc chinh phục. Cũng cần phải chờ đợi việc chiếm giữ ngân khố của Sardis, điều sẽ trở thành một trong những yếu tố thành công của ông trong tương lai.

#### Chinh phục xứ Pamphylia và Pisidia

Hành trình của Alexandros tại Tiểu Á trong năm 333 TCN

Vào mùa đông năm 334 TCN, Alexandros tiếp tục cuộc tiến quân đến Lycia và chiếm được thành phố này mà không gặp phải nhiều kháng cự từ quân địch. Tiếp đó, vào cuối năm, ông tiến vào Pamphylia và Pisidia. Những khu vực này chỉ thuộc về đế chế Achaemenes trên danh nghĩa. Hầu hết các thành phố trong những khu vực này đều tự trị và đối địch lẫn nhau. Alexandros đã lợi dụng sự thù địch này và đã quy hàng được các thành Aspendos và Side. Quân đội Macedonia sau đó đã hướng về phía Phrygia và đến được bên ngoài thủ phủ của nó là Kelainai. Với mong muốn chiếm được Gordion càng sớm càng tốt, Alexandros đã không tốn thời gian để vây hãm tòa thành này mà giao nhiệm vụ này cho Antigonos I "Độc nhãn", chiến lược gia trưởng của đồng minh Hy Lạp. Kiểm soát Phrygia mang vai trò chiến lược vì vị trí trung tâm của nó, nó cũng là một trạm nghỉ lớn cho các đoàn lữ hành, là địa điểm cuối cùng trên tuyến đường đến từ phía đông và đồng thời điểm khởi đầu của con đường hướng ra biển Aegean.
Tiếp đó, Alexandros tiến về xứ Pisidia. Tại Termessus, Alexandros khiêm tốn khi không ập vào thành phố. Alexandros đã đối xử thân thiện với đối thủ của ông là Selge. Ông tiếp đó đã tấn công thành Sagalassos và đã đến trước thành Gordion nằm trên "đường Hoàng gia" nối Ephesos và Ba Tư vào đầu năm 333 TCN. Tại đây ông đã nhận được thêm viện binh từ Hy Lạp và Macedonia cũng như từ Parmenion, người đã trú đông ở Sardis. Alexandros đã bổ nhiệm Nearchos làm tổng trấn của Pamphilia và Pisidia trong khi Antigonos tiếp quản Phrygia.

#### Cuộc phản công của Ba Tư

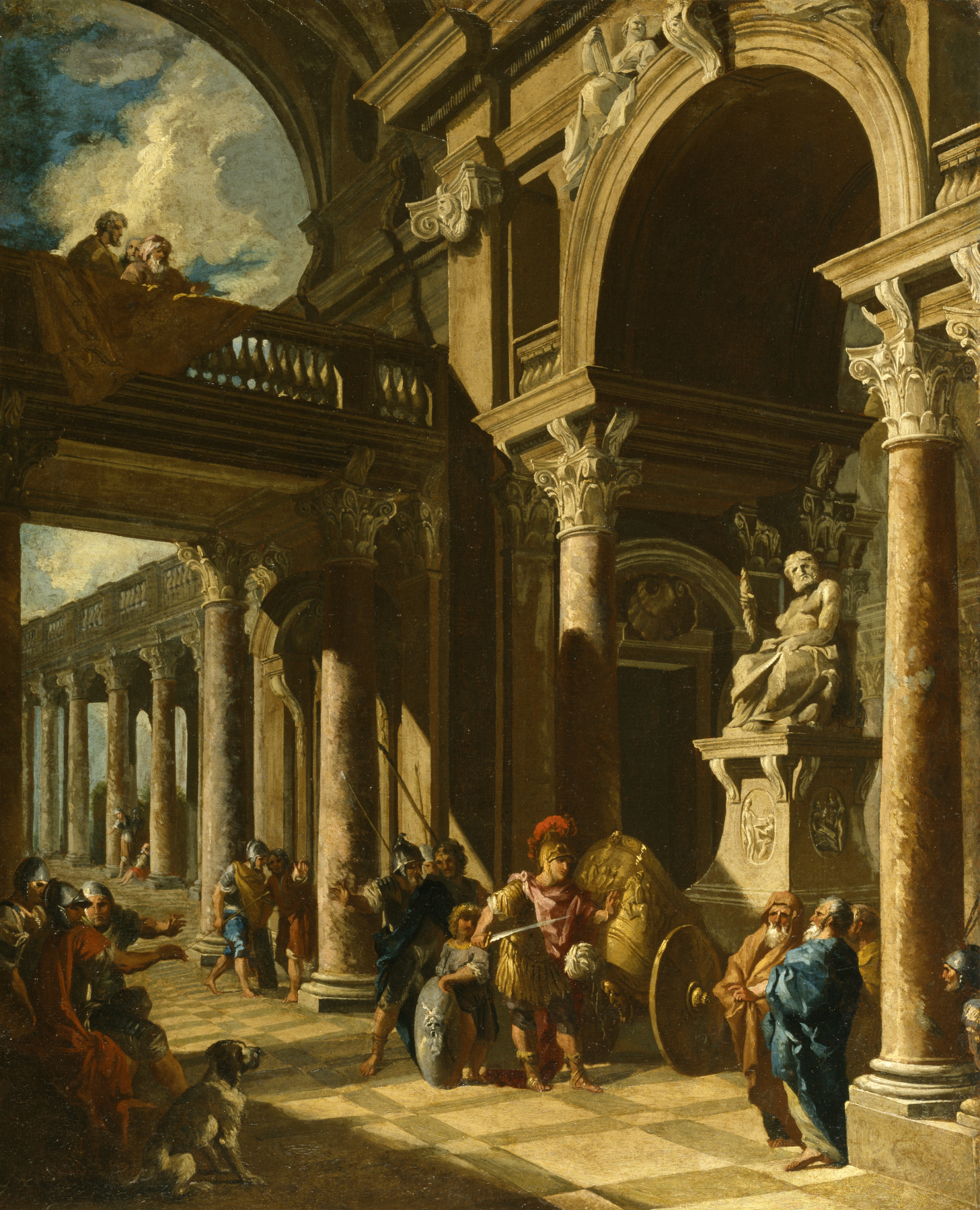
Alexandros Đại đế chặt đứt Nút thắt Gordian, tranh của Giovanni Paolo Panini, c. 1718, Walters Art Museum.

Cho dù Alexandros kể từ khi khởi binh đến này đã gặt hái được nhiều thắng lợi, nhưng tình thế giữa hai bên vẫn bất phân thắng bại. Đối với nhiều vị tướng lĩnh dưới trướng ông, mà dẫn đầu là Parmenion, thì mục tiêu của Philippos II, được lý thuyết hóa bởi Isocrates (cụ thể là chinh phục các vùng đất phía tây sông Halys), coi như đã đạt được. Từ khi xuất quân đến nay, quân đội Macedonia đã chiếm được một vùng lãnh thổ rộng lớn ở Tiểu Á nhưng Isocrates còn có một giải pháp khác, đó là Đế quốc Ba Tư phải diệt vong. Đây mới là mục tiêu mà Alexandros muốn đạt được và vì thế, ông chỉ trú lại tại Gordion trong một thời gian ngắn. Tại đây, Alexandros đã thử sức mở Nút thắt Gordian. Truyền thuyết nói rằng ai mở được nút thắt này sẽ trở thành "vua của châu Á". Alexandros nói rằng không cần biết làm thế nào để mở được nút thắt và ông đã dùng gươm chém nó đứt đôi.
Tình hình hậu phương của quân đội Macedonia không phải không có rủi ro. Trên thực tế thì vào mùa đông năm 334 TCN, Darius III đã bổ nhiệm Memnon xứ Rhodos làm đại đô đốc hạm đội Ba Tư. Người này có ý định sẽ đem chiến tranh đến Macedonia bằng cách đổ bộ vào đảo Euboea và kích động người Hy Lạp nổi loạn. Phong trào chống Macedonia vẫn đang còn rất sống động ở nhiều thành phố. Ý tưởng về một cuộc chiến tranh báo thù người Ba Tư không làm cho họ chấp nhận bá quyền của người Macedonia vì ở cả hai phe trong cuộc chiến đều có người Hy Lạp tham gia. Memnon chiếm được Chios và giao quyền lãnh đạo của nó cho phe chính trị đầu sỏ. Ông ta phục vị cho tay bạo chúa Aristonicos ở Mithymna và bắt đầu cho quân vây thành Mytilene trên đảo Lesbos. Cuối mùa hè năm 333 TCN, Memnon đột ngột mắc bệnh rồi chết và được thay thế bởi Pharnabazus, cháu trai của Darius III. Darius rất tin tưởng vào tài năng quân sự của người cháu này nên đã trao cậu ta quyền đại tướng thống lĩnh binh mã ở tây Tiểu Á. Pharnabazus chiếm được các thành Milet và Halikarnassos nhưng phải tách ra khỏi đám binh lính đánh thuê Hy Lạp của mình vì những người này phải tham gia vào đội quân mà Darius đang tập hợp.
Đến lúc này Alexandros mới nhận ra sai lầm khi đã giải tán hạm đội và ông cho rằng điều cần thiết lúc này là phải tái lập hạm đội để có thể kiểm soát eo biển Hellespont và Bosphorus và bảo vệ dân chúng trên quần đảo Cyclades khỏi người Ba Tư cũng như khỏi cướp biển. Ông lập tức hạ lệnh cho các thành viên của Liên minh ngay lập tức tập hợp tàu thuyền và giao quyền chỉ huy hải quân Hy Lạp cho hai đô đốc (návarchos) là Hegelokos và Amphoteros, em trai của tướng Crateros. Hegelokos nhận nhiệm vụ tiếp viện cho Lesbos, Chios và Cos trong khi Amphoteros tiếp quyền thống lĩnh hạm đội Hellespont. Xung đột suýt chút nữa đã xảy ra tại Athens khi hạm đội của thành phố này từ biển Đen quay trở về đã bị Hegelokos chặn lại. Lo sợ sẽ bị hạm đội của Athens can thiệp, Hegelokos đã thả cho họ về cảng. Sự việc này đã chứng tỏ rằng Alexandros rất cần một chiến thắng nữa ở châu Á để ngăn ngừa mọi nỗ lực tạo phản ở Hy Lạp. Vì thế nên khi nghe tin Darius đang trên đường tiến vào Cilicia vào đầu mùa hè năm 333 TCN, Alexandros đã ngay lập tức rời Gordion để chạm trán với Hoàng đế Ba Tư.

### Từ Issus tới Gaugamela

#### Đại chiến tại Issus

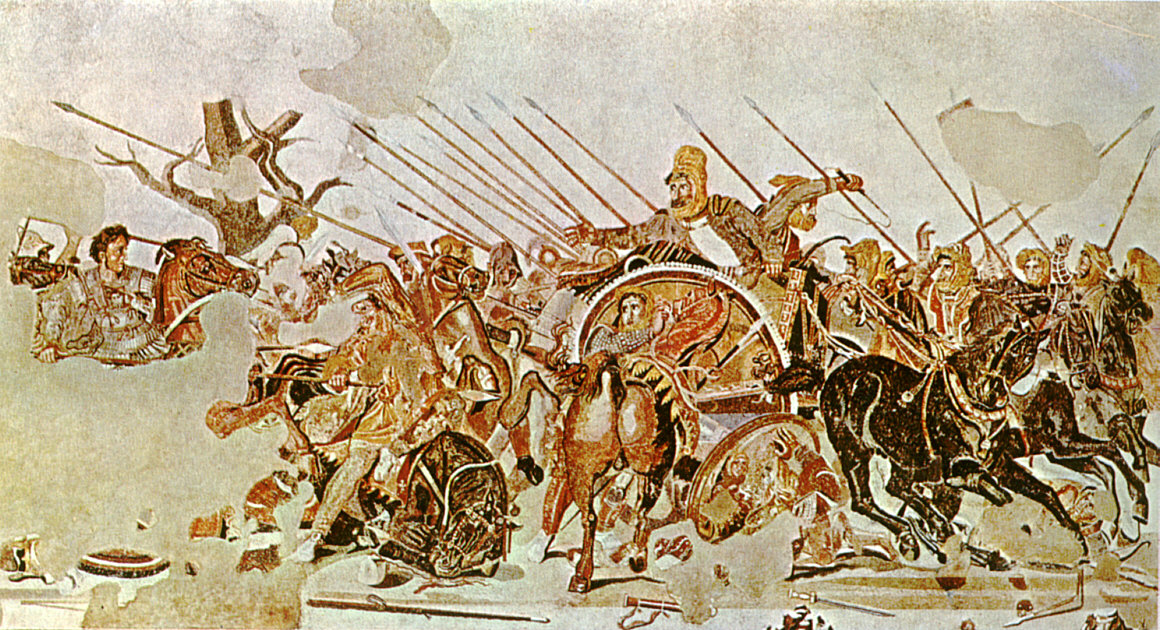
Khảm Alexandros, niện đại k. 100 TCN, miêu tả Alexandros giáp mặt với Darius III trong trận Issus. Khảm trên nền từ ở Pompei, Ý.

Sau khi rời khỏi Gordion, đích đến đầu tiên của Alexandros là Ancyra. Các xứ Paphlagonia, Cappadocia đều lần lượt xin hàng, một điều mang tính hình thức vì Alexandros thậm chí không có thời gian để chinh phục họ. Quân đội Macedonia sau đó đã hướng về phía nam và thâm nhập Cilicia qua một ngọn đèo có tên là cổng Cilicia, được canh giữ bởi tổng trấn Arsames. Sau khi rời khỏi thành Soles, ông đã phải trú lại ở Tarsus do bị ốm suốt mấy tuần liền – nhiều khả năng do cảm hàn sau khi tắm ở sông Cydnos. Trong khoảng thời gian Alexandros ốm nặng, phó tư lệnh quân đội Macedonia là Parmenion đã chiếm quyền kiểm soát các con đèo trọng yếu trên tuyến đường dẫn tới vùng đồng bằng Issus (đèo Karanluk-Kapu) và những cửa ải kiểm soát tuyến đường đến Syria (đèo Merkes và đèo Bailan). Sau khi bình phục, Alexandros đã bình định được các bộ lạc dân tộc thiểu số vùng cao ở Cilicia và chiếm được Soles. Ông đã phục hồi nền dân chủ tại thành phố này sau khi thiết lập một đơn vị đồn trú ở đây và đòi một khoản bồi thường 200 talăng từ thành phố này. Ông cũng nhận được tin rằng ở hậu phương, Ptolemaios đã khuất phục được xứ Caria sau khi phá được thành Halikarnassos và tiêu diệt được tổng trấn Orontobates cùng lúc với tin vui từ Myndos và chiến thắng tại Cos. Tuy nhiên chỉ ít lâu sau, tổng trấn Pharnabazus thống lĩnh hạm đội Ba Tư phá được đảo Tenedos và thành Sigeion tại khu vực eo biển Hellespont cũng như đạt được thỏa thuận với vua Sparta là Agis III. Pharnabazus muốn kích động lòng phẫn nộ của dân chúng Hy Lạp và hỗ trợ họ tiền tài và tàu thuyền. Tình hình do đó trở nên căng thẳng, đặc biệt khi mà sự xuất hiện của Darius III trở nên rõ ràng hơn.
Lúc này vua Darius dẫn 60 vạn quân tinh nhuệ từ Susa tiến đến. Các chiến binh Ba Tư cắm trại trên một vùng đồng bằng rộng lớn nơi họ tận dụng được sức mạnh của Kị binh. Nhưng nhiều tuần trôi qua mà không thấy Alexandros, lúc đó đang hồi phục sức khỏe sau trận ốm, không động binh nhưng các mưu sĩ thân cận của Darius III cho rằng Alexandros sợ không dám đương đầu với một đội quân khổng lồ. Vì thế Darius nên dẫn quân đến Issus để cắt đường rút chạy của Alexandros. Darius dẫn quân đến Issus đúng lúc Alexandros tiến quân vào Syria để đương đầu với ông ta, vì thế cả hai đạo quân đều không gặp nhau. Khi biết rằng quân Ba Tư đã vòng phía sau mình, Alexandros quay lại và thúc quân nhanh chóng đến Issus. Vua Darius vội vã rút quân ra khỏi Issus khi nhận thấy địa hình gồ ghề khiến kị binh trở nên vô dụng và quân đội của ông ta bị chia tách, còn quân Hy Lạp giành được lợi thế. Nhưng trước khi Darius thoát được cái bẫy của chính mình thì Alexandros đã đến nơi. Alexandros tự mình chỉ huy cánh phải nghiền nát cánh trái của quân Ba Tư. Trong trận này quân Ba tư mất tới 11 vạn người. Còn Darius tháo chạy khỏi trận đánh, còn gia quyến thì rơi vào tay quân Macedonia.

#### Chinh phục Phoenicia

Hành trình của Alexandros từ năm 332 đến năm 331 TCN

Cuộc tháo lui của quân đội Ba Tư thực sự hỗn loạn. Darius III chỉ còn lại vài nghìn binh mã hộ tống khi đến được Thapsacus bên bờ sông Euphrates thuộc địa phận Syria, trong khi đám tàn quân còn lại đều phân tán khắp nơi. Một số đã chạy đến Phoenicia và từ đây đã di chuyển đến Ai Cập và Síp. Darius khi tháo chạy trong hoảng loạn đã bỏ lại vợ là Stateira I, hai con gái, mẹ già khiến họ rơi vào tay Alexandros. Có lẽ để chuộc lại gia quyến, Darius đã cố gắng thương lượng với kẻ thắng cuộc rằng ông sẵn sàng cắt toàn bộ phần đất phía tây của sông Halys. Tuy nhiên, Alexandros đã từ chối khi ông cho rằng mình nay đã là "vua của cả châu Á" và chỉ có bản thân ông mới là người có quyền đưa ra quyết định phân chia lãnh thổ như thế nào.
Một trong những tác động của chiến thắng tại Issus là các thành bang Hy Lạp, bao gồm Athens và Sparta, dưới sự dẫn dắt của Agis III, đã quyết định gửi sứ giả tiếp cận với Darius III. Tình cảnh lúc bấy giờ vẫn còn nguy hiểm đối với Alexandros. Một trong những viên tướng xuất sắc nhất của Ba Tư lúc này là Nabarzanes, đã dẫn một lượng kỵ binh rút lui về vùng Cappadocia, Paphlagonia để chiêu mộ binh mã (cuối năm 333 TCN – đầu năm 332 TCN). Tuyến vận tải quân nhu của Alexandros vì thế mà đang bị đe dọa. Ngoài ra thì vào lúc này, một viên tướng Macedonia là Memnon xứ Thracia (không nên nhầm lẫn với Memnon của Rhodos) khi được cử đi dẹp quân phản loạn thì đã tạo phản mà đứng về phía phe phiến quân. Thêm vào đó, Darius III vào lúc này dường như đang chiêu binh bãi mã tập hợp một đội quân mới. Nhưng điều thực sự nguy hiểm nhất đối với Alexandros vào lúc này là hạm đội Ba Tư đang tung hoành trên biển Aegea ở "ngay trước ngõ" của Macedonia. Vì vậy, Alexandros cần phải kiểm soát vùng duyên hải Phoenicia, nơi đóng vai trò là căn cứ hải quân Ba Tư, mới có thể triệt hạ được mối nguy ở sau lưng này. Chính vì điều này, Alexandros đã quyết định từ bỏ việc truy kích Darius III mà chuyển hướng đi dọc theo bờ biển Địa Trung Hải về phía nam, hướng Arados (miền bắc Phoenicia) trong khi Parmenion được lệnh dẫn một đội quân đến Damascus để chiếm đoạt ngân quỹ chiến tranh của Darius ở đây. Cùng lúc đó, Alexandros đã xuống chiếu thăng một trong những vị tướng nhiệt huyết nhất mà ông có – Antigonos "Độc nhãn" – lên làm tổng tư lệnh toàn bộ binh mã Macedonia đóng ở Tiểu Á.
Khoảng thời gian nằm dưới sự cai trị của đế quốc Achaemenes là một thời kỳ thịnh vượng đối với xứ Phoenicia. Các hoàng đế Ba Tư đã cho phép các thành bang người Phoenicia giành lại quyền kiểm soát nhiều tuyến đường thương mại trước đối thủ truyền thống của họ: người Hy Lạp. Đại đa số thủy thủ trong hạm đội Ba Tư tham chiến trong trận Salamis trong cuộc xâm lược Hy Lạp năm 480 TCN dưới triều Xerxes I là người Phoenicia. Tuy nhiên, các thành bang Phoenicia đều không giữ lập trường giống nhau trước sự xuất hiện của Alexandros trên quê hương mình. Vua Gerostratos của Arastos giữ quan điểm rằng ông không có đủ thực lực để kháng cự quân Macedonia, chưa kể đến việc là thành phố thu được nhiều lợi nhuận từ thương mại đường bộ (đặc biệt là từ Ba Tư và Media) hơn là từ giao dịch hàng hải. Arastos vì thế đã quy hàng và theo chân họ là các thành phố khác như Marathos, Sigon và Byblos. Trong số các thành phố Phoenicia thì Sidon đầu hàng dễ dàng hơn cả vì dân chúng thành phố còn chưa quên sự trả thù tàn bạo của Artaxerxes II khi họ từng tham gia cuộc nổi loạn của các tổng trấn dưới thời trị vì của vị hoàng đế này.

#### Vây hãm thành Tyros

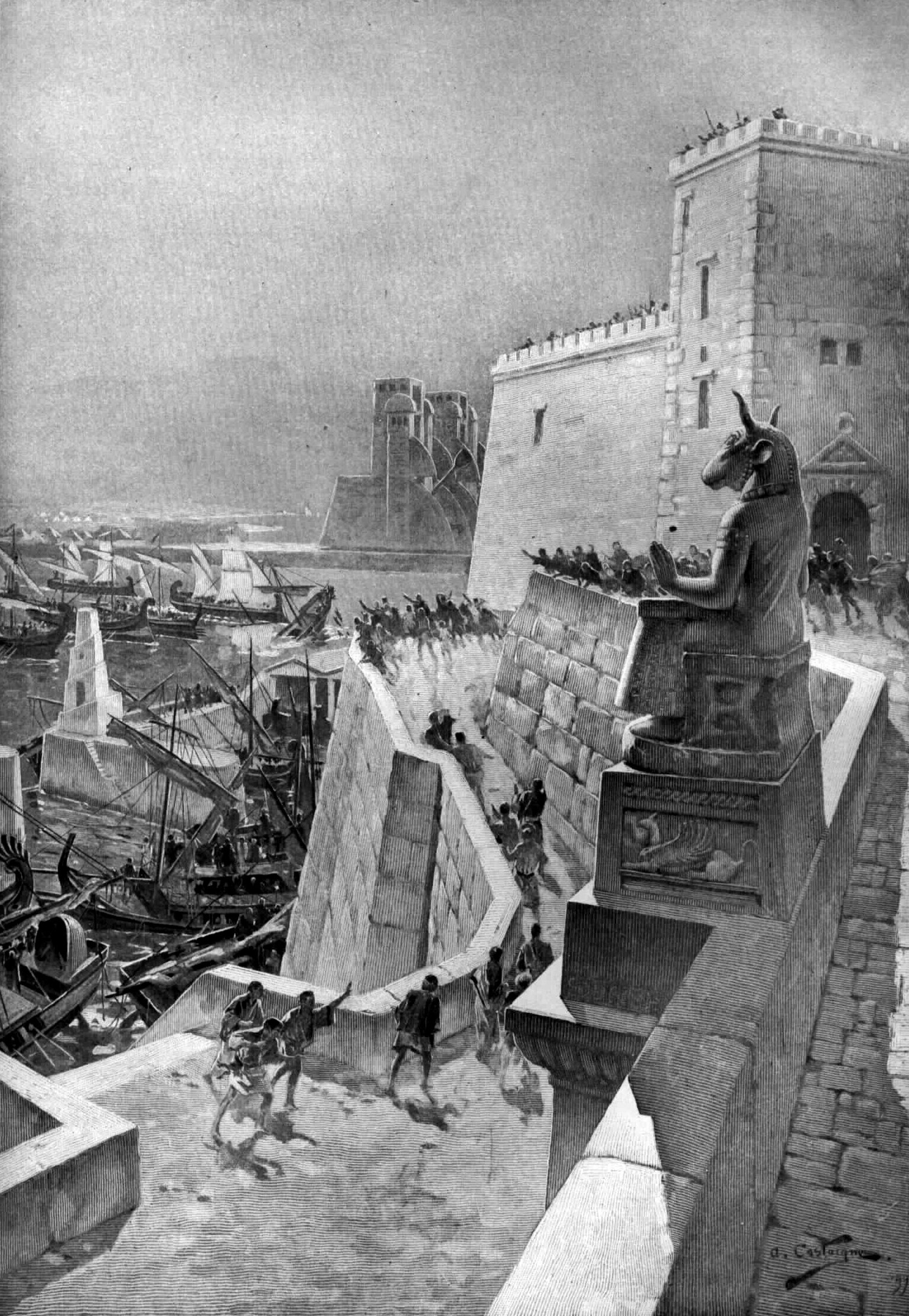
Cuộc vây hãm Tyros, tranh của André Castaigne, 1888-1889.

Vào cuối năm 333 TCN, Alexandros chiếm hữu các xứ Judea và Samaria thuộc Israel ngày nay. Khi ông ở Sidon bắt đầu cuộc đàm phán với Azemilcos, vua của Tyros, người bày tỏ là muốn giữ trung lập trong cuộc xung đột này. Nhưng Alexandros đưa ra điều kiện là ông chỉ đồng ý nếu như ông được thực hiện nghi lễ cúng tế tại đền thờ Heracles-Melqart, vị thần giám hộ của Tyros. Người Tyros phát hiện ra rằng đây là một cái bẫy và nếu họ đồng ý cho Alexandros người thắng trận vào đền thờ thì sẽ chẳng khác gì giao cho ông quyền kiểm soát thành phố tuyệt đối. Đối với Alexandros, thì việc ông giữ vùng duyên hải Phoenicia sẽ chẳng có ý nghĩa gì nếu như Tyros, với hai cái hải cảng của nó, nằm ngoài tầm kiểm soát của ông. Vì thế ông đã quyết định mở cuộc tấn công vào tháng 1 năm 332 TCN. Khu phố mới của thành phố Tyros được xây dựng trên đảo Ancharadus, nằm cách bờ biển khoảng 1 km. Do không có hải quân, Alexandros buộc phải đắp đất thành đường vượt biển để tiếp cận thành. Tuy nhiên, việc đắp đê càng trở nên khó khăn hơn khi ra đến vùng nước sâu hơn, đặc biệt là khi người Tyros sử dụng tàu bè, bao gồm tàu phun lửa và thợ lặn, để quấy nhiễu và đánh du kích. Tuy nhiên, Alexandros đã giành được một lợi thế khác. Sau khi hàng phục các thành bang Phoenicia khác, Alexandros đã có thể làm phân tán hạm đội Ba Tư (đầu năm 332 TCN) vì đại đa số thủy thủ đều là người Phoenicia và khi các thành phố quy hàng Alexandros, thì họ lần lượt ai về nhà nấy. Các vị vua của Sidon, Byblos, Arados và Soli trên đảo Síp sẵn sàng cung cấp số tàu này cho Alexandros và nhờ đó, ông đã có thể tập hợp một hạm đội đủ lớn để có thể bao vây thành Tyros từ phía biển. Theo Flavius Iosephus thì Alexandros cũng đồng thời cũng yêu cầu Đại tư tế Jerusalem là Jaddus cung cấp mình viện trợ quân sự cũng như khoản cống nạp mà họ phải nộp cho các vị vua nhà Achaemenes nhưng không có kết quả.
Sau một cuộc đột kích kéo dài 10 ngày vào cư dân sống trên núi tại Liban ngày nay, Alexandros thấy rằng hạm đội của mình đã sẵn sàng và cùng lúc nhận được tin báo rằng Kleandros đã đến nơi, dẫn theo 4.000 lính đánh thuê mà phần lớn đều đến từ Peloponnesos. Bị cô lập giữa biển kể từ khi hạm đội thất bại, Tyros tiếp tục chống cự cho đến tháng 8. Cuộc chiến tại đây đã trở nên cực kỳ đẫm máu, khi dân chúng trong thành quyết liệt chống trả. Đặc biệt người Tyros đã sử dụng đinh ba có hình dáng giống một loại móc và sử dụng nó để đâm thủng khiên của quân Macedonia rồi đổ cát nóng lên người họ. Đối mặt với sự kháng cự quyết liệt và đã từng có lúc suy nghĩ từ bỏ, Alexandros đã hạ lệnh thực hiện một cuộc tổng tấn công từ cả biển lẫn đất liền. Khi tháp công thành và trục phá thành tiếp cận tường thành Tyros, đức vua Alexandros đích thân dẫn cuộc xung kích. Khoảng từ 6.000 – 8.000 quân thủ thành đã tử trận, hơn 2.000 trai tráng ngay lập tức bị cho đóng đinh ngay sau khi thành Tyros vỡ. Khoảng 30.000 người còn lại đều bị đem bán làm nô lệ trong khi một phần không nhỏ dân chúng gồm nhiều phụ nữ và trẻ em đã lên thuyền chạy nạn đến Carthago.
Thắng lợi này đã giúp Alexandros bảo đảm sự kìm kẹp của mình đối với toàn bộ Phoenicia. Thống đốc Sanballates của Samaria sau đó đã xin quy thuận Macedonia. Theo lời kể của Flavius Iosephus thì Sanballates đã được phép xây dựng một ngôi đền trên núi Garizim để ủng hộ con rể của ông là Manasses, người cũng là em trai của Đại tư tế Jerusalem Jaddus. Đáp lại, 8.000 người Samaria gia nhập quân đội Macedonnia.

#### Pharaon của Ai Cập

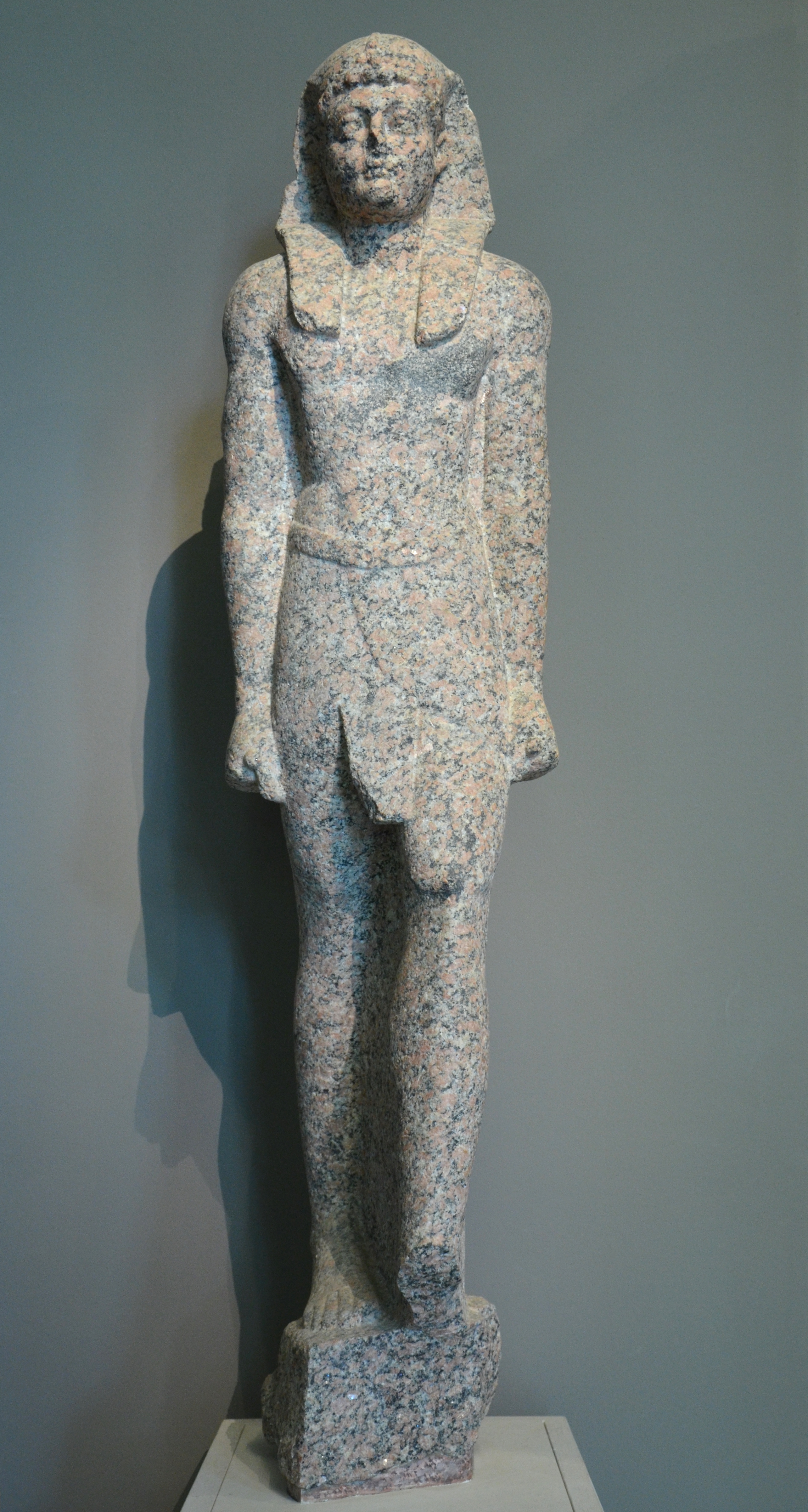
Tượng đá granite của pharaon Alexandros, thời kỳ Ptolemaios, k. thế kỷ 3 TCN, Liebieghaus, Frankfurt am Main.

Sau khi cuộc vây hãm Tyros kết thúc, Alexandros đã khởi hành tới Ai Cập, lúc này vẫn nằm dưới quyền cai trị của các quan lại trung thành với nhà Achaemenes. Trong khoảng thời gian này dù Parmenion đã cố gắng khuyên bảo, nhưng Alexandros vẫn từ chối lời cầu hòa của Darius III, dù ông này có đề nghị là sẽ cắt toàn bộ đất đai nằm giữa châu Âu và sông Halys ở Anatolia (chảy qua thủ đô Ankara, Thổ Nhĩ Kỳ ngày nay) và gả con gái mình là Stateira cho ông. Sau khi Alexandros vượt sông Euphrates vào mùa hè, Darius thậm chí còn đề nghị cắt toàn bộ lãnh thổ phía tây con sông này cho Alexandros. Tuy nhiên, cũng không loại trừ khả năng rằng những đề nghị hòa binh chỉ là sản phẩm tuyên truyền của Macedonia vì Darius, dù ông ta tìm cách cứu những người thân đã bị bắt, dường như quyết định chiến đấu đến cùng.
Không thể phủ nhận rằng việc Alexandros tìm cách chiếm đóng Ai Cập là để chiếm lấy của Ba Tư đường bờ biển cuối cùng ở Địa Trung Hải và tiêu diệt khả năng tập hợp lính đánh thuê Hy Lạp của họ. Ông đã cố tình cho Darius có thời gian để huy động một đội quân mới ở các tỉnh phía đông để một trận có tiêu diệt hoàn toàn sức mạnh của Ba Tư. Khi trên đường đến Ai Cập, Alexandros đã gặp phải sự kháng cự mạnh từ Gaza dưới sự lãnh đạo của viên thái giám Batis trong suốt 2 tháng. Thành Gaza là một tòa thành kiên cố nằm trên tuyến đường nối Ai Cập và phần còn lại của Đế quốc Ba Tư. Nó được xây dựng trên ngọn đồi, và "...khi các kỹ sư của Alexandros đã chỉ rằng vì chiều cao của gò đất, điều đó là không thể...điều này chỉ khiến Alexandros càng muốn thử sức hơn thôi". Sau 3 đợt tấn công dồn dập, toà thành cuối cùng đã thất thủ nhưng bản thân Alexandros cũng bị thương tới hai lần. Cũng giống như ở Tyros, nam giới đến tuổi tòng quân đều bị xử tử còn phụ nữ và trẻ em đều bị đem bán làm nô lệ. Ông đã đem theo một lượng lớn chiến lợi phẩm mà chủ yếu là gia vị.

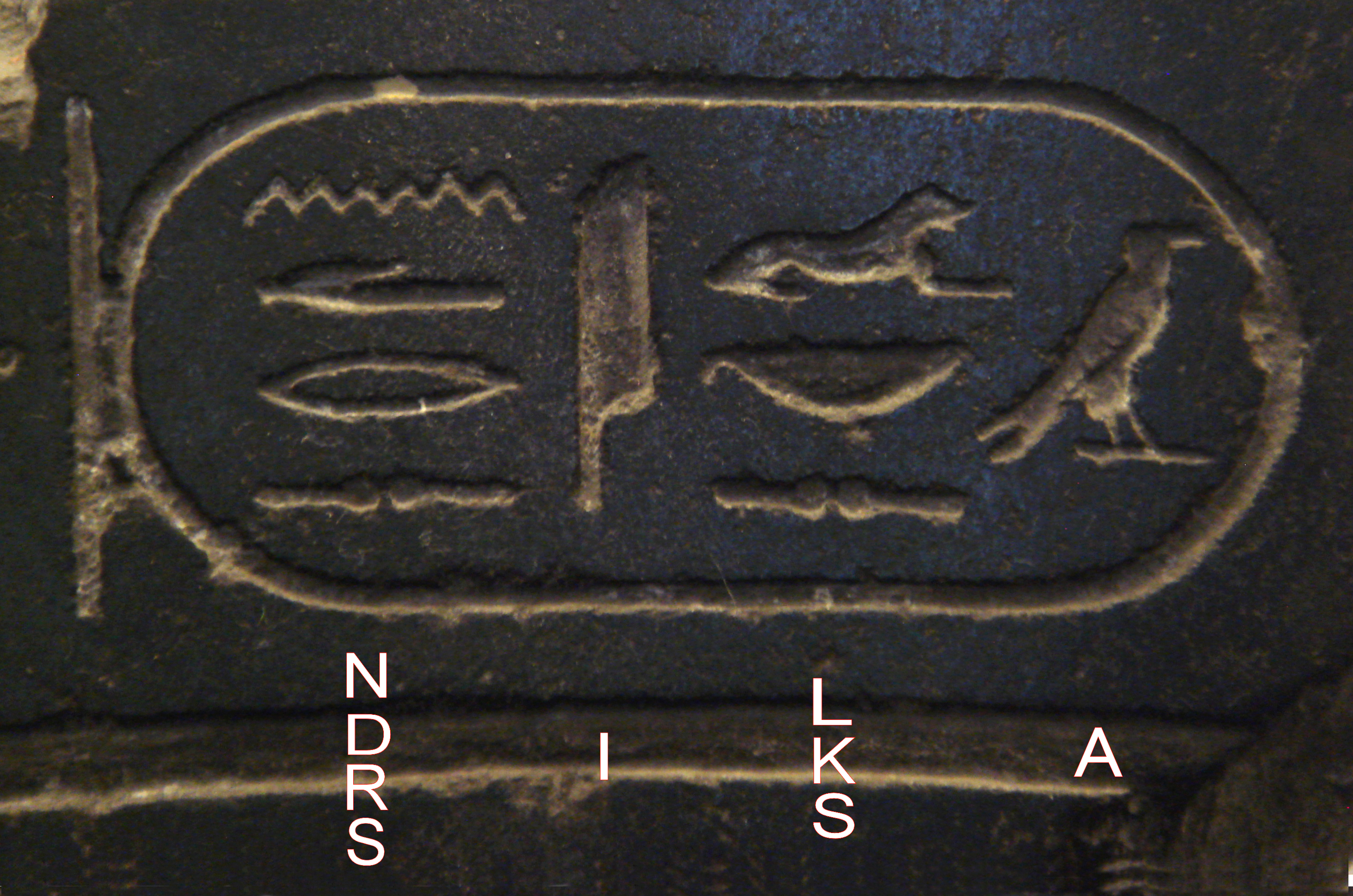
Tên của Alexandros Đại đế bằng chữ tượng hình Ai Cập (từ phải qua trái), k. 332 TCN, Ai Cập. Bảo tàng Louvre.

7 ngày sau khi rời khỏi Gaza, Alexandros cuối cùng cũng đã đến được Pelusium. Người Ai Cập trước đó đã nhiều lần nổi dậy chống lại ách đô hộ của người Ba Tư và đã bị đàn áp dã man nên khi Alexandros tiến vào Ai Cập, ông đã được toàn dân chào đón như là người giải phóng. Để tránh đổ máu, tổng trấn Mazaces người Ba Tư của Ai Cập đã trao quyền kiểm soát Ai Cập cũng như kho báu với 800 talăng cho nhà vua Macedonia. Alexandros được tấn phong làm Pharaon của Ai Cập vào năm 331 tại Memphis. Ông thực hiện nghi lễ cúng tế thần Apis, cam kết tôn trọng các phong tục, tập quán Ai Cập cũng như tôn vinh các vị thần bản địa khác. Tiếp đó, ông đã hướng tới bờ biển Địa Trung Hải ở vùng châu thổ sông Nin và lựa chọn địa điểm cho Alexandria tương lai, một thành phố mang tên ông chỉ được hoàn thành dưới thời vua Ptolemaios II và nổi tiếng vì ngọn hải đăng, Musaeum và thư viện của nó. Sau đó, Alexandros đi hành hương đến ốc đảo Siwa, được công nhận là hậu duệ trực hệ của thần Amun bởi những nhà tiên tri Ai Cập tại Đền thờ thần của vị thần này. Lời tuyên bố này, theo nghi thức của người Ai Cập, đã được Alexandros sử dụng làm công cụ tuyên truyền một cách rộng rãi. Plutarchus ghi lại rằng:
"Một số người cho rằng nhà tiên tri muốn chào đón ông một cách thân mật bằng tiếng Hy Lạp, đã gọi ông là "con trai ta" (παιδίον / païdion), nhưng bằng cách phát âm man di của mình, ông ta đã nói vấp chữ cuối, và thay chữ nu (ν) thành chữ Sigma (ς): "Con của Zeus" (παῖς Διός / païs dios); Nhiều người tin rằng Alexandros rất thích sự cố này và lan truyền rằng ông đã được gọi là "con của thần Zeus".

Sau khi quay trở về Memphis, Alexandros đã chính thức được làm lễ đăng quang trong đền thờ thần Ptah. Nghi lễ này chỉ được Callisthenes Giả đề cập đến, nhưng dường như có khả năng là đã được tổ chức. Ông cơ cấu lại Ai Cập trước khi tiếp tục lên đường chinh phục miền Đông. Ông không muốn bổ nhiệm một tổng trấn mới cho Ai Cập do nghi ngại sự giàu có của Ai Cập có thể mang lại những tham vọng cá nhân. Viên tướng người Hy Lạp Cleomenes của Naucratis đã được giao phó trọng trách quản lý tài chính do ông là người hiểu rõ về đất nước này.
Trong khoảng thời gian ở tại Ai Cập Alexandros đã nhận được tin báo rằng tàn dư của hạm đội Ba Tư cuối cùng cũng đã bị đánh bại và tổng trấn Ba Tư Pharnabazus – kẻ thù cuối cùng của Alexandros ở vùng biển Aegea – nay đã bị bắt. Tuy nhiên, Pharnabazus đã tìm cách trốn thoát được nhưng Đô đốc của Alexandros là Hegelochos đã bắt giữ được nhiều tù binh và đày họ đến thành phố Elephantine ở Ai Cập. Điều này để lại cho Antipatros, Giám quốc của Macedonia, toàn quyền quyết định để đối phó với vị vua khó lường trước của Sparta, Agis III. Tình hình ở châu Âu khiến Alexandros lo lắng suốt năm 331, ngay cả sau khi người Ba Tư bị nghiền nát tại Gaugamela. Ông cũng nhân rộng sự ưu ái cho các thành bang Hy Lạp để khuyến khích họ trung thành. Không loại trừ khả năng rằng, khi Alexandros cho phóng hỏa đốt trụi Persepolis, một trong những đế đô của đế quốc Achaemenes, là để chứng minh cho Hy Lạp rằng mục tiêu của Liên minh Korinthos đã hoàn thành cũng như loại bỏ tình trạng bất ổn ở châu Âu.

#### Chiến thắng quyết định

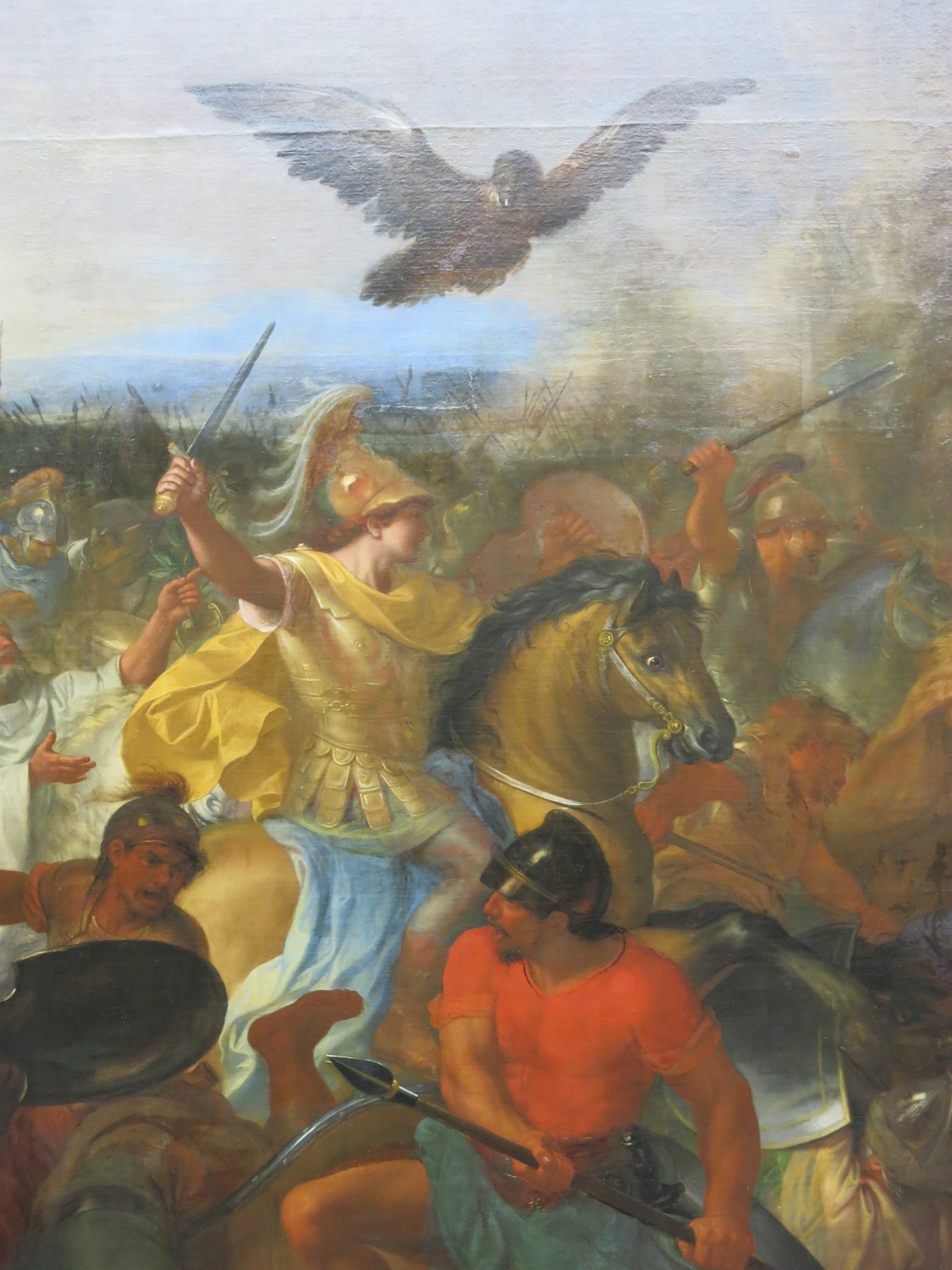
Chi tiết của Trận đánh tại Arbela, Charles Le Brun, 1669, Bảo tàng Louvre.

Alexandros rời khỏi Ai Cập vào mùa xuân năm 331 TCN để tiếp tục chiến dịch đông chinh của mình. An tâm vì thất bại của Pharnabazus và vào khả năng của Antipatros, người mà ông tin tưởng đủ sức đối phó với vua Agis III của Sparta. Khi đoàn quân một lần nữa đi qua Tyros, Alexandros được một phái đoàn của Athens yết kiến, hy vọng nhà vua sẽ thả những binh sĩ đánh thuê người Hy Lạp trong hàng ngũ quân Ba Tư đã bị bắt sau trận Granicus. Ông cũng tranh thủ thời gian tái tổ chức tài chính ở các vùng đất đã chinh phục dưới cái tên "quỹ chiến tranh" và giao phó trọng trách này cho Harpales. Cuối mùa xuân năm đó, quân đội Macedonia hành quân về phía đông hướng sông Euphrates vào vùng Assyria (bây giờ là bắc Iraq). Binh sĩ Macedonia đã vượt sông vào cuối tháng 7 tại Thapsacus trên một chiếc cầu thuyền. Tổng trấn Mazaeus khi được tin Alexandros đến đã tiến hành rút lui. Vào lúc này quân trinh sát (Prodromoi) Macedonia đã phát hiện ra đội quân của Darius III ở phía bắc. Ngoài ra, nhà vua Macedonia, thay vì hành quân tới Babylon theo kế hoạch ban đầu của mình, đã chuyển hướng về phía bắc, về phía Nisibis và vượt sông Tigris vào khoảng ngày 20 tháng 9 năm 331 (khu vực xung quan Djésireh, Iraq ngày nay) và đi vòng phía sau đối phương. Quân Macedonia sau đó men theo tả ngạn sông Tigris mà hướng về phía nam. Sau bốn ngày, Alexandros nhận được tin báo rằng quân đội Ba Tư với quân số áp đỏ như mọi lần, đang đợi chờ ông ở vùng đồng bằng Gaugamela rộng lớn, gần Arbela thuộc xứ Adiabene (Kurdistan, Iraq ngày nay). Darius III đã dự định tận dụng ưu thế quân số của kỵ binh Ba Tư để bọc sườn quân Hy Lạp từ hai phía. Để đối chọi với tình huống này, Alexandros cho quân di chuyển theo đội hình nghiêng, nghĩa là tập trung hết sức mạnh tấn công vào cánh phải. Quân Ba Tư đã tấn công cánh phải Hy Lap nhưng bị đẩy lùi. Thừa thắng, Alexandros đã xua đội cận vệ tinh nhuệ xông lên đánh thủng chiến tuyến của Ba Tư. Sau đó, ông lao về trung quân Ba Tư và tấn công dữ dội vào vua Ba Tư, Darius buộc phải bỏ chạy sau khi người lái chiến xa của ông ta bị giết, và Alexandros đuổi theo ông ta xa đến tận Arbela. Trong khi Darius chạy về vùng núi về phía Ecbatana xứ Media (nay là Hamadan), Alexandros tiến về thành Babylon. Thành phố này đầu hàng ngay lập tức.

### Truy đuổi Darius

#### Tiến vào Babylon và Susa

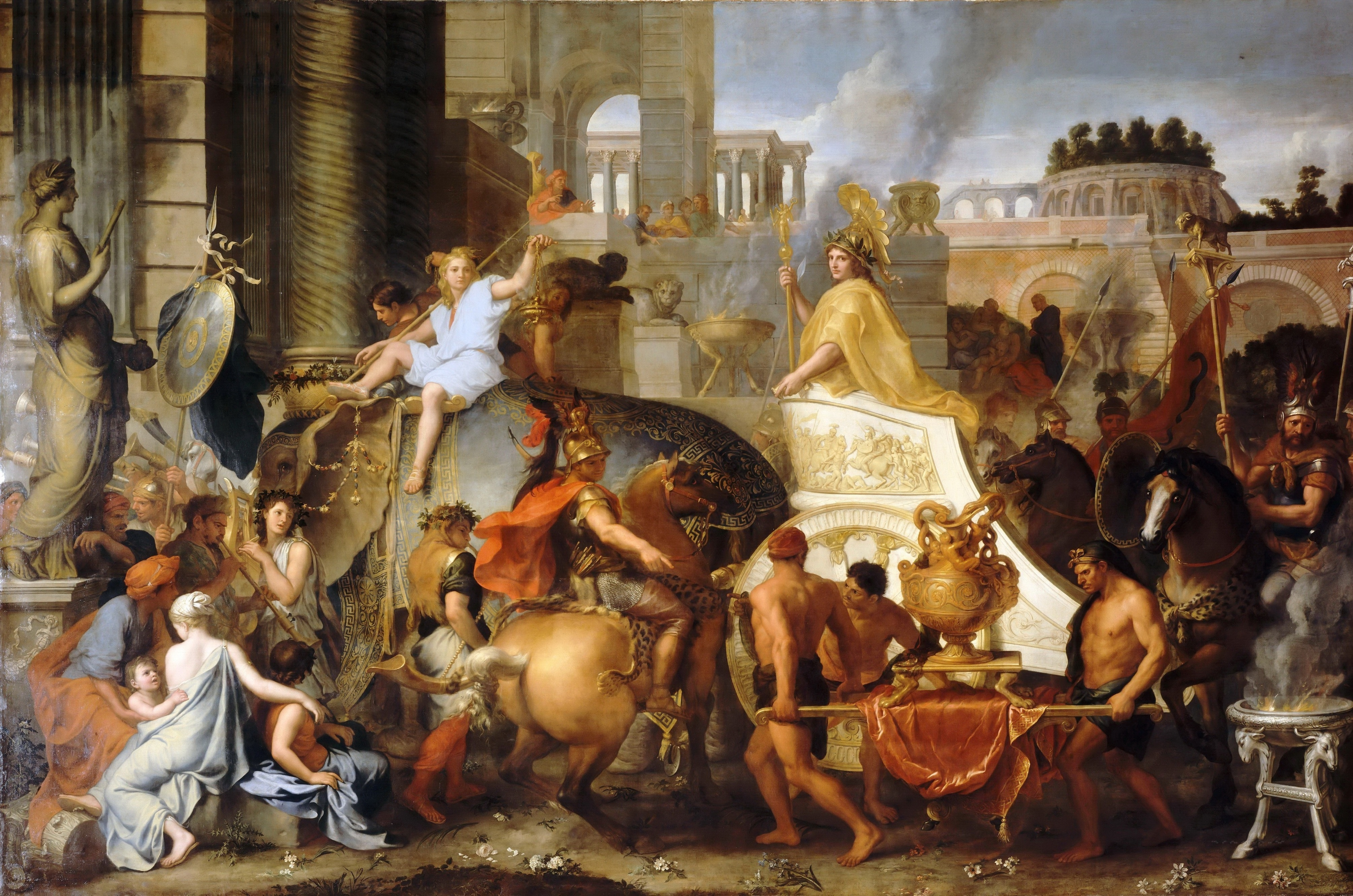
Alexander tiến vào Babylon, Charles Le Brun, Bảo tàng Louvre.

Chiến thắng của Alexandros tại Gaugamela đã mở rộng con đường tới Babylon. Thành phố đã ngay lập tức đầu hàng dưới tác động của Mazaeus, cựu tổng trấn của Cilicia và chỉ huy đội kỵ binh Ba Tư trong trận Gaugamela. Các tu sĩ thần Marduk ở Babylon vốn cũng không thân thiện gì với người Ba Tư lắm. Alexandros đã không ở lại lâu trong thành, tránh cho quân địch cơ hội để chỉnh đốn và tập hợp lại binh mã. Khoảng thời gian 3 tuần giữa trận Gaugamela cho đến khi Alexandros tiến vào Babylon (cuối tháng 10 năm 331 TCN) này đã được biết đến nhiều hơn nhờ vào việc phát hiện một tấm bảng khắc những ký tự hình nêm Babylon. Dù tấm bảng này đã xuống cấp, nhưng vẫn đề cập rõ trình tự thời gian và hậu quả của trận đánh tại Gaugamela. Trên thực tế, tấm bảng cũng có đề cập đến sự chạy trốn của Darius III "tới đất của người Guti" (người Media) và chỉ rõ ràng giới chức Babylon đã cố gắng thỏa thuận với những kẻ thắng cuộc nhằm bảo tồn những giá trị tôn giáo truyền thống. Alexandros đã hạ lệnh cho xây dựng lại đền thờ Marduk vốn lúc này đã đổ nát. Mazaeus được chỉ định làm tổng trấn của Babylonia. Qua đó, Alexandros đã thiết lập chính sách tập hợp tầng lớp quý tộc Ba Tư của mình. Tuy nhiên, ông vẫn duy trì một lực lượng đồn trú lớn ở Babylon, cho thấy rõ ông đã thận trọng hơn là so với những gì đã làm ở Ai Cập.
Darius trên đường chạy trốn đã cố gắng tập hợp lại một đội quân mới từ các trấn miền đông. Alexandros cùng lúc đó hành quân đến Susa, một trong những kinh đô của Vương triều Achaemenes, vốn đã xin quy thuận người Macedonia. Trước đây, ông đã phái Philoxene, người từng nắm vai trò quản lý tài chính ở Tiểu Á, tới Susa để đảm bảo kiểm soát kho ngân khố khổng lồ với gần 5 vạn talăng tại đây. Alexandros vẫn giữ Aboulites tiếp tục làm tổng trấn Susiana để báo đáp việc cho sự thần phục. Vả lại với những rào cản ngôn ngữ ở nơi đây, sẽ tốt hơn nếu vùng đất này tiếp tục được một người bản xứ quản lý thay vì một người Hy Lạp. Alexandros đã gửi một phần của kho báu này với hơn 3.000 talăng về Macedonia cho Antipater để ông ta có thể sử dụng nó trong cuộc chiến chống lại Sparta.

#### Những khó khăn của Antipatros tại quê nhà
Năm 331 TCN có lẽ là năm khó khăn nhất dành cho Antipatros kể từ khi ông được Alexandros bổ nhiệm làm Giám quốc nắm quyền quản lý chính phủ Macedonia và Hy Lạp trong khoảng thời gian nhà vua vắng mặt. Kể từ khi hạm đội Ba Tư bị đánh tan sau khi quân Macedonia chiếm được Tyros, những người Hy Lạp có lẽ đã không còn dám nghĩ tới việc nổi loạn, ngoại trừ Agis III, vua của Sparta. Vị vua này đã chiêu mộ được cướp biển Crete và vận động được dân chúng Peloponnesos (người Elea, Arcadia và gần như toàn bộ Achaia ngoại trừ Pellenes) nổi dậy chống lại Macedonia. Chỉ có Megalopolis và Messene là hai thành phố từ chối tham gia liên minh chống Macedonia. Ban đầu, Agis III dành thắng lợi trước một đội quân Macedonia do Korragos chỉ huy và đem quân vây đánh Megalopolis. Tuy nhiên, phần còn lại của Hy Lạp đã không tham gia cùng Sparta và ngay cả Demosthenes ở Athens cũng đưa ra lời khuyên là đừng dấy vào chuyện này làm gì. Đúng là những cử chỉ khéo léo của Alexandros, chẳng hạn như giao trả cặp tượng Tyrannoctones vốn đã bị người Ba Tư cướp đi 150 năm trước về với Athens hoặc hành động phóng thích những tù nhân Athens đã bị bắt sau trận chiến bên bờ Granicus, đã phần nào xoa dịu mối quan hệ giữa ông và dân chúng thành phố xứ Attica này.
Mối quan hệ giữa Antipatros và Olympias, mẹ của Alexandros, là đặc biệt căng thẳng. Điều này dẫn đến tới những trở ngại khi Olympias đã bày tỏ tham vọng đối với ngai vị của Ipiros sau cái chết của em trai kiêm con rể của bà là vua Alexandros I của Ipiros khi đang viễn chinh trên đất Ý. Bà cuối cùng cũng đã đảm nhận chức vụ phụ chính cho một trong những đứa cháu ngoại của mình, con trai của vị vua trước và con gái bà là Cleopatra, em gái của Alexandros. Antipatros vâng mệnh của vua, đã đối phó với Memnon của Rhodos để vô hiệu hóa ông ta. Sau đó, Antipatros đã đích thân dẫn một đội quân có từ 35.000 đến 40.000 người tới Peloponnesos. Agis trong khi đó chỉ có 20.000 bộ binh và 2.000 kỵ binh. Ông ta đã bị đánh bại và mất mạng trong trận Megalopolis mùa thu năm 331. Dưới sự lãnh đạo của Liên minh Korinthos, Sparta đã đàm phán hòa bình trực tiếp với Alexandros. Tin tức về chiến thắng trước quân Ba Tư tại Gaugamela, lan truyền tới châu Âu sau khi Antipatros dành chiến thắng trước Sparta, đã đảm bảo quyền tối cao của người Macedonia ở Hy Lạp. Được biết, khi tin chiến thắng được báo đến tai ông, Alexandros chẳng vui mừng gì vì ông nghĩ đây là một chiến thắng chẳng có gì nổi bật.

#### Chiến dịch tại Ba Tư và đốt cháy Persepolis

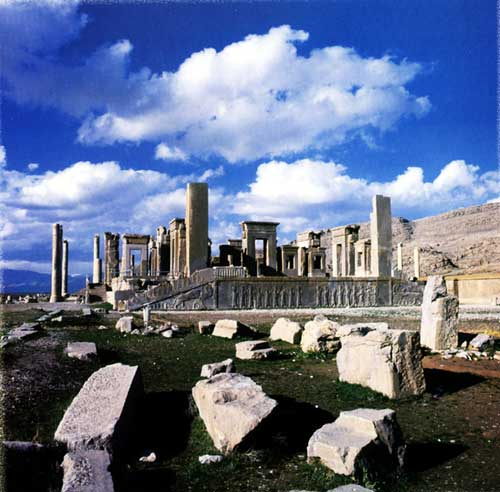
Tàn tích của cung điện nhà Achaemenes tại Persepolis.

Alexandros tiếp tục tiến sâu vào nội địa Ba Tư. Ông sử dụng "con đường Hoàng gia" dẫn qua vùng đất của người Uxii, một bộ tộc bán du mục sinh sống trên vùng đất mà ngày nay là tỉnh Khuzestan của Iran. Alexandros đã hàng phục được những bộ lạc vùng sâu vùng xa sống trong khu vực này và ép buộc họ đóng thuế bằng cách nộp ngựa và các loại động vật có thể dùng để kéo và chở khác mà quân đội đang cần. Sau khi bị Tổng trấn Ariobarzanes của Persis (đất phát tích của các vị đế vương Ba Tư) cầm chân một thời gian tại Cổng Ba Tư, Alexandros cùng đội quân của ông cuối cùng đã đến được thành phố mang tính biểu tượng nhất tượng trưng cho quyền lực của các vị hoàng đế Ba Tư nhà Achaemenes – Persepolis.
Khác với những thành phố khác, Persepolis bị quân đội Macedonia cướp phá, vơ vét của cải trong nhiều ngày. Alexandros trụ lại tại Persepolis trong vòng năm tháng. Trong khoảng thời gian này, một ngọn lửa lớn bùng cháy ở cung điện phía Đông của Hoàng đế Xerxes I và lan ra cả thành phố. Nhiều khả năng đây là một tai nạn do ai đó say rượu đã lỡ tay làm ra, nhưng cũng có những ý kiến cho rằng ngọn lửa thực ra là một động tác mang tính biểu tượng đã được suy tính kỹ càng của Alexandros Đại đế mà ông muốn gửi đến cả người Ba Tư và cả những người Hy Lạp trong liên minh Korinthos. Ngọn lửa này được hiểu là ngọn lửa báo thù việc hoàng đế Xerxes I đã hạ lệnh thiêu trụi vệ thành Athens trong cuộc chiến tranh Ba Tư lần thứ hai 150 năm trước đó (480 TCN), có thể đã được dùng như là một sản phẩm tuyên truyền mà ông muốn gửi đến người Hy Lạp, nhất là khi mà tình hình ở Hy Lạp đang còn rất căng thẳng và tin tức về chiến thắng của Antipatros trước người Sparta nhiều khả năng chưa đến tai của Alexandros. Plutarchus và Diodorus thì cho rằng Alexandros sau khi nghe theo lời xúi giục của một kỹ nữ (Hetaira) người Athens tên là Thaïs đã hạ lệnh phóng hỏa. Ngay khi nhìn thành phố bốc cháy, ông ngay lập tức bắt đầu hối hận về quyết định của mình. Plutarchus tuyên bố rằng Alexandros đã ra lệnh cho người của mình cố gắng dập lửa, nhưng không kịp vì ngọn lửa đã lan rông ra khắp nơi và nhấn chìm toàn bộ thành phố trong biển lửa. Trong khi đó, Curtius tuyên bố rằng chỉ tới sáng hôm sau, sau khi thức dậy, Alexandros mới bắt đầu ân hận vì quyết định của mình. Plutarchus thuật lại một giai thoại nói về việc Alexandros đã dừng lại và nói chuyện với một bức tượng Xerxes bị rơi xuống nằm trên đất như thể đó là một người sống:
Liệu ta có nên đi qua và để ngài nằm lại đó vì cuộc viễn chinh tới Hy Lạp mà ngài đã phát động, hay là ta sẽ dựng lại ngài vị sự hào hiệp và những phẩm chất tốt đẹp trong các khía cạnh khác của ngài?

#### Cái chết của Darius

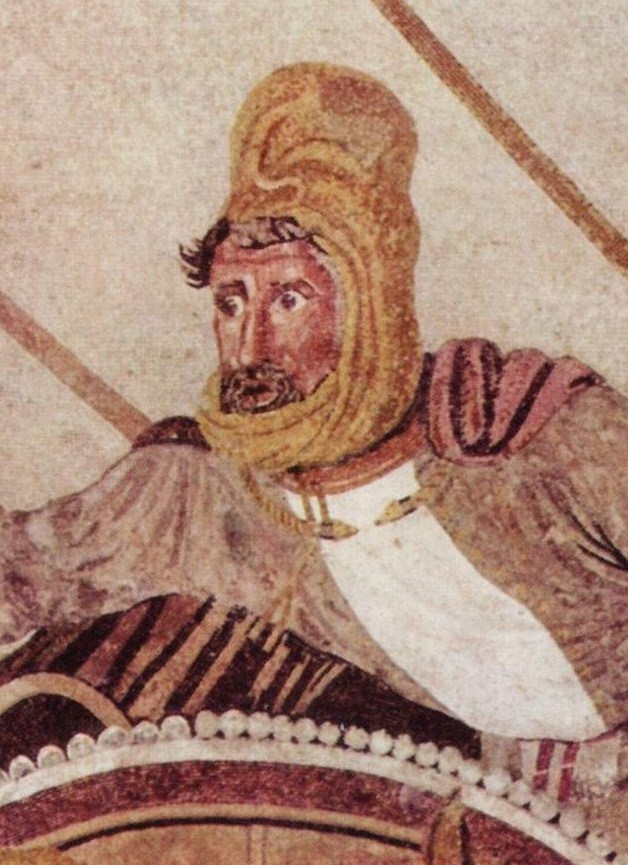
Chân dung Darius III trên Khảm Alexandros, Bảo tàng Khảo cổ học Napoli.

Vào mùa hè năm 330 TCN, Darius III lúc này đang lánh nạn ở Media. Đối mặt với cuộc tiến công của Alexandros, ông đã quyết định sử dụng con đường tới tỉnh Hyrcania, nằm ở phía đông nam biển Caspi. Tại Ectabana, ông được hộ tống bởi Ariobarzanes và một người họ hàng tên là Bessus, tổng trấn Bactria, cùng một đội kỵ binh Bactria và một nhóm gồm 2.000 lính đánh thuê Hy Lạp. Darius sau đó hạ lệnh đưa hậu cung cùng số của cải còn lại của mình tới Cổng Caspi (phía đông của Teheran ngày nay), cửa ải huyết mạch của xứ Hyrcania, để tiện bề bảo vệ. Alexandros hành quân tới Paratecene (khu vực thuộc Isfahan ngày nay), hàng phục dân chúng trong vùng và tức tốc phi đến Ecbatana chỉ để nhận được tin rằng Darius đã tháo chạy từ 3 ngày trước cùng 9.000 quân bao gồm 3,000 kỵ sĩ. Tại Ecbatana, Alexandros sa thải đội kỵ binh Thessalia của mình, hạ lệnh cho Parmenion đưa quân đến Hyrcania còn Cleitos đưa quân đến Parthia (phía đông của Hyrcania). Ông cũng đích thân dẫn đầu một đội khinh kỵ lên đường truy kích nhà vua Ba Tư. Trong vòng 11 ngày, ông đã vượt qua quãng đường từ Ecbatana đến Rhagæ (phía nam Teheran), nơi ông buộc phải dừng lại để người và ngựa nghỉ lấy sức trong vòng 5 ngày. Ông cũng nhận được thông tin từ những binh sĩ Ba Tư đào ngũ rằng Darius hiện tại đang bị Bessos và Barsaentes giam cầm và đang trên đường tới Hecatompyles (gần Shahroud ngày nay). Khi nhận được tin này, ông giao binh lính cho Crateros, còn mình thì ngay lập tức dẫn một toán kỵ sĩ trang bị nhẹ nhất có thể đuổi theo không biết mỏi mệt suốt 1 ngày trời. Ngày hôm sau, sau khi đi liên tục thâu đêm, ông đến được trại của Darius, nhưng không còn ai ở đó nữa. Tối cùng ngày, Alexandros lại tiếp tục bắt người ngựa đi suốt đêm quyết theo kịp người Ba Tư nhưng cũng chỉ đến được một trại không còn bóng người. Sau tất cả, Alexandros, cùng một số binh sĩ đã đuổi kịp đoàn xe của Darius. Tuy nhiên Darius đã bị Bessos, Barsaentes và Satibarzane ám sát, những người vừa cùng vài trăm kỵ binh tẩu thoát. Bessos tự xưng đế, lấy hiệu là Artaxerxes V làm người kế thừa của ngai vàng Ba Tư, nhưng trên thực tế thì vào lúc này, Alexandros mới là người nắm trọn đế quốc Ba Tư trong lòng bàn tay.

### Tiếp tục cuộc đông chinh

#### Hậu quả của cái chết của Darius
Alexandros III trả lại danh dự hoàng gia cho Darius III và thể hiện mình như là người kế vị hợp pháp của nhà vua Ba Tư khi ông lan truyền tin đồn rằng Darius III trong lúc hấp hối đã yêu cầu Alexandros trả thù những kẻ đã ám hại mình, bao gồm cả tổng trấn Bessus. Kể từ giờ, Alexandros có thể đối xử hào phóng với gia quyến của Darius III và đã an táng ông bên cạnh các tiên đế trong khu lăng mộ hoàng gia tại Persepolis. Các tổng trấn trung thành với Darius đều lần lượt được Alexandros ban thưởng hậu hỉ, ví dụ như Artabazos, người từng chống đối Alexandros nhiệt tình nay đã được Alexandros cho tiếp quản Bactria. Sự hợp tác với giới quý tộc Ba Tư là rất cần thiết đối với Alexandros vào lúc này khi mà các đạo quân bắt đầu có dấu hiệu mệt mỏi sau nhiều năm xa nhà. Điều này buộc nhà vua phải giải tán một phần quân đội của mình cho phép họ quay trở về quê nhà, bao gồm người Thessalia, trong khi ông rất cần nhân lực nếu muốn tiếp tục cuộc viễn chinh tới châu Á. Để bảo vệ kho báu hoàng gia, Alexandros đã cắt 6.000 quân ở lại Ecbatana.
Cái chết của Darius đem lại một sự tái tổ chức trên diện rộng của Đế quốc cũng như việc từ bỏ phong tục hoàng gia của người Macedonia: Alexandros, nay được gọi là "Vua Alexandros" và không còn xưng là "vua của người Macedonia" như trước nữa. Tuy nhiên, việc ông học theo cách của người Ba Tư đã khơi dậy sự phản kháng giữa những người ủng hộ truyền thống Macedonia. Ông tin tưởng bổ nhiệm một số cận thần nắm giữ những chức vụ quan trong: Hephaistion được phong làm Thiên tổng (Chiliarch), đứng dưới một người trên vạn người; Harpalos được phong làm quan tài vụ trông coi tài chính của đế quốc.

#### Xứ Aria quy thuận
Trước khi truy đuổi Bessos, kẻ sát nhân đã hãm hại Darius III và đồng bọn, Alexandros phải bình định các cuộc nổi loạn ở xứ Hyrcania và các bộ lạc thiểu số Tapouriens và Mardes sống trên vùng cao đông bắc Iran (vùng núi Khurāsān hiện tại trên biên giới giữa Iran và Turkmenistan). Quân số của quân đội Macedonia vào lúc này đã suy giảm do nhiều binh sĩ đồng minh Hy Lạp đã ra về, dù vậy, họ vẫn tiếp tục tiến sâu vào đất địch. Alexandros vì thế phải thu nạp nhiều binh lính đánh thuê từng tham chiến trong hàng ngũ quân đội Achaemenes và bắt đầu tuyển mộ người Ba Tư gia nhập quân đội Macedonia.
Ông tập hợp quân đội tại Zadracarta và cử một đội binh mã quay trở về Ecbatana để bảo vệ ngân khố hoàng gia dưới sự chỉ huy của Parmenion, một người mà có vẻ như ông không tin cậy cho lắm, trong khi bản thân chuẩn bị truy đuổi các tổng trấn chưa chịu quy hàng. Cũng vào thời gian này, ông nhận được tin rằng các tổng trấn tham gia vào vụ mưu sát Darius III đã mỗi người một ngã và Bessos đã xưng đế, lấy hiệu là Artaxerxes V và đã chạy đến Bactria tiến hành du kích kháng chiến vua Macedonia. Trong khi đó Satibarzanes quay về Aria (phía tây Afghanistan ngày nay) và Barsaentes quay về Drangiana (phía nam Afghanistan) không chịu quy thuận. Với chỉ khoảng 20.000 binh sĩ, Alexandros đã gặp nhiều khó khăn để giành quyền kiểm soát xứ Aria, nhưng rồi Satibarzanes đã đột nhiên xin đầu hàng. Alexandros vẫn giữ nguyên chức vụ của Satibarzanes, lại còn bổ nhiệm thêm một mưu sĩ người Macedonia tên là Anaxippos ở lại với ông ta. Tuy nhiên ngay khi Alexandros đỉnh đi ngược thung lũng Atrek để tiến vào Bactria thì Satibarzanes đã dây binh nổi loạn vào mùa thu năm 330 TCN. Satibarzanes sát hại Anaxippos và thảm sát số binh lính Macedonia ở lại đây trước khi tháo chạy. Để duy trì trật tự ở tỉnh này, Alexandros đã thành lập một thành phố mới gọi là Alexandria xứ Aria (nay là Herat) và tiếp tục đến Drangiana, nơi kẻ phản loạn Barsaentes được giải đến nộp cho ông và bị giết ngay sau đó. Vào tháng 10 hoặc tháng 11 năm 330 TCN, Satibarzanes một lần nữa nổi loạn tại Aria nhưng bị đánh bại và bỏ mạng trong một cuộc chạm trán với quân Macedonia do Artabazos, Erigyios và Caranos chỉ huy.

#### Loại bỏ cha con Parmenion
Trong thời gian này, Đại Đế Alexandros III cho phổ biến một số loại áo quần và phong tục Ba Tư trong triều đình của ông, đáng chú ý là phong tục proskynesis, một cách hôn tay tượng trưng mà người Ba Tư thường làm để tỏ lòng kính trọng với những người có địa vị xã hội cao hơn, nhưng phong tục này không được người Hy Lạp chấp thuận. Những người Hy Lạp cho là cử chỉ này được dành riêng cho các thần linh và tin rằng Đại Đế Alexandros III tự thần thánh hóa chính ông bằng cách yêu cầu cử chỉ đó. Điều này đã làm giảm sút đáng kể sự yêu quý của những người Hy Lạp đối với vị vua trẻ tuổi.
Vào mùa thu năm 300 TCN, khi quân đội Macedonia dừng chân lại tại Phrada-Prophtasia (phía nam của Herat), thủ phủ của tỉnh Dragiana thì Philotas, con trai của Parmenion và là viên thống lĩnh kỵ binh (hipparch) đã bị bắt vì tham gia vào một âm mưu, hay nói chính xác hơn là vì tội phản bội vì đã biết mà không báo âm mưu đó kịp thời. Ngay từ đầu năm 331 TCN, em trai của Parmenion là Asandros, đã bị bãi nhiệm khỏi chức vụ tổng trấn tỉnh Lydia, trong khi các ghi chép về trận đánh tại Gaugamela đã đánh giá thấp công lao của Parmenion trong trận này. Nhiều khả năng là Alexandros đã nghi ngại cha con Parmenion từ trước nên đã lợi dụng cơ hội này để loại bỏ vây cánh gia tộc Parmenion. Philotas trước đó đã nhiều lần ra mặt chỉ trích việc Alexandros đã tiếp nhận nhiều phong tục Ba Tư trong triều đình của ông trong khi Alexandros dường như khó có thể ngăn chặn mong muốn rút toàn bộ quân đóng ở Ecbatana về châu Âu của Parmenion. Philotas đã bị hội đồng Macedonia quy tội phản nghịch và đưa ra án tử hình dựa trên cáo trạng của Krateros. Philotas và Krateros vốn không ưa gì nhau, vì thế không thể loại trừ khả năng rằng Krateros đã nhân cơ hội này đưa ra một lời chứng bất lợi nhằm loại bỏ đối thủ. Philotas sau đó đã bị xử tử bằng cách ném đá sau khi nhận tội. Về phần Parmenion, Alexandros không rõ liệu ông có tham gia vào âm mưu này hay không, nhưng do sợ rằng Parmenion có thể trả thù cho con trai, ông đã phái thích khách cấp tốc đến Ecbatana ám sát vị lão tướng này. Parmenion bị giết trước khi ông nhận được tin báo về cái chết của con trai mình. Quân đội ở Media vì cái chết của Parmenion đã suýt nữa nổi loạn.
Phân cảnh đầy kịch tính này là một dấu hiệu cho thấy rằng những người thân cận đi theo nhà vua từ Macedonia không còn ủng hộ nhà vua như trước. Đối với họ, họ cảm thấy rằng mình càng ngày càng sa lầy ở châu Á, ở một nơi xa lạ xa cách quê hương của mình để theo đuổi một mục tiêu, một giấc mơ trái ngược với ý họ. Sự vụng về của Philotas khi đã nói rằng Alexandros sẽ không làm nên trò trống gì nếu không có cha con mình giúp sức và chế giễu việc Alexandros tự nhận là con trai của thần Zeus-Amun đã giải thích tại sao Alexandros không cố gắng hành động gì để cứu mạng ông ta. Vương tộc Macedonia từ trước đến nay thường xuyên phải trải nghiệm những xung đột giữa vua và giới quý tộc. Việc xử tử Philotas được hưởng ứng bởi quân đội và là phương tiện để nhà vua loại bỏ một nhân vật được coi là có quyền hành quá lớn. Trong bối cảnh này, Alexandros đã tiến hành cải tổ lại bộ chỉ huy quân đội: Hephaistion và Cleitos được phong làm hipparch, Perdiccas, Krateros và Ptolemaios cũng lần lượt được thăng cấp khi thể hiện được sự trung thành của mình.

#### Triệt hạ Bessus
Khi đang trên đường truy đuổi Bessus, người tự xưng là người kế thừa của Darius III, Alexandros đã di chuyển từ Drangiana tới Arachosia (tây nam Afghanistan ngày nay) vào cuối năm 330 TCN. Alexandros đã thành lập một thành phố khác mang tên ông tại nơi mà ngày nay là Kandahar và bổ nhiệm Memnon làm tổng trấn ở lại đây (không phải Memnon của Rhodos đã chết vài năm trước). Sau đó, Alexandros tiếp tục hành quân tới Bactria để tìm kiếm Bessus. Đầu xuân năm 329 TCN, người Macedonia và Hy Lạp đã vượt qua dãy Hindu Kush ở Paropamisadae, dãy núi mà họ nhầm lẫn với dãy Kavkaz. Trong khi tháo chạy, Bessus hạ lệnh tàn phá khu vực thung lũng giữa Paropamisadae và sông Oxus (Amu Darya) với hy vọng làm suy giảm khả năng cung ứng của những kẻ theo đuổi mình xuống mức thấp nhất có thể. Alexandros tiếp đó đã tiến vào thành Bactra, thủ phủ của Bactria và tiến hành vượt sông Oxus bằng một cầu phao nổi làm bằng lều da chứa đầy các vật liệu khô khác nhau để đến Sogdiana.
Hai quý tộc là Spitamenes và Oxyartes vì lo ngại Alexandros sẽ chiếm đóng vùng cốt lõi của tỉnh mình cuối cùng đã quyết định giao nộp Bessus cho Ptolemaios. Bessus bị Ptolemaios đưa về đại bản doanh của Alexandros và bị xẻo mũi xẻo tai theo phong tục của người Ba Tư rồi sau đó đã bị áp giải đến Ecbatana để hành quyết.

#### Chinh phục các trấn miền đông

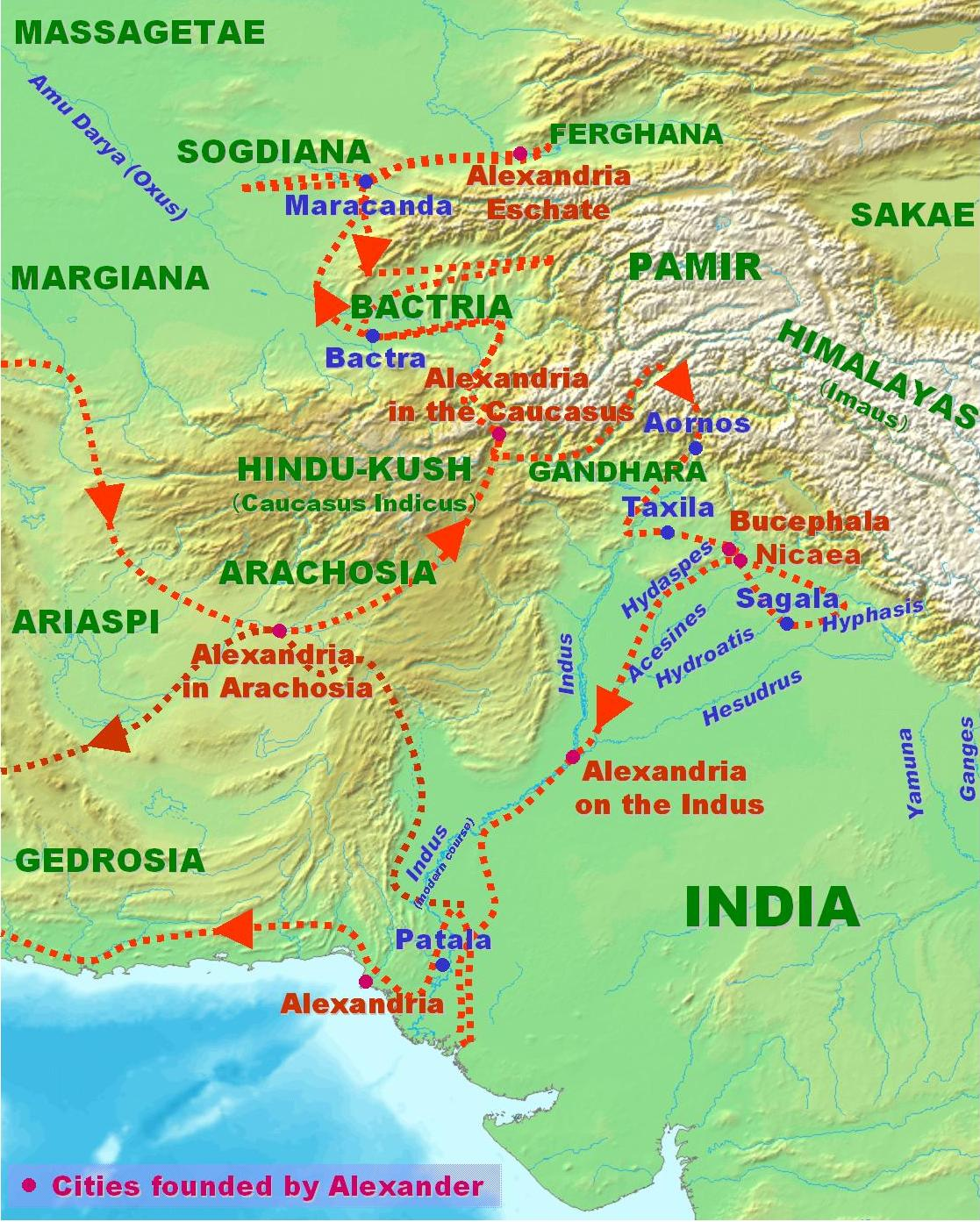
Cuộc viễn chinh của Alexandros ở phía đông Đế quốc Ba Tư.

Các trấn miền đông của Đế quốc Ba Tư (Aria, Sogdiana, Drangiana và Margiana) là nơi giao thoa giữa các dân tộc Scythia du mục và các dân tộc Iran sống định cư. Các vị vua nhà Achaemenes chỉ có thể áp đặt sự cai trị lên những vùng đất này một cách tương đối và Alexandros phải gặp nhiều khó khăn trong việc áp đặt uy quyền của mình tại đây. Alexandros đã phải mất gần 2 năm trời bằng cách không vẻ vang gì để bình định các trấn như Sogdiana và Bactria nổi loạn. Spitamenes, người trước đó đã giao nộp Bessus, nay đã dấy binh tạo phản và thảm sát nhiều đội quân đồn trú Macedonia ở Sogdiana. Ông ta đã khiến các tướng lĩnh của Alexandros phải hứng lấy một thất bại cay đắng bên bờ sông Polytimetos (Zeravchan thuộc Uzbekistan ngày nay). Lo ngại số binh lính khác sẽ đánh mất sĩ khí khi nhận được tin về thất bại này, Alexandros đã hạ lệnh những binh sĩ sống sót sau trận này phải giữ kín không được tiết lộ ra bất cứ điều gì, ai trái lệnh sẽ đối mặt với cái chết. Người Macedonia đã bình định xứ Sogdiana một cách tàn nhẫn: Cyropolis bị phá huỷ, dân chúng bị thảm sát hoặc bị bán làm nô lệ. Trên một địa điểm nằm gần sông Jaxartes, ở cực đông của Đế quốc Ba Tư, Alexandros đã thành lập một thành phố mang tên Alexandria Eschate (Khujand ngày nay) tức "Alexandria xa nhất". Thành phố mà ông ý định cho lính đánh thuê người Hy Lạp và dân Sogdiana bản địa cư trú, đánh dấu điểm xa nhất về phía bắc của cuộc hành trình của Alexandros Đại đế.
Alexandros đã dự định phô diễn sức mạnh của mình khi quyết định vượt sông Jaxartes để tiến đánh người Saka, một dân tộc Scythia và đã khiến họ phải tháo chạy vào thảo nguyên. Hai bên cuối cùng đã trao đổi sứ giả và thỏa thuận một hiệp ước bất tương xâm. Alexandros, tháp túng bởi Cleitos, tiếp đó đã hành quân tiến đánh Spitamenes. Ông cho quân vây hãm Samarkand, những ngay sau đó đã hạ lệnh hủy bỏ cuộc bao vây. Alexandros đã cố gắng thu phục giới quý tộc Sogdiana bằng cách hứa hẹn sẽ trao trả danh dự cho họ. Ông vượt sông Oxus và đi theo con đường bộ hành tới thành phố ốc đảo Merv, nơi ông đã thành lập thành phố Alexandria xứ Margiana. Sau khi trú đông (329 – 328 TCN) tại Bactra, Alexandros, lúc này vừa nhận được 2 vạn quân tăng viện từ châu Âu, đã tiến đánh Spitamenes cùng với một đội quân được cấu tạo thành chủ yếu từ lính đánh thuê người Hy Lạp và Thracia. Đầu xuân năm 328 TCN, ông đạt được thỏa thuận với vua Pharasmanès của xứ Choresmia. Vị vua này đã xin quy thuận Alexandros và vị vua Macedonia có thể an tâm khi đã cướp khỏi tay Spitamenes một đồng minh tiềm năng. Alexandros cuối cùng đã đến được Sogdiana, tại đây ông đã thành lập thành phố Alexandria bên bờ sông Oxus. Khi đến nơi này, ông đã kết hôn với Roxana, con gái của Oxyartes. Cùng lúc đó, Alexandros nhận được tin rằng Krateros đã bình định được xứ Bactria. Spitamenes lúc nãy đã tháo chạy ra thảo nguyên nhưng không may bị người Massagetes phản bội, chặt thủ cấp dâng nộp cho Alexandros vào tháng 12 năm 328 TCN. Artabazos, người được Alexandros bổ nhiệm làm tổng trấn Bactria, lúc này đã tuổi cao sức yếu nên xin phép được cáo lão. Để thay thế, Alexandros đã bổ nhiệm người bạn thân của mình là Cleitos đảm nhận chức vụ này.
Mùa xuân năm 327 TCN, Krateros bận bịu dập tắt những cuộc nổi dậy cuối cùng ở Badakhshan. Còn Alexandros thì đích thân bình định Paraitacene, một vùng đất nằm ở phía bắc tỉnh Susiana. Nhờ vào cha vợ là Oxyartes, Alexandros đã có thể thu phục một lãnh chúa trong vùng tên là Sisimithres, người đồng ý cho những binh sĩ trẻ tuổi của mình gia nhập quân đội hoàng gia. Alexandros sau đó đã quay về Bactra. Vào mùa hè năm 327 TCN, Alexandros cùng Krateros đã vượt dãy Hindu Kush và chuẩn bị trú đông trước khi phát động cuộc chinh phạt Ấn Độ.

#### Tranh cãi leo thang

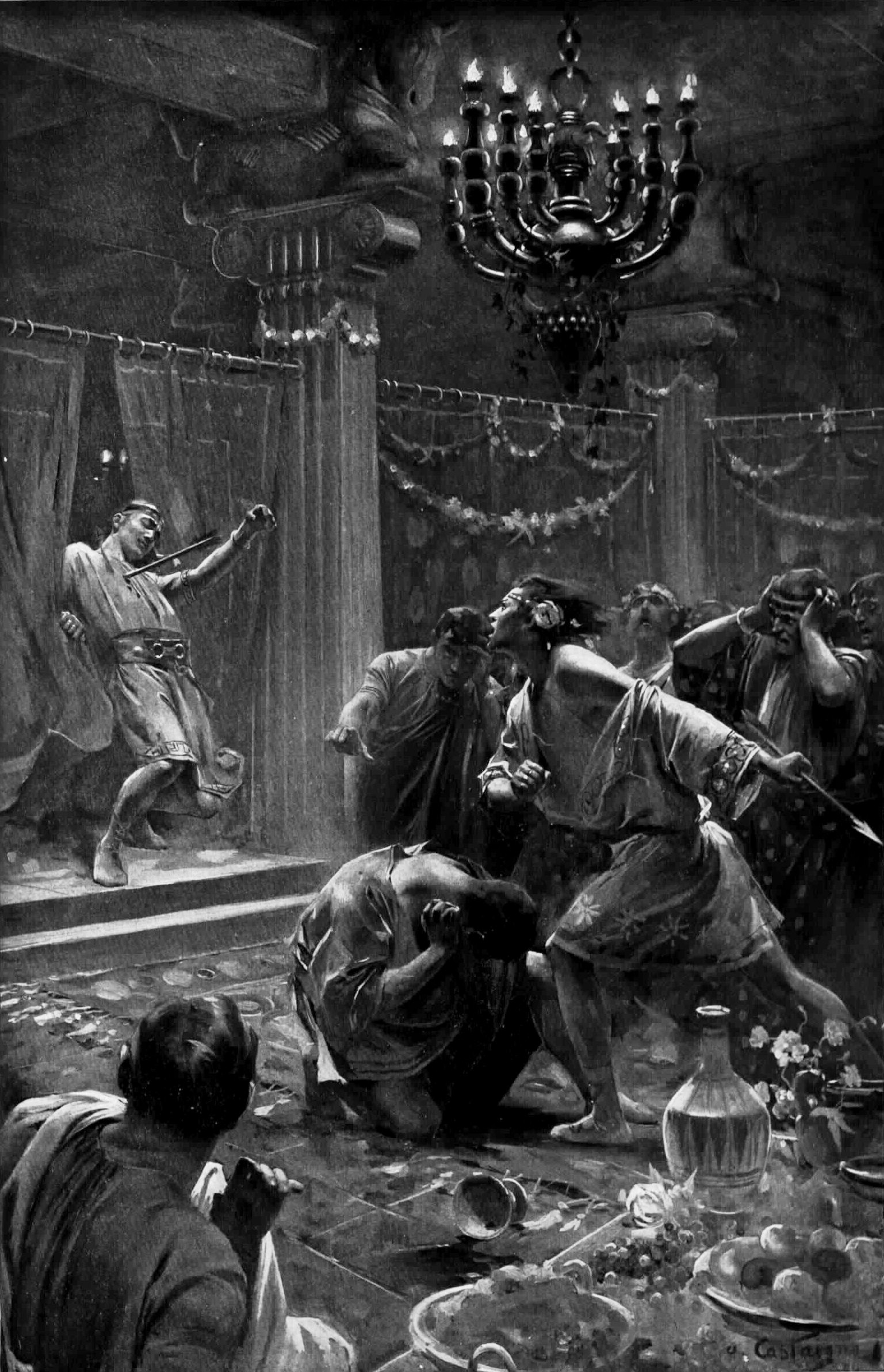
[Alexandros] giết chết Cleitos, tranh của André Castaigne (1898–1899)

Đầu năm 328 TCN, trong một bữa tiệc rượu tại Maracanda (Samarkand, Uzbekistan ngày nay), Cleitos Đen khi say rượu đã phạm sai lầm và đặc biệt đã chỉ trích nhà vua vì đã quên đi phong tục Macedonia truyền thống mà học theo thói sống phương đông mà bản thân Cleitos cho là sa đọa. Nhà vua Macedonia lúc này cũng không còn minh mẫn nên sau khi nghe những lời nói này đã không giữ được bình tĩnh và đã đích thân ra tay giết chết người bạn thời thơ ấu, người đồng thời là một bằng hữu trung thành của mình. Đến khi tỉnh rượu, Alexandros đã hối hận vì hành động của mình và đã khóc rất lâu. Sau đó, ông đã hạ lệnh an táng Cleitos Đen một cách long trọng. Tuy nhiên, hành động vô đạo này đã khiến dấy lên nhiều bức xúc trong hàng ngũ tướng lĩnh của nhà vua. Sau khi Cleitos chết, Amyntas được bổ nhiệm thay thế làm tổng trấn của Bactria.
Việc ở lại các tỉnh miền đông của Đế quốc Achaemenes xưa kia đối với nhiều người thân cận của nhà vua quả thực là một gánh nặng. Không chỉ dừng lại ở đó, việc Alexandros cho phổ biến một số loại áo quần và phong tục Ba Tư trong triều đình của ông, đáng chú ý là phong tục proskynesis, một cách hôn tay tượng trưng mà người Ba Tư thường làm để tỏ lòng kính trọng với những người có địa vị xã hội cao hơn. Tuy nhiên điều này đã không được các tướng lĩnh và quan lại Hy Lạp chấp thuận, họ cho là cử chỉ này được dành riêng cho các thần linh và tin rằng Đại Đế Alexandros III tự thần thánh hóa chính ông bằng cách yêu cầu cử chỉ đó. Đặc biệt là Callisthenes xứ Olynthus, người gọi Aristoteles là bác và là sử gia chính thức của Alexandros, đã dẫn đầu việc chống lại việc giới thiệu phong tục này và có lẽ ông cũng đã được nhiều thân cận của nhà vua ủng hộ. Alexandros cuối cùng phải chiều lòng họ và chỉ áp dụng phong tục này đối với các thần tử châu Á của mình. Nhưng việc ông trọng dụng và bổ nhiệm những tướng lĩnh châu Á vào các vị trí trong quân đội cũng như triều đình đã tạo nên làn sóng bất mãn của những người Hy Lạp. Và đúng như vậy, Alexandros cũng tuyển mộ thêm 30.000 binh sĩ châu Á vào quân đội và vũ trang cho họ giống theo quy chế của Macedonia nhằm bổ sung thay thế cho quân đội vốn đang trong quá trình giải ngũ một lượng lớn binh sĩ Hy Lạp. Thêm vào đó, việc Alexandros kết hôn với Roxana đã chỉ rõ rằng ông không còn coi người Ba Tư là những kẻ bị đánh bại nữa và chính ông cũng đã bổ nhiệm nhiều người Ba Tư làm tướng, trong số đó có thể kể đến Atropates và Phrataphernes.
Vào mùa hè năm 327 TCN, một tiểu đồng tên là Hermolaos đã lên kế hoạch ám sát Alexandros vì cảm thấy bị đối xử không công bằng sau khi bị xử phạt trong một chuyến đi săn do đã giết chết con vật vốn Alexandros muốn đích thân săn. Sau khi bị bắt, cậu đã khai là trong hàng ngũ quân đội Macedonia có nhiều người cho những đòi hỏi của nhà vua là khó mà có thể chấp nhận được và đã bắt đầu coi ông như một bạo chúa. Ngay sau đó, bảy tiểu đồng đã bị đem đi tra tấn và xử tử. Callisthenes là một người có tiếng nói trong đám tiểu đồng và đã từng chế nhạo nhà vua vì dám cả gan xếp mình vào hàng ngũ thần linh nên đã bị Alexandros tống vào ngục tại Bactra và đã qua đời vài tháng sau đó. Callisthenes nếu còn sống có lẽ sẽ nhận được một bức thư từ Aristoteles chỉ trích Alexandros vì đã trở nên chuyên quyền dưới sự ảnh hưởng của triết gia Anaxarchos nhưng việc Aristoteles có ý định này hay không vẫn còn chưa rõ ràng. Tầng lớp lãnh đạo và quân đội Macedonia trong sự kiện này đã thể hiện sự gắn bó với nhà vua. Alexandros sau đó đã đích thân viết thư gửi Giám quốc Antipatros tuyên bố rằng ông sẽ trừng phạt bất cứ kẻ nào ở Hy Lạp đã xúi giục Callisthenes.

### Ấn Độ và kết thúc của cuộc hành trình

#### Mục tiêu của Alexandros ở Ấn Độ

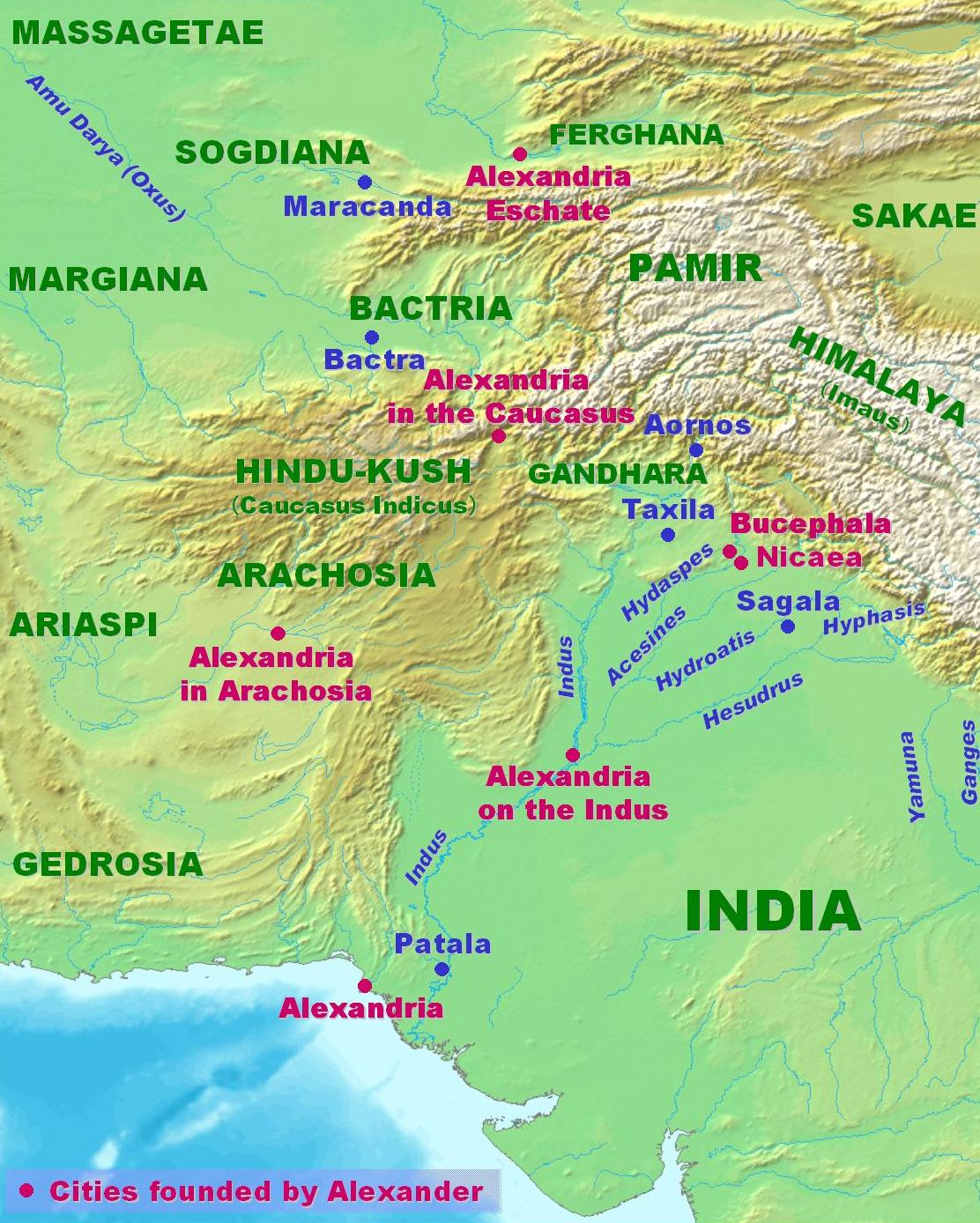
Ấn Độ vào thời điểm của cuộc chinh phạt của Alexandros Đại đế.

Đối với người Hy Lạp cổ đại, Ấn Độ là một đất nước bí ẩn, một đất nước mà họ chỉ được biết đến thông qua những tác phẩm của Hecataeus xứ Miletus, của Herodotos hay thông qua Ctesias – ngự y của Hoàng đế Ba Tư Artaxerxes II. Những người này chắc chắn đã miêu tả vùng đất bí ẩn này dựa trên những ghi chép của nhà thám hiểm người Hy Lạp thế kỷ 6 TCN Scylax xứ Caryanda, người đã du hành tới Ấn Độ theo lệnh của Darius Đại đế của Ba Tư. Vào thời điểm này, khu vực thung lũng sống Ấn trên lý thuyết vẫn nằm dưới sự kiểm soát của đế quốc Achaemenes, nhưng trên thực tế thì quyền lực trung ương của người Ba Tư chỉ giới hạn tới vùng Paropamisadae (dãy Hindu Kush ngày nay). Khu vực thung lũng sông Hằng và vùng cao nguyên Deccan vẫn là một bí ẩn đối với người Hy Lạp. Tuy nhiên vẫn tồn tại sự giao thiệp do trong hàng ngũ quân đội Ba Tư của Darius III ta vẫn tìm thấy một số voi chiến và đạo quân người Ấn.
Có thể chắc chắn rằng mục tiêu chính của Alexandros chính là khôi phục lại cương vực năm xưa của đế quốc Ba Tư dưới thời Darius Đại đế nhằm thu những lợi ích thương mại vốn có từ nó. Theo người ghi chép sử biên niên Taxiles thì khi Alexandros đang thực hiện chiến dịch ở Sogdiana, một tiểu vương ở phía bắc thung lũng sông Ấn đã thuyết phục nhà vua Macedonia viễn chinh trừng phạt kẻ thù của mình là vua Poros một cách dễ dàng. Poros là vua của vương quốc Paurava nằm ở phía đông bên kia bờ sông Hydaspes và đang đe dọa xứ Punjab. Alexandros ngoài ra cũng được một vị vương tử Ấn Độ tên là Sisicottos, người đã theo phò tá Alexandros sau cái chết của Bessus. Tuy nhiên, có thể Alexandros đã có dự định xâm lược Ấn Độ sẵn từ trước, vì đầu năm 329 TCN, Alexandros đã thành lập thành phố Alexandria ở Caucasus (phía bắc Kabul ngày nay) và điều này có thể chứng minh rằng ông đã có chủ ý thành lập một căn cứ ở hậu phương chuẩn bị cho cuộc viễn chinh của mình.
Một số sử gia đương thời đã cố gắng biện hộ cho quan niệm rằng Alexandros có lẽ sẽ tiếp cuộc viễn chinh vượt quá sông Ấn và rằng ông có mộng làm chủ cả "thế giới". Một số khác thì cho rằng cuộc viễn chinh của Alexandros tới sông Hằng nhằm chiếm hữu các cơ sở thương mại Ấn Độ trong khu vực, tương tự như ý định chuẩn bị viễn chinh tới các hải cảng Ả Rập bên bờ vịnh Ba Tư năm 323, chỉ bị gián đoạn bởi sự nổi loạn của binh sĩ bên bờ sông Hydaspes. Tuyến đường thương mại đã lên kế hoạch này sẽ đi dọc theo thung lũng sông Ấn ra biển và tiếp tục đi trên biển Ả Rập để đến vịnh Ba Tư. Trước đó, khi Alexandros từ chối những lời cầu hòa của Darius III vào các năm 332 và 331 TCN thì ông có lẽ đã lên những mục tiêu tổng thể cho mình. Những mục tiêu này bao gồm việc làm chủ toàn bộ đất đai từng thuộc về đế quốc Achaemenes cũng như kiểm soát các tuyến đường thương trọng yếu.

#### Cuộc chinh phục xứ Punjab

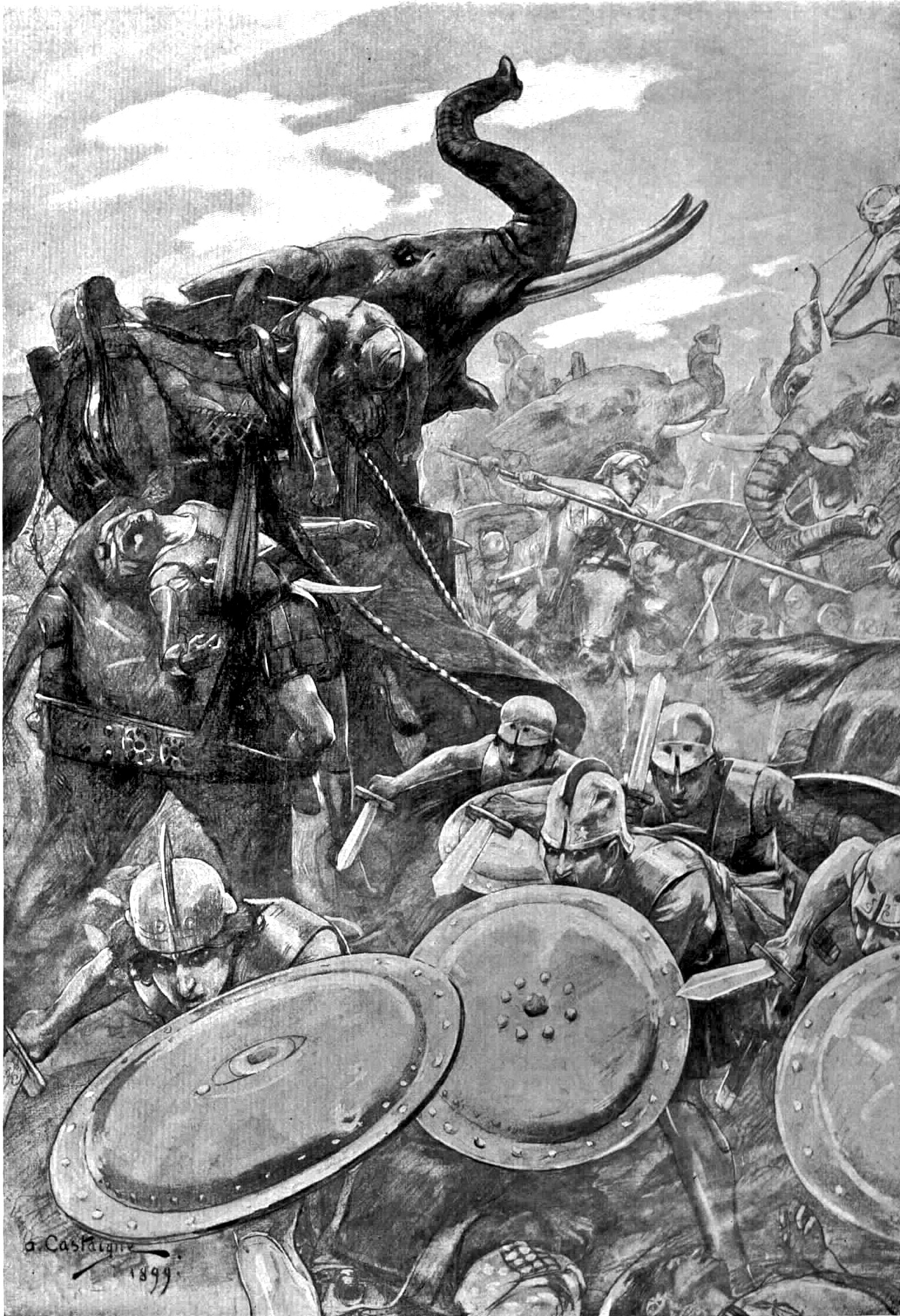
Đội hình phalanx tấn công chính diện trong Trận Hydaspes, tranh của André Castaigne (1898–1899)

Vào mùa xuân năm 327 TCN, Alexandros rời khỏi thành Bactra, dẫn đầu một đội quân bao gồm 120.000 người, bao gồm cả binh sĩ lẫn những người không trực tiếp chiến đấu. Lực lượng Hy Lạp–Macedonia tạo thành chưa đến một nửa quân số. Một số lượng lớn người châu Á (gọi là epigoni) đã được tuyển dụng và được vũ trang dựa trên mô hình của người Macedonia. Quân đội cũng có một số lượng kỵ sĩ tương đối lớn từ các tỉnh miền thượng cũng như thủy thủ từ Ai Cập, Phoenicia và Síp để chuẩn bị cho chuyến vượt sông Ấn. Alexandros vì thế thống lĩnh quân đội vượt qua vùng núi non Paropamisadae để quay lại thành Alexandria ở Caucasus (ngày nay là Begrâm, ngoại ô Kabul). Tại đây, ông nhận được tăng viện từ Taxiles, vua của Taxila, người đã kêu gọi Alexandros hỗ trợ chống lại vị vua láng giềng hùng mạnh Poros đang có ý định chinh phục toàn bộ xứ Punjab.. Trong khi cuộc bình định bờ nam diễn ra khá suôn sẽ và cả hai vị tướng đều đến sông Ấn một cách khá nhanh chóng thì Alexandros lại gặp phải sự chống trả quyết liệt từ một đội quân khá lớn của người Assakenois, một tộc người có họ hàng người Saka và người Massagetae.. Kinh đô Massaga của người Assacenes chỉ bị hạ sau nhiều ngày đánh nhau đẫm máu và chính Alexandros bị thương ở cổ chân. Sau những cuộc thảm sát và đốt phá bởi Alexandros ở Massaga và Ora, rất nhiều người Assakenois chạy lên một đồn cao gọi là Aornos. Pháo đài Aornos – được cho là bất khả xâm phạm – cuối cùng đã bị quân đội Macedonia chinh phục vào tháng 4 năm 326 TCN. Alexandros đã bổ nhiệm Nicanor làm tổng trấn vùng đất mới này nhưng chẳng được bao lâu thì Nicanor bị giết hại trong một cuộc nổi loạn. Viết về chiến dịch của vua Alexandros chống lại người Assakenois, Victor Hanson nhận xét: 
"Sau khi hứa hẹn những người Assacenis xung quanh rằng họ sẽ được tha mạng khi bị bắt, ông xử tử tất cả lính đã đầu hàng. Các điểm phòng thủ của họ ở Ora và Aornus cũng bị đánh ập vào. Các quân đoàn đóng trong đó có lẽ đều bị thảm sát."— Victor Hanson

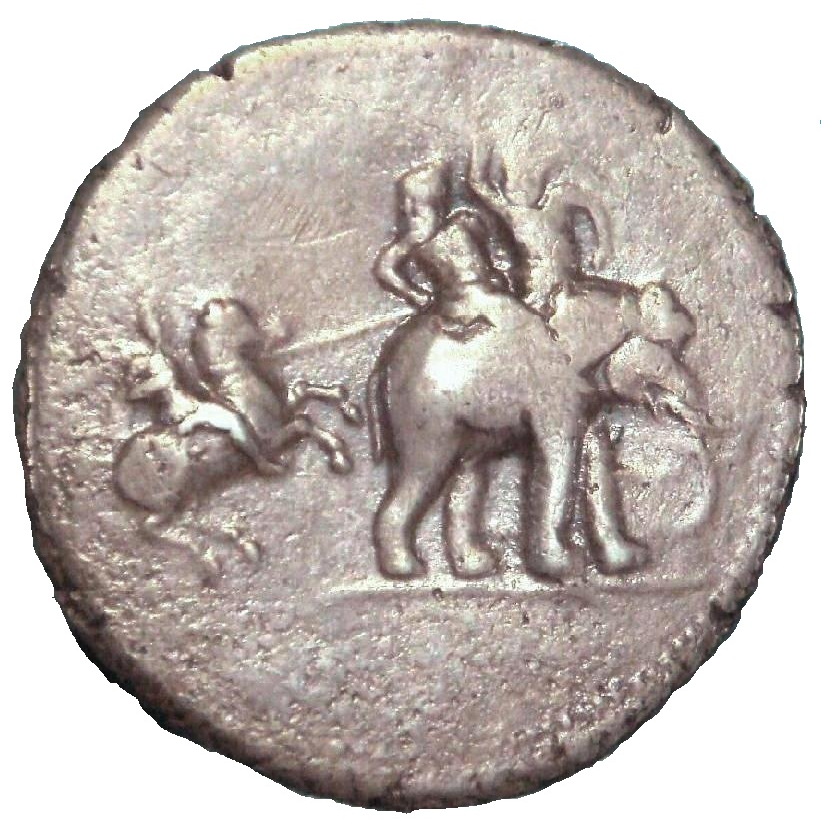
Đồng tiền đúc vào năm 322 TCN, với hình Alexandros đang đuổi vua Poros ở mặt trái, bộ sưu tập của British Museum.

Vào mùa xuân năm 326 TCN, Alexandros cùng quân đội đã vượt sông Ấn nhờ vào cây cầu do Hephaistion vào Perdiccas xây dựng. Quân Macedonia sau đó dừng chân tại Taxila, kinh đô của vua Taxiles, người đã cầu cứu Alexandros hỗ trợ ông trong cuộc chiến chống lại người láng giềng Poros đang đe dọa chiếm trọn vùng Punjab. Không lâu sau đó, Alexandros khởi hành để chiến đấu với Poros, người đang đóng quân bên bờ sông Hydaspes, một trong những phụ lưu của sông Ấn. Poros lúc này quân số vốn đã đông mà lại đang đợi thêm viện binh từ Kashmir nên Alexandros đã quyết định tấn công ngay lập tức. Ông hành động một cách khéo léo, để lại Krateros nắm giữ đại quân còn bản thân thì dẫn kỵ binh và lực lượng bộ binh Hypaspistis vượt sông Hydaspes (vốn lúc này đang phình to ra do băng tan trên núi chảy xuống) tại một khu vực rừng rậm cách đó khoảng 150 xtat, tức vào khoảng 30 kilômét (19 mi) về phía thượng nguồn nhằm đánh tập hậu Poros. Sau trận giao tranh ác liệt, Alexandros một lần nữa giành chiến thắng nhưng với tổn thất không nhỏ lần này. Các kỵ binh châu Á của Alexandros đã hoạt động hiệu quả trong trận này qua đó củng cố chính sách dung nạp các dân tộc bị đánh bại của Alexandros. Con chiến mã Boukephalas hy sinh khi trúng tên từ con trai của Poros. Để tưởng niệm con ngựa đã gắn bó với mình bao nhiêu năm nay, Alexandros đã cho thành lập một thành phố mang tên Bucephala. Không lâu sau đó, con chó yêu thích của Alexandros là Peritas cũng chết đi, ông cũng đã đặt tên một thành phố theo tên nó để tưởng nhớ.
Alexandros theo đuổi chính sách dung nạp các thủ lĩnh địa phương và tha mạng cũng như cho phép Poros giữ lại ngai vị sau khi vị vua này tuyên bố từ bỏ mọi yêu sách lãnh thổ bên phía bờ tây sông Hydaspes. Ông hòa giải hai ông vua thù địch nhau là Porus và Taxiles, đồng thời giao cho họ cai quản các vùng đất lân cận. Cả hai vị vua này đều trở nên hùng mạnh như nhau. Cách ông đối đãi với vua Porus và Taxiles chứng tỏ ông muốn có thêm những đồng minh hùng mạnh và đáng tin cậy.
Ngay sau đó, một cuộc nổi dậy của người Assakenois ở phía sau buộc Alexandros phải gửi Philippos và Tyriaspes dẫn quân quay về để dẹp loạn. Như một cách bồi thường cho Poros, người vốn đang có ý định chinh phục vùng đồng bằng sông Hằng hiện đang nằm trong tay vương triều Nanda đóng đô ở Patna, Alexandros đã quyết định chinh phục các dân tộc sinh sống ở phía đông xứ Punjab. Tuy nhiên, chiến dịch này đòi hỏi việc ông phải giao chiến quyết liệt với những "nước cộng hòa" nhỏ trong vùng, điển hình là Arattas. Alexandros sau đó đã nghĩ tới việc vượt sông Hyphasis (sông Beas ngay nay), đơn giản là để thị uy và ông cũng hiểu rằng Nanda sẽ là đối thủ đáng gờm.
Vào mùa thu năm 326 TCN, khi đang ở bên bờ sông Hyphasis, Alexandros đã phải hứng chịu sự phản đối kịch liệt từ binh sĩ người Hy Lạp và Macedonia,, và Coenus đã đứng ra làm người phát ngôn cho các binh sĩ. Sau khi bị giam giữ suốt 3 ngày trong lều của mình cũng như sau khi bàn bạc với Coenus, Alexandros buộc phải thuận theo yêu sách của binh lính và hạ lệnh định ngày quay trở về nhà. Ông đã cho dựng 12 bệ thờ khổng lồ thờ phụng Mười hai vị thần trên đỉnh Olympus. Ông cũng cho mở rộng doanh trại của mình tại đây lên gấp 3 lần so với kích thước ban đầu nhằm đe dọa những kẻ nào có ý định xâm lấn lãnh thổ của mình cũng như để đánh dấu điểm xa nhất về phía đông mà ông đã đạt đến. Cuộc nổi loạn lần này là một bằng chứng chứng minh cho sự rạn nứt giữa nhà vua với quân đội của mình. Một vài sĩ quan hồi tưởng lại về cái chết của Philotas và Cleitos Đen đã tỏ ý chống đối mô hình chính phủ ngày càng chuyên chế hóa dựa trên nguyên mẫu Ba Tư gốc. Các binh sĩ cũng đã mệt mỏi cả thể xác lẫn tinh thần sau 8 năm rời xa quê hương. Plutarchus đề cập đến chuyện này rằng:
"Về phần người dân Macedonia, dẫu sao, cuộc chiến với Porus làm mài mòn lòng dũng cảm của họ và ngăn cản họ tiến xa hơn vào Ấn Độ. Thay vì làm tất cả những gì có thể để đẩy lùi kẻ thù với quân số chỉ có 20000 bộ binh và 2000 chiến mã, họ lại kịch liệt chống lại Alexandros khi ông khăng khăng đòi vượt qua sông Hằng, mà họ biết rộng 32 Fulông, sâu 100 sải, trong khi các nhánh sông phía bên kia được mai phục bởi vô số bộ binh, kỵ sĩ và voi. Họ được báo rằng các vị vua của Ganderites và Praesii đang đợi họ với 80000 kỵ sĩ, 200000 lính đánh bộ, 8000 xe ngựa và 6000 voi thiện chiến."— Plutarchus, Vita Alexandri, 62

#### Chinh phục thung lũng sông Ấn

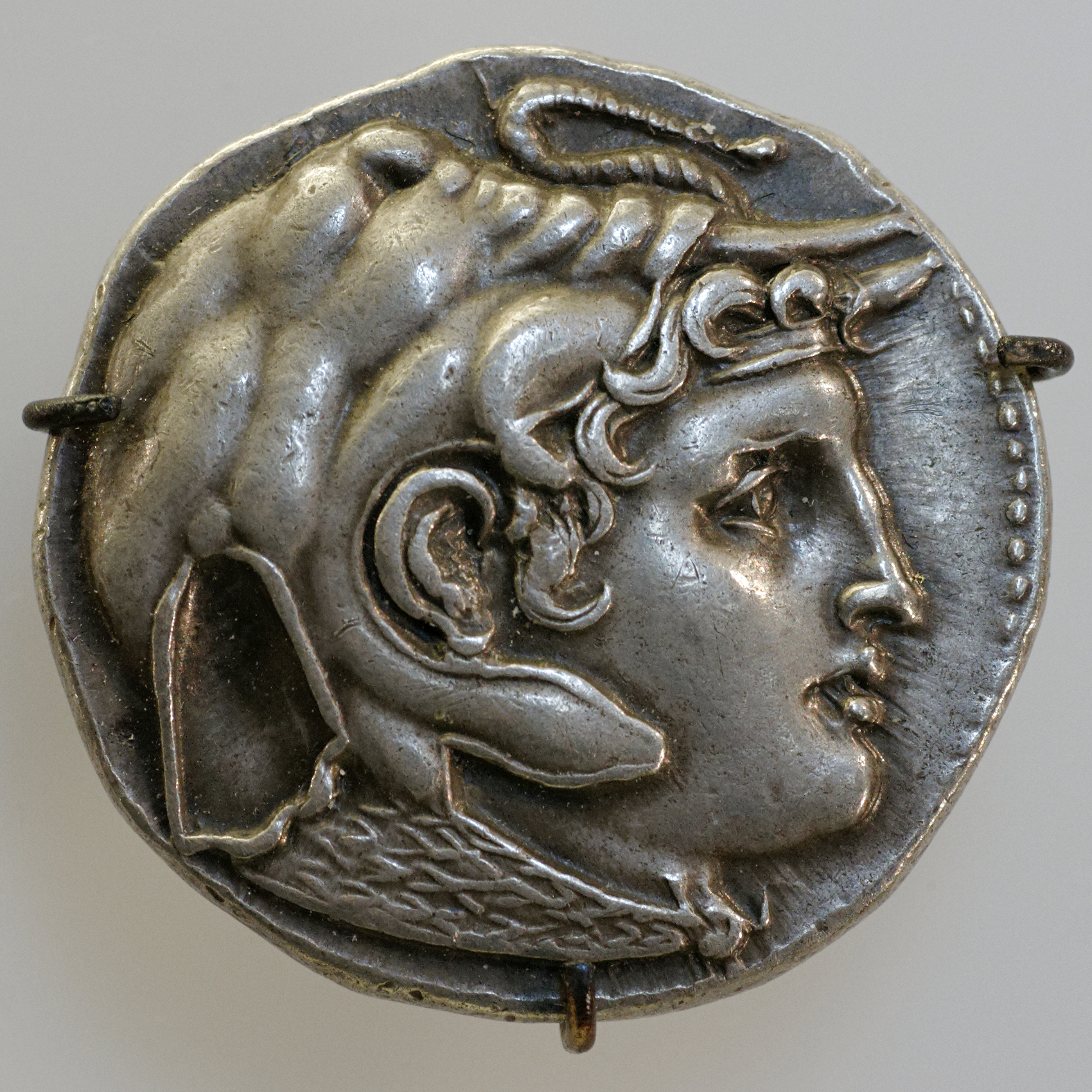
Đồng tiền đúc dưới thời Ptolemaios I khắc hình Alexandros đội da đầu voi, biểu tượng cho cuộc chinh phục Ấn Độ của ông.

Alexandros đã quyết định chinh phục toàn bộ thung lũng sông Ấn để đảm bảo con đường về Babylon. Ông cho đóng một hạm đội gồm 1000 tàu thuyền, bắt đầu từ tháng 11 năm 326 TCN. Sau đó ông cho một phần của quân đội lên thuyền theo đường thủy xuôi theo dòng Hydaspes rồi vào sông Acesine để tiến vào sông Ấn. Chi phí đóng nên đội thuyền này được lấy từ các đóng góp tài chính của các quý tộc trong triều và từ các thân cận của nhà vua. Nearchos đã được hạ lệnh chỉ huy hạm đội này, đa phần thủy thủ đoàn đều là người Phoenicia và Hy Lạp. Trước khi khởi hành, Alexandros triệu tập các thân vương, lãnh chúa địa phương công nhận Poros nắm quyền tối cao trong khu vực dưới sự giám hộ của Quốc vương Macedonia.
Alexandros đích thân dẫn đội cung thủ, lực lượng Hypaspist cùng lực lượng kỵ binh vệ binh, còn Krateros dẫn một đội quân men theo hữu ngạn của sông còn Hephaistion thì cùng phần lớn binh mã lên thuyền từ tả ngạn. Dòng nước chảy xiết khiết hạm đội bị hư hỏng và buộc phải được sửa chữa ở nơi hợp giao giữa hai con sông Hydaspes và Acesine. Một số bộ tộc sinh sống hai bên bờ sông Ấn đã nhanh chóng đầu hàng khi đối mặt với quân đội Macedonia nhưng không phải ai cũng dễ dàng đầu hàng như vậy. Khoảng giữa tháng 11 năm 326 TCN, Alexandros đã thực hiện một nước cờ sai lầm khi ông quyết định tấn công thành phố nơi có các Brahma người Malava cư ngụ, dẫn đến khởi nghĩa lan rộng khắp nơi. Khi mà Alexandros dẫn quân công thành, ông đã suýt chết nhưng may mắn được hai Somatophylakes là Leonnatos und Peucestas cứu sống. Peucestas được cho là đã sử dụng cái khiên của Achilles lấy từ đền thờ thần Athena từ thành Troia đễ đỡ tên cứu Alexandros. Tuy nhiên, Alexandros đã bị thương nặng tới mức, trong quân đội đồn thổi rằng nhà vua đã chết và tin đồn lan truyền khắp đế chế và gây ra tình trạng bất ổn lẻ tẻ, đặc biệt là cuộc nổi loạn của lính đánh thuê Hy Lạp ở Bactria. Do cần phải nghỉ ngơi phục hồi sức khỏe, Alexandros buộc phải tạm dừng cuộc viễn chinh, có lẽ là phải tới mùa xuân năm 325 TCN. Peithon sau đó được lệnh đàn áp người Malava. Lúc này, dân chúng tại Patalene ở châu thổ sông Ấn sợ người Macedonia đến nỗi, cứ khi Alexandros đến nơi thì lẩn tránh. Peithon vì thế mà được bổ nhiệm làm Tổng trấn của Sindh – nơi cũng có một thành phố khác mang tên Alexandria được thành lập. Alexandros cùng quân đội của mình đã đến khu vực cửa sông Ấn vào đầu năm 325. Tại Patala, ông đã cho xây cảng biển, xưởng quân giới, bể chứa nước – việc này chứng tỏ rằng Alexandros muốn kết nối tuyến đường thương mại từ vùng đất xa xôi này với những phần còn lại của Đế quốc. Khi đang ở bên bờ biển Ấn Độ Dương, những người Hy Lạp–Macedonia đã rất ngạc nhiên trước hiện tượng thủy triều, vốn gần như không được biết đến ở Địa Trung Hải.
Alexandros khởi hành rời khỏi Ấn Độ. Ông gửi phần lớn quân đội của mình đến Carmania (miền nam Iran ngày nay) cùng với tướng Crateros và lệnh cho đô đốc Nearchos chỉ huy một hạm đội khám phá bờ Vịnh Ba Tư. Bản thân ông dẫn những người còn lại trở về Ba Tư thông qua tuyến đường phía nam đầy khó khăn hơn dọc theo sa mạc Gedrosia và Makran. Alexandros về đến Susa vào năm 324 TCN, nhưng chuyến hành trình của ông đã chứng kiến rất nhiều người bỏ mạng trong sa mạc khắc nghiệt.

## Những năm cuối tại Ba Tư

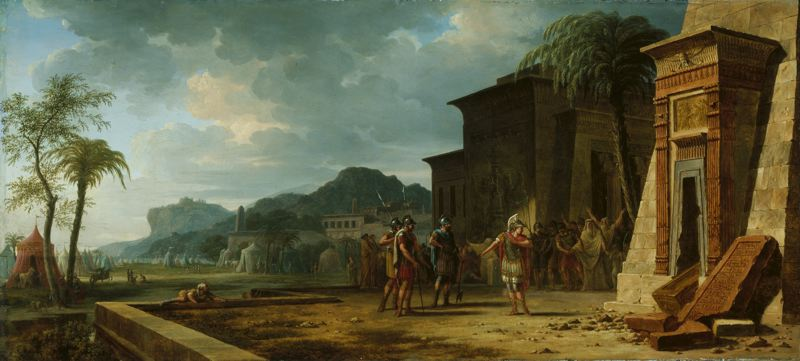
Alexander viếng mộ Cyrus Đại đế, tranh của Pierre-Henri de Valenciennes (1796)

Phát hiện rằng rất nhiều tổng trấn và thủ lĩnh các đội quân của ông cư xử không đứng đắn khi ông vắng mặt, Alexandros cho hành hình rất nhiều người trong số họ làm gương trên đường đến Susa. Để biểu lộ thiện chí, ông ban thưởng cho binh lính và thông báo rằng ông sẽ gửi những người lính già và tàn tật về Macedonia dưới quyền của Craterus, nhưng quân đội hiểu nhầm ý định của ông và nổi dậy ở thị trấn Opis. Họ từ chối quay về quê và chỉ trích gay gắt việc ông áp dụng phong tục cũng như cách ăn mặc của người Ba Tư, đồng thời bổ nhiệm các sĩ quan và binh lính Ba Tư vào các đơn vị Macedonia.

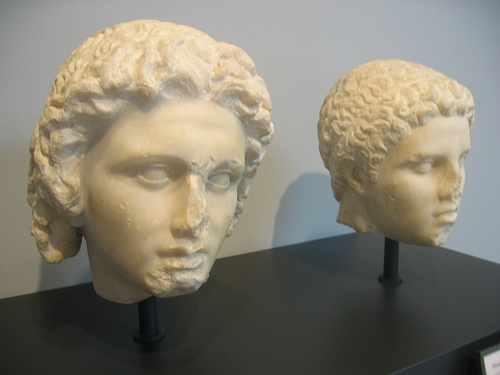
Alexandros (trái) và Hephaestion (phải): Cả hai được kết nối với nhau bằng một tình bạn bền chặt giữa hai người đàn ông

Sau hơn ba ngày, vì không thể thuyết phục được các tướng sĩ Macedonia, Alexandros đã bổ nhiệm người Ba Tư vào các chức vụ chỉ huy trong quân đội và phong tước hiệu quân sự Macedonia cho các đơn vị Ba Tư. Thấy sự việc tiến triển theo chiều hướng như vậy, những người Macedonia đã nhanh chóng cầu xin Alexandros tha thứ. Ông đồng ý tha lỗi cho họ và tổ chức một bữa tiệc lớn thiết đãi hàng nghìn người. Với dự định thiết lập mối giao hảo lâu dài giữa những người Macedonia và người Ba Tư, ông tổ chức hàng loạt hôn lễ giữa các sĩ quan của ông và người Ba Tư và cả những phụ nữ quý tộc Susa, nhưng rất hiếm cuộc hôn nhân nào kéo dài được hơn 1 năm. Cũng trong thời gian này, Alexandros trên đường quay trở về Ba Tư nhận được tin người bảo vệ lăng mộ của Cyrus Đại đế ở Pasargadae đã xúc phạm vị vua Ba Tư này. Ông đã nhanh chóng ra lệnh hành hình người bảo vệ này. Alexandros vốn dĩ đã ngưỡng mộ Cyrus Đại đế từ bé. Lúc còn nhỏ, ông Cyropaedia của Xenophon, mô tả Cyrus trong vai trò của một vị vua và nhà lập pháp, cũng như sự anh dũng của ông trên chiến trận. Trong chuyến thăm Pasargadae, Alexandros đã ra lệnh cho kiến trúc sư Aristobulus của mình trang trí lại nội thất bên trong lăng mộ của Cyrus. Không có ghi chép chắc chắn về việc Alexandros chấp nhận cách gọi vua của người Ba Tư là Shahenshah (tức "Hoàng đế vĩ đại" hay "Vua của các vị vua"). Tuy nhiên, hầu hết các sử gia đều tin rằng ông đã chấp nhận việc đó.
Sau khi xong chuyện ở Pasargadae, Alexandros rời đến Ecbatana để thu thập kho báu Ba Tư được cất giữ ở đó. Tại nơi này, người bạn thân nhất và cũng có thể là người tình đồng giới của ông, Hephaestion, đã qua đời vì bệnh tật hoặc trúng độc. Cái chết của Hephaestion là một đả kích rất lớn đối với Alexandros, khiến ông suy sụp trầm trọng. Ông ra lệnh chuẩn bị một giàn hỏa táng đắt tiền ở Babylon, cũng như hạ chiếu tuyên bố để tang lễ công khai. Quay trở về Babylon, Alexandros lên kế hoạch cho một loạt chiến dịch mới, khởi đầu bằng cuộc xâm lược bán đảo Ả Rập. Tuy nhiên, ông sẽ chẳng có cơ hội thực hiện, vì ông đã qua đời ngay sau cái chết của Hephaestion.

## Cái chết và người thừa kế

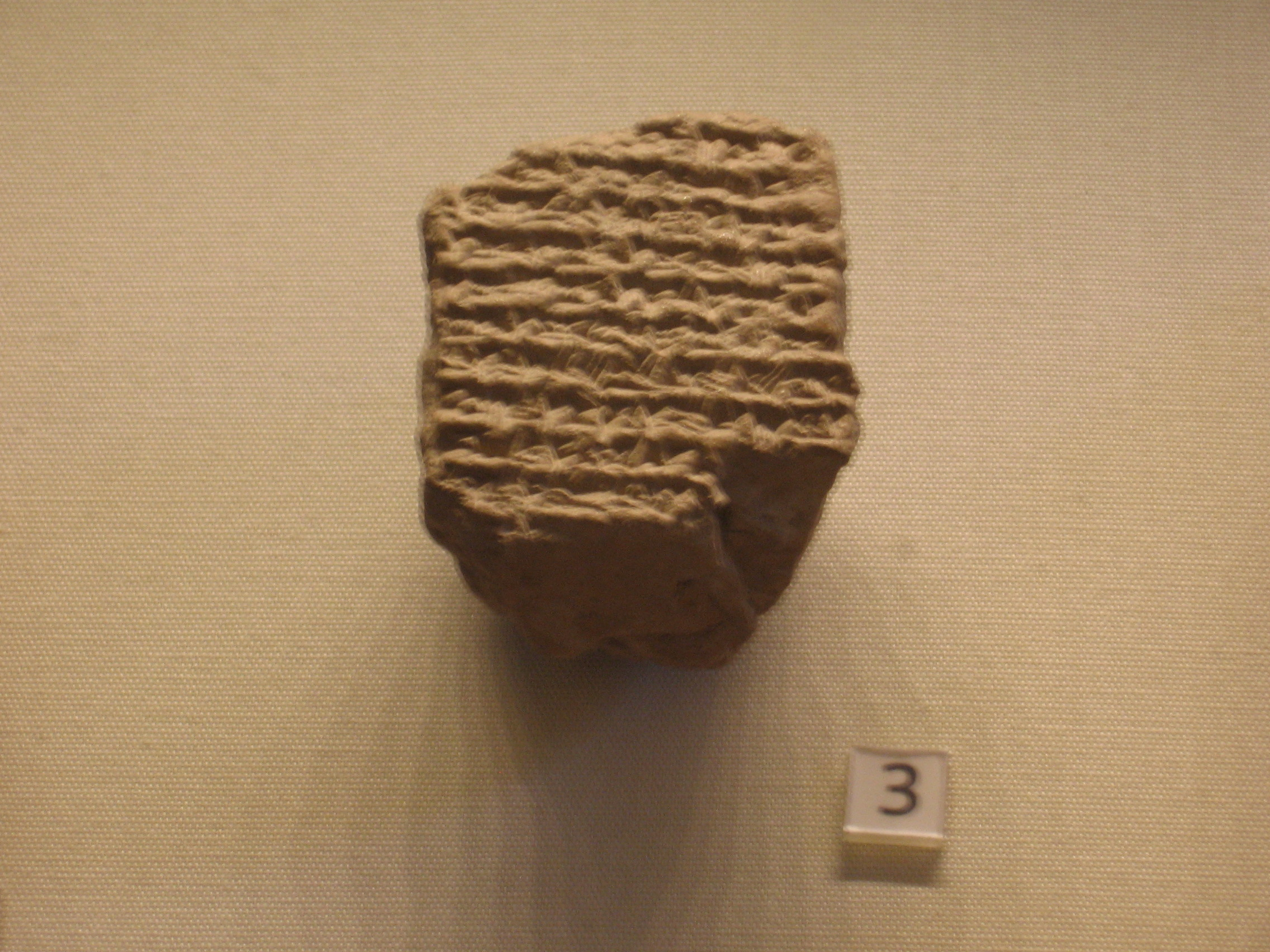
Một tấm đá Nhật ký thiên văn Babylon (k. 323–322 TCN) ghi chép về cái chết của Alexandros (Bảo tàng Anh, London)

Alexandros qua đời vào ngày 10 hoặc 11 tháng 6 năm 323 TCN tại cung điện của Nebuchadnezzar II tại Babylon ở tuổi 32. Có hai phiên bản khác nhau về cái chết của Alexandros, chứa sự khác biệt nhỏ về chi tiết của cái chết. Theo lời kể của Plutarchus thì vào khoảng 14 ngày trước khi qua đời, Alexandros có tiếp đãi đô đốc Nearchus, uống rượu cả đêm hôm đó và ngày hôm sau cùng Medius của Larissa. Sau đó, ông bị sốt. Bệnh tình ngày càng trở nặng cho đến khi ông không còn có thể nói được. Những binh sĩ bình thường, lo lắng cho sức khỏe đức vua, được phép đến gần nếu nhà vua vẫy tay gọi bọn họ. Trong phiên bản thứ hai, Diodorus kể lại rằng Alexandros bị đau sau khi uống một bát rượu không pha lớn dùng để dâng lên thần Heracles. Sức khỏe của ông suy giảm trong 11 ngày tiếp đó. Tuy nhiên, ông không phát sốt, nhưng đã qua đời sau khi bị những cơn đau hành hạ. Arrianos tán thành với phiên bản của Diodorus, trong khi Plutarchus bác bỏ nó một cách quyết liệt.
Do nội bộ tầng lớp quý tộc Macedonia thường xảy ra các vụ ám sát, nhiều ghi chép về cái chết của Alexandros–mà trong đó có Diodorus, Plutarchus, Arrianos và Justinus–đã đề cập tới khả năng rằng ông có thể đã bị hạ độc. Justinus tuyên bố rằng Alexandros là nạn nhận của một âm mưu đầu độc. Dù bản thân Plutarchus bác bỏ điều này, cho rằng nó là một điều bịa đặt, thì cả Diodorus lẫn Arrianos đều ghi chú rõ ràng rằng họ đề cập tới vụ hạ độc này chỉ với mục đích đầy đủ hóa những ghi chép của họ. Tuy nhiên, các ghi chép đều khá nhất quán trong việc ám chỉ Antipater–người gần đây mới bị cách chức Phó vương của Macedonia và đồng thời có mâu thuẫn cao độ với Thái hậu Olympias–là người đứng sau âm mưu trên. Có lẽ do xem lệnh triệu tập đến Babylon như một bản án tử hình, với tấm gương của Parmenion và Philotas trước đó, Antipater đã sắp xếp để Alexandros bị con trai của ông là Iollas rót rượu có độc. Một số ý kiến khác thậm chí còn cho rằng Aristoteles có thể đã tham gia âm mưu ám sát.
Lập luận mạnh nhất phản bác lại giả thuyết Alexandros bị hạ độc là thực tế rằng khoảng thời gian kể từ khi nhà vua bắt đầu bị bệnh đến khi chết là mười hai ngày. Những độc tố có thời gian phát tán lâu như vậy có lẽ không có sẵn. Tuy nhiên, trong một bộ phim tài liệu năm 2003 điều tra cái chết của Alexandros do đài BBC thực hiện, chuyên gia Leo Schep từ Trung tâm Chất độc Quốc gia New Zealand đã đề xuất rằng loài thực vật Veratrum album, vốn đã được biết đến trong thời cổ đại, có thể đã được sử dụng để đầu độc Alexandros. Trong bản thảo gửi cho tạp chí Clinical Toxicology vào năm 2014, Schep có đề xuất rằng rượu vang của Alexandros đã được pha với Veratrum album, dẫn đến các triệu chứng ngộ độc khớp với các diễn biến được mô tả trong Alexandros truyền kỳ. Độc tính của Veratrum album có thể có thời gian phát tán chậm, do vậy, trong trường hợp nếu Alexandros bị đầu độc, thì loài thực vật này là nguyên nhân hợp lý nhất. Năm 2010, một cách giải thích khác về vụ đầu độc Alexandros cho rằng hoàn cảnh cái chết của ông có liên quan đến nước sông Styx (Mavroneri ở Arcadia, Hy Lạp ngày nay), vốn chứa calicheamicin, một hợp chất nguy hiểm do vi khuẩn tạo ra.
Ngoài những nguyên nhân trên, các học giả đã đề xuất một vài nguyên nhân tự nhiên (bệnh tật) như sốt rét và sốt thương hàn. Trong một bài báo xuất bản năm 1998 trên Tạp chí Y học New England, ngoài sốt thương hàn, Alexandros còn bị thủng ruột khiến sức khỏe yếu dần dẫn đến liệt. Một phân tích khác gần đây đưa ra giả thuyết về viêm cột sống sinh mủ (nhiễm trùng) hoặc viêm màng não. Một số căn bệnh khác phù hợp với các triệu chứng trong ghi chép có thể kể đến như viêm tụy cấp và virus Tây sông Nin. Nói chung, các giả thuyết về nguyên nhân tự nhiên thường có thiên hướng nhấn mạnh rằng sức khỏe của nhà vua đại để đã suy giảm sau nhiều năm uống rượu và chịu nhiều vết thương nặng trên chiến trận. Ngoài ra, nhớ thương Hephaestion cũng có thể là một nguyên nhân chính khiến sức khỏe của ông suy sụp.

### Sau cái chết
Thi hài của Alexander được đặt trong một cái quách hình nhân bằng vàng được đổ đầy mật ong, chiếc quách này lại nằm trong một chiếc quan tài lớn bằng vàng. Theo Aelianus, một nhà tiên tri tên là Aristandros đã tiên đoán rằng vùng đất nơi Alexandros được an nghỉ "sẽ vĩnh viễn hạnh phúc và bất khả chiến bại". Có lẽ khả năng lớn hơn là những người kế vị đã coi việc sở hữu thi hài Alexandros là biểu tượng của tính hợp pháp, vì công việc chôn cất vị vua tiền nhiệm là một đặc quyền dành riêng cho hoàng gia.

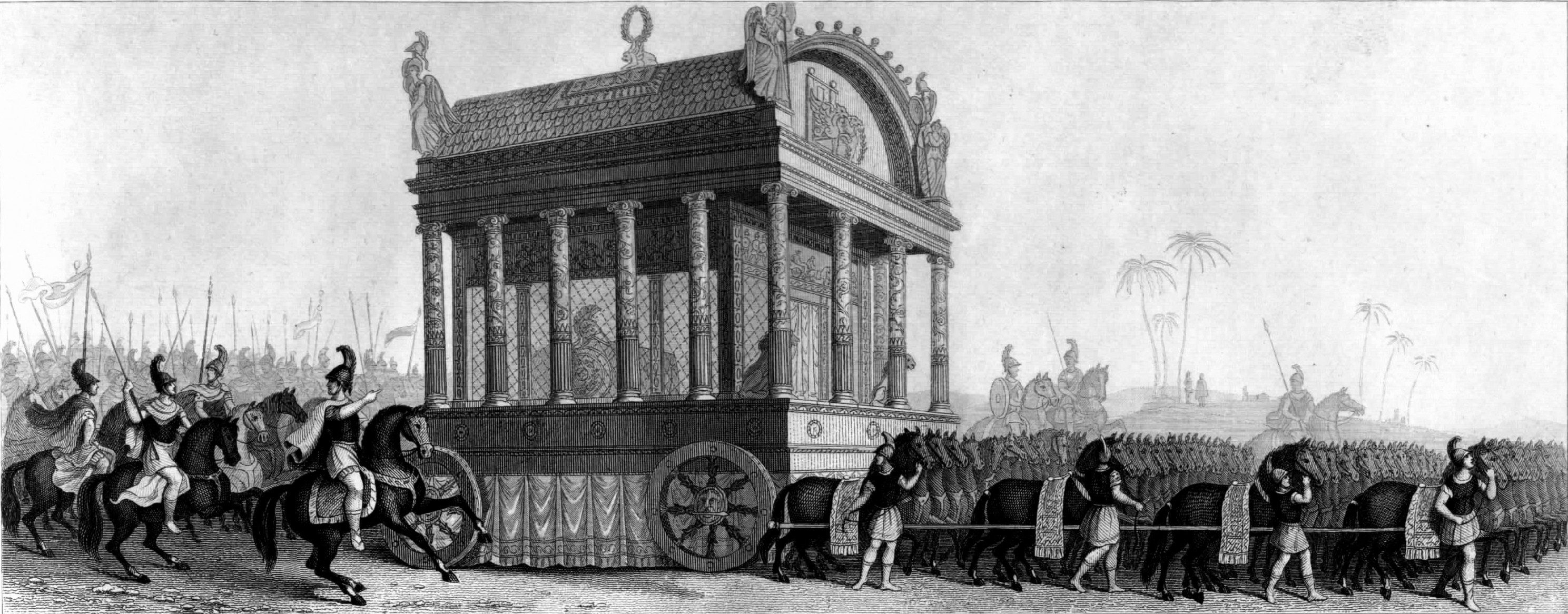
Tranh vẽ thế kỷ 19 về đám tang của Alexander, dựa trên mô tả của Diodorus Siculus

Trong khi thi hài Alexandros đang trên đường quay về Macedonia, Ptolemaios đã cướp đoàn rước và tạm thời đưa cỗ quan tài đến Memphis. Người kế thừa của ông, Ptolemaios II Philadelphos, đã chuyển cỗ quan tài đến Alexandria, nơi nó ít nhất vẫn tồn cho đến cuối thời Cổ đại. Ptolemaios IX Lathyros, một trong những vị vua Ai Cập cuối cùng thuộc triều đại Ptolemaios, đã cho nung chảy quan tài vàng của Alexandros để đúc tiền và thay thế bằng một chiếc quan tài mới làm bằng thủy tinh. Gần đây người ta đã phát hiện một ngôi mộ khổng lồ ở Amphipolis tại miền bắc Hy Lạp, có niên đại từ thời Alexandros Đại đế, làm nảy sinh suy đoán rằng nơi đây vốn ban đầu được lựa chọn làm nơi chôn cất ông. Điều này khá phù hợp với đích đến dự kiến của đám rước linh cữu Alexandros từ Babylon. Tuy nhiên, người ta đã xác minh rằng nơi đây không phải dành cho Alexandros, mà là dành riêng cho Hephaestion–người bạn thân yêu nhất của ông.

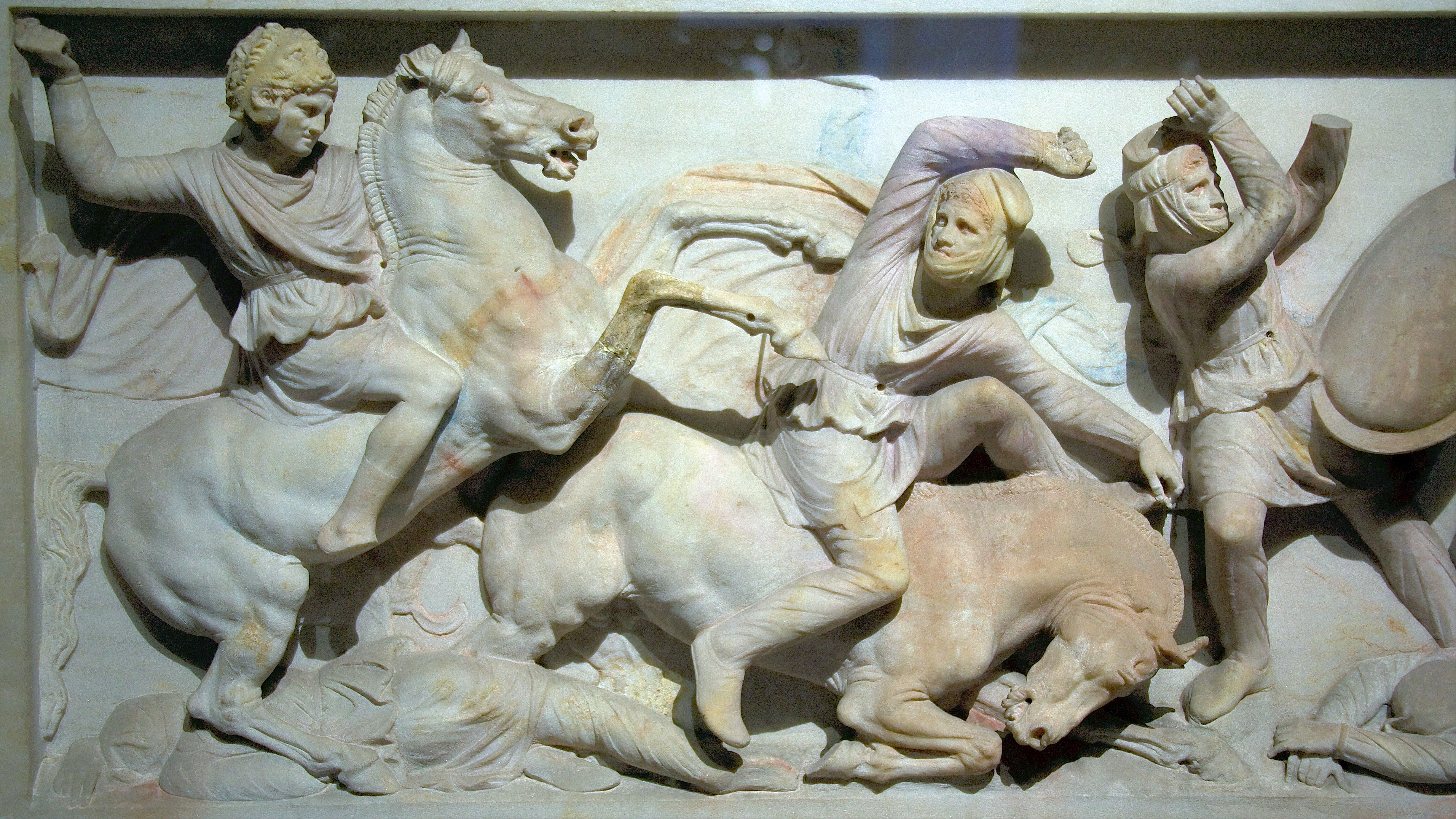
Chi tiết miêu tả Alexandros trên Alexander Sarcophagus

Cả Pompey, Julius Caesar lẫn Augustus đều đã đến thăm lăng mộ Alexandros ở Alexandria. Hoàng đế La Mã Augustus được cho là đã vô tình làm gãy mũi bức tượng của nhà vua. Hoàng đế Caligula được cho là đã lấy tấm áo ngực của Alexandros lấy từ trong mộ về để dùng. Vào khoảng năm 200, Hoàng đế Septimius Severus đã đóng cửa lăng mộ của Alexandros không cho công chúng tham quan. Caracalla, con trai của Septimius Severus và một người cực kỳ ngưỡng mộ Alexandros, đã đến thăm lăng mộ nhà vua Macedonia sau khi lên ngôi. Sau sự kiện đó, các ghi chép về ngôi mộ ít dần, khiến thông tin chi tiết về số phận của nó trở nên mơ hồ.
Cái gọi là "Alexander Sarcophagus", phát hiện gần Sidon và hiện nằm trong Bảo tàng Khảo cổ học Istanbul, được đặt tên như vậy không phải vì người ta cho rằng nó chứa hài cốt của Alexandros, mà bởi vì các bức phù điêu trên chiếc quách miêu tả cảnh Alexandros cùng các chiến hữu chiến đấu với quân Ba Tư và đi săn. Ban đầu nó được cho là quan tài của Abdalonymos (mất năm 311 TCN), vua của Sidon được Alexandros bổ nhiệm ngay sau trận Issus năm 331 TCN, nhưng gần đây người ta lại cho rằng nó có thể có niên đại từ trước khi Abdalonymos qua đời.
Demades đã ví quân đội Macedonia sau cái chết của Alexandros giống như những con Cyclop bị mù vì những chuyển động ngẫu nhiên và thiếu trật tự.
. Ngoài ra, Leosthenes cũng ví tình trạng vô chính phủ sau cái chết của Alexander giữa các tướng lĩnh giống như những con Cyclop mù "sau khi mất mắt đã dùng đôi tay sờ soạng, mò mẫm [những thứ] trước mặt mình mà không biết nên đặt xuống chỗ nào".

### Phân chia đế quốc

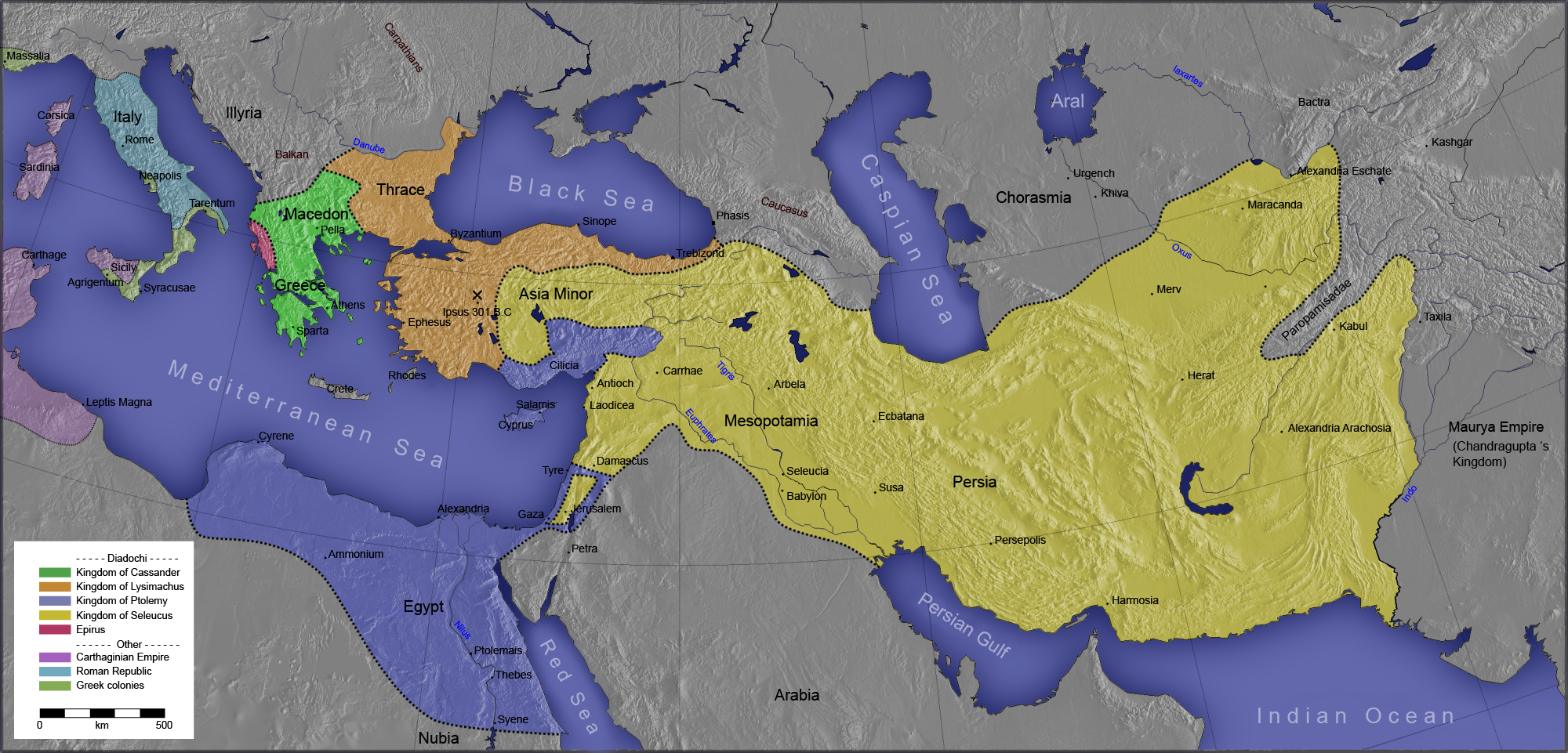
Các vương quốc Diadochi năm 301 TCN: Vương quốc Ptolemaios (lam đậm), Đế quốc Seleukos (vàng), Vương quốc Pergamon (cam) và Vương quốc Macedonia (lục). Các quốc gia lân bang được hiển thị trên bản đồ bao gồm Cộng hòa La Mã (lam nhạt), Cộng hòa Carthage (tím) và Vương quốc Ipiros (đỏ).

Cái chết của Alexandros đột ngột đến nỗi, khi tin tức lan truyền về Hy Lạp, người ta đã không tin vào điều đó. Alexandros qua đời mà chưa lập trữ và cũng không có hậu duệ hợp pháp. Con trai Alexandros IV của Roxane ra đời sau khi nhà vua đã mất. Theo lời kể của Diodorus, các chiến hữu trong lúc Alexandros hấp hối đã hỏi rằng ông sẽ truyền vương quốc lại cho ai; Alexandros đã trả lời một cách ngắn gọi rằng: "Tôi kratistôi"–"cho người mạnh nhất". Một giả thuyết khác cho rằng những người kế vị đã cố tình hoặc vô tình nghe nhầm "tôi Kraterôi" thành "dành cho Craterus", vị tướng đã dẫn quân đội Macedonia hồi hường và mới được phong làm tân nhiếp chính của Macedonia.
Arrian và Plutarch cho rằng Alexandros vào lúc này đã không còn nói được nữa và ngụ ý rằng câu chuyện trên là do người ta bịa ra. Diodorus, Curtius và Justinus đưa ra câu chuyện hợp lý hơn rằng Alexandros, trước sự chứng kiến của các nhân chứng, đã trao chiếc nhẫn hiệu của mình cho Perdiccas, một vệ sĩ và thủ lĩnh của lực lượng kỵ binh chiến hữu. Do đó, Perdiccas mới là người kế thừa mà Alexandros đã lựa chọn.
Perdiccas ban đầu không muốn làm vua, và tuyên bố rằng đứa con của Roxana, nếu là con trai, sẽ là người kế thừa. Ông và Craterus, Leonnatus và Antipater sẽ đóng vai trò nhiếp chính đại thần và hộ quốc công của thiếu quân. Tuy nhiên, lực lượng bộ binh dưới trướng của Meleager đã phản đối quyết liệt sự sắp đặt này vì không được tham gia thảo luận. Họ tuyên bố ủng hộ anh trai cùng cha khác mẹ của Alexandros là Philippos Arrhidaeus. Sau cùng hai bên đã tìm được tiếng nói chung, và sau khi Alexandros IV sinh ra, cả hai người đã được tôn làm đồng quốc vương của Macedonia, dù chỉ trên danh nghĩa.
Tuy nhiên, căng thẳng và cạnh tranh đã sớm ảnh hưởng đến người Macedonia. Các trấn do Perdiccas phân chia tại Babylon đã trở thành căn cứ hoạt động của các tướng lĩnh trong cuộc chiến tranh giành quyền lực. Sau vụ ám sát Perdiccas vào năm 321 TCN, Macedonia tan rã, tiếp nối bởi 40 năm chiến tranh không ngừng nghỉ giữa "Những người kế vị" (Diadochi). Sau nhiều năm chiến loạn, thế giới Hy Lạp hóa được chia thành bốn vương quốc đối nghịch nhau: nhà Ptolemaios ở Ai Cập, nhà Seleukos ở Lưỡng Hà và Trung Á, nhà Attalos ở Anatolia và nhà Antigonos ở Macedonia. Trong quá trình này, cả Alexandros IV và Philippos III đều bị sát hại.

### Nguyện vọng

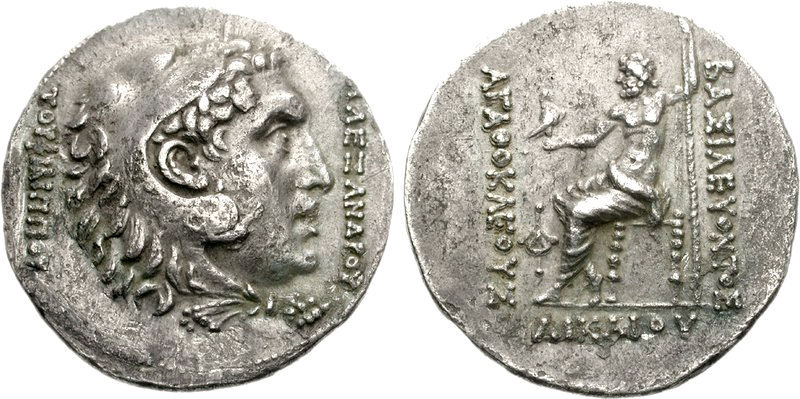
Đồng xu tưởng niệm Alexandros Đại đế của Agathocles của Bactria (190–180 TCN)

Diodorus nói rằng Alexandros đã từng đưa di chiếu cho Craterus một thời gian trước khi qua đời. Craterus bắt đầu thực hiện các mệnh lệnh của Alexandros, nhưng những người kế vị đã chọn không thực hiện chúng nữa, vì cho rằng chúng không thực tế và ngông cuồng. Dù sao đi chăng nữa, Perdiccas đã đọc di chúc của Alexandros trước toàn thể ba quân.
Di chúc của Alexandros kêu gọi thực hiện các chiến dịch quân sự về phía nam và phía tây Địa Trung Hải, khởi công xây dựng các công trình hoành tráng và sự giao thoa giữa các nhóm dân cư phương Đông và phương Tây:
- Xây dựng một lăng mộ hoành tráng, "sánh ngang với kim tự tháp vĩ đại nhất của Ai Cập", cho phụ vương Philippos II[110]
- Xây dựng những ngôi đền lớn ở Delos, Delphi, Dodona, Dium, Amphipolis, và một ngôi đền hoành tráng cho nữ thần Athena tại thành Troy[110]
- Chinh phục bán đảo Ả Rập và toàn bộ lưu vực Địa Trung Hải[110]
- Đi vòng quay của Châu Phi[110]
- Phát triển, mở rộng quy mô các thành phố và sự "ghép giống dân châu Á với châu Âu và theo hướng ngược lại từ châu Âu với châu Á, nhằm đem đến sự thống nhất chung và tình hữu nghị trên lục địa lớn nhất bằng những cuộc hôn nhân và quan hệ gia đình khác chủng tộc"[331]

## Tính cách

### Phong cách dùng binh

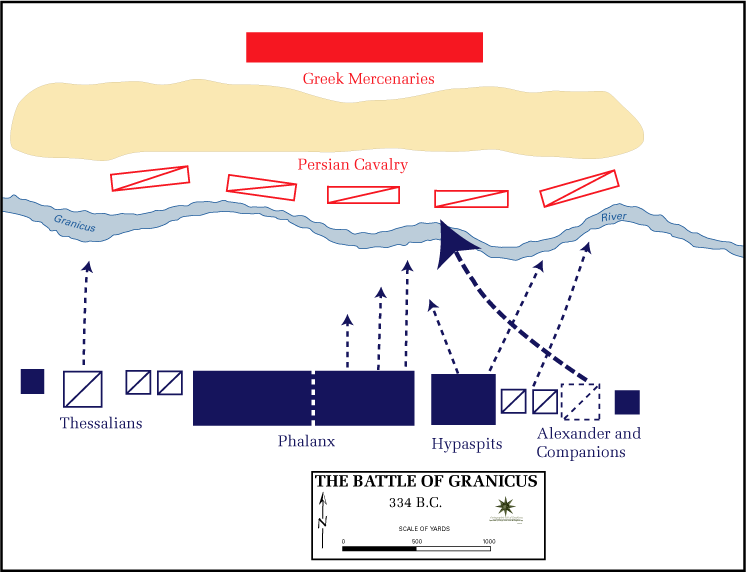
Trận sông Granicus, năm 334 TCN

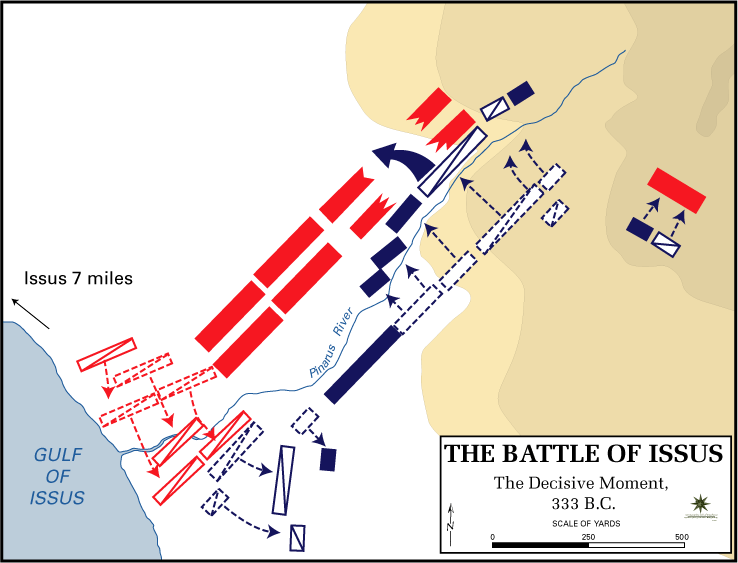
Trận Issus, năm 333 TCN

Alexandros đã có được ngoại hiệu "Đại đế" là nhờ tới những chiến tích vô tiền khoáng hậu của mình trong vai trò là một nhà chỉ huy quân sự. Trong suốt cuộc đời binh nghiệp, Alexandros Đại đế chưa từng thua trận nào, dù ông thường bị quân địch áp đảo. Điều đều nhờ vào khả năng phán đoán tình thế, cách sử dụng địa hình, chiến thuật phalanx và kỵ binh, chiến lược táo bạo và đặc biệt là nhờ vào lòng trung thành mãnh liệt của người lính phục vụ ông. Đội hình Phalanx của người Macedonia, được trang bị loại giáo sarissa dài tới 6 mét (20 ft), đã được cha của ông là Philippos II phát triển và hoàn thiện thông qua qua trình huấn luyện nghiêm ngặt. Alexandros đã sử dụng tốc độ và khả năng cơ động của nó để có thể giành được ưu thế trước một đội quân Ba Tư đông đảo hơn Alexandros cũng nhận ra khả năng mất đoàn kết giữa quân đội đa dạng của mình, nơi mà nhiều ngôn ngữ và vũ khí khác nhau được sử dụng. Ông đã khắc phục điều này bằng cách đích thân tham gia vào trận chiến, theo cách của một vị vua người Macedonia.
Trong trận chiến đầu tiên trên đất châu Á tại Granicus, Alexandros sử dụng khoảng 13.000 bộ binh cùng 5.000 kỵ binh để chống lại một đạo quân Ba Tư đông hơn có 40.000 người. Alexandros bố trí đội hình phalanx ở trung tâm và kỵ binh cùng cung thủ ở hai bên cánh, điều này là để cho thế trận của ông dài ngang bằng với thế trận của kỵ binh Ba Tư, nó dài khoảng 3 km (1,86 mi). Ngược lại, bộ binh của người Ba Tư lại đóng quân phía sau kỵ binh của họ. Điều này giúp cho Alexandros không bị đánh tạt sườn trong khi đội hình phalanx của ông với những ngọn giáo dài có được một lợi thế đáng kể trước loan đao và những ngọn lao của người Ba Tư. Trong trận đánh này, người Macedonia chỉ chịu tổn thất không đáng kể so với của người Ba Tư.
Ở cuộc chạm trán đầu tiên với Darius tại Issus vào năm 333 TCN, ông cũng đã bố trí giống như vậy và một lần nữa đội hình phalanx ở trung tâm đã kết thúc trận đánh. Đích thân Alexandros đã chỉ huy cuộc đột kích ở trung tâm và đánh tan đạo quân đối phương. Tại trận chiến quyết định cuối cùng với Darius ở Gaugamela, Darius đã trang bị cho những cỗ chiến xa của ông ta với những lưỡi hái gắn vào bánh xe để nhằm phá vỡ đội hình phalanx và trang bị giáo cho kỵ binh của mình. Alexandros đã bố trí một đội hình phalanx kép với khu trung quân tiến theo hình nghiêng, họ tách ra khi các chiến xa đi qua và sau đó tập hợp lại. Ý tưởng này đã thành công và phá vỡ trung quân của Darius, điều này khiến cho ông ta phải bỏ chạy một lần nữa.
Khi phải đối mặt với những kẻ thù sử dụng các cách thức chiến đấu khác lạ chẳng hạn như là ở Trung Á và Ấn Độ, Alexandros đã điều chỉnh quân đội của mình để thích nghi với phong cách chiến đấu của kẻ thù. Theo đó, ở Bactria và Sogdiana, Alexandros đã sử dụng lính phóng lao và cung thủ của mình ngăn chặn thành công đối phương đánh tạt sườn trong khi đang tập trung kỵ binh ở trung tâm. Ở Ấn Độ, khi đối mặt với quân đoàn voi của Porus, người Macedonia đã khai thông hàng ngũ của họ rồi vây những con voi lại và sử dụng các ngọn giáo sarissa để tấn công ngược lên và đánh bật những người điều khiển voi.

### Ngoại hình
Sử gia người Hy Lạp Plutarchus (k. 45 – k. 120 CN) miêu tả diện mạo của Alexandros như sau:
Dáng vẻ bên ngoài của Alexandros được thể hiện rõ nhất thông qua những bức tượng của ngài do Lysippos tạo nên, và đó là bởi vì chỉ có người nghệ sĩ này mới đủ khiến cho chính bản thân Alexandros thấy rằng là người thích hợp để cho ngài làm mẫu. Về phần những nét riêng biệt mà vốn được nhiều người kế tục và những người bạn của ngài sau đó cố gắng bắt chước, cụ thể là dáng vẻ của phần cổ mà có xu hướng hơi cong về bên trái, và ánh mắt đầy xúc cảm của ngài, người nghệ sĩ này đã quan sát chính xác. Tuy nhiên, khi Apelles vẽ ngài theo kiểu người cầm sấm sét, không những không mô phỏng lại được nước da của ngài mà còn khiến cho nó trở nên quá tối và u ám. Ngược lại theo như họ kể thì ngài có một làn da trắng, và làn da trắng của ngài đã trở thành màu đỏ ửng đặc biệt là trên ngực của ngài, và ở trên mặt của ngài. Ngoài ra, có một hương thơm rất dễ chịu tỏa ra từ làn da của ngài và có một mùi thơm quanh miệng và toàn bộ da thịt của ngài, do đó áo quần của ngài đầy ắp nó, chúng ta đã đọc điều này trong Hồi ức của Aristoxenos 

Sử gia người Hy Lạp Arrianus (Lucius Flavius Arrianus 'Xenophon' k.  86 – k. 160 CN) đã miêu tả Alexandros như sau:
Vị chỉ huy tráng kiện, đẹp trai với một con mắt đen như bóng đêm và một con mắt xanh như bầu trời.

Tác phẩm nửa thật nửa truyền thuyết Alexandros truyền kỳ cũng gợi ý rằng Alexandros bị chứng Loạn sắc tố mống mắt: một mắt có màu đen và mắt kia màu nhạt.
Sử gia người Anh Peter Green đã miêu tả về diện mạo của Alexandros dựa trên quan sát của ông đối với các bức tượng và một số tác phẩm cổ đại:
Về mặt thể chất, Alexandros không quá lôi cuốn. Ngay cả theo những tiêu chuẩn của người Macedonia thì ông ta rất là thấp, dẫu cho chắc nịch và mạnh mẽ. Râu của ông ít ỏi, và ông đã làm cho mình nổi bật lên trước các nam tước người Macedonia rậm râu của mình bằng cách cạo râu sạch sẽ. Cổ của ông đã bị vẹo ở một mức độ nào đó, để ông giống như đang ngước lên. Mắt của ông (một xanh, một nâu) biểu lộ một sự long lanh, mang nét nữ tính. Ông có một vẻ ngoài cao quý và một giọng nói khó nghe.

Nhà sử học và Ai Cập học Joann Fletcher nói rằng vị vua Macedonia Alexandros Đại đế có mái tóc vàng.

### Nhân cách

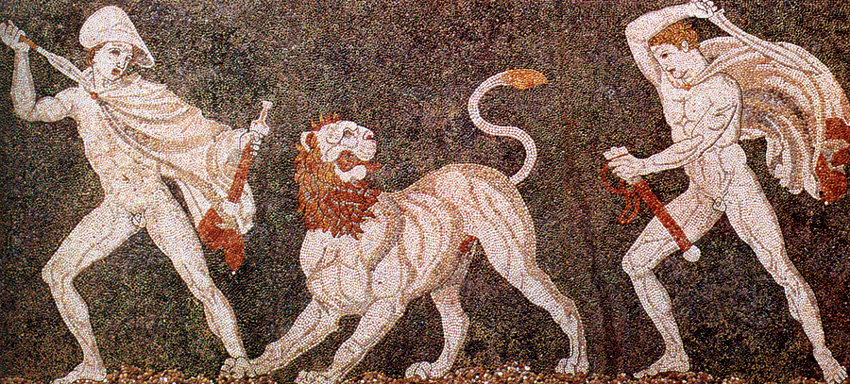
Chi tiết Alexandros (trái), vận y phục kausia đang chọi một con sư tử châu Á bên cạnh người bạn Craterus; tranh khảm cuối thế kỷ 4 TCN, Bảo tàng Pella

Cha mẹ của Alexandros có tác động rất lớn đối với con người Alexandros, khi chính họ đã tạo nên một số đặc điểm tính cách mạnh mẽ nhất của ông. Olympias là một người phụ nữ đặc biệt tham vọng, bà luôn khuyến khích Alexandros tin rằng, vận mệnh của ông chính là chinh phục đế quốc Ba Tư. Ảnh hưởng của Olympias đã truyền cho con trai bà ý thức về vận mệnh, và Plutarchus đã cho biết tham vọng của Alexandros đã "giữ cho tâm hồn của ông nghiêm trang và cao thượng qua năm tháng như thế nào". Tuy nhiên, người truyền cảm hứng và có ảnh hưởng nhất đối với Alexandros chính là cha của ông. Alexandros đã từng dõi theo cha thân chinh ra trận hàng năm, giành hết chiến thắng này đến chiến thắng mà chẳng hề để tâm đến những vết thương thể xác. Mối quan hệ giữa ông và vua cha đã tôi luyện khía cạnh tranh đua trong tính cách con người ông. Alexandros luôn muốn vượt trội hơn cha mình, một điều được thể hiện thông qua cách hành xử liều lĩnh của ông trên trận tiền. Trong khi Alexandros lo lắng rằng phụ vương sẽ chẳng chừa cho mình "thành tựu to lớn và rực rỡ nào để thể hiện với thế giới", ông cũng thường hạ thấp những thành tựu mà Philippos II đã đạt được trước những bằng hữu của mình.

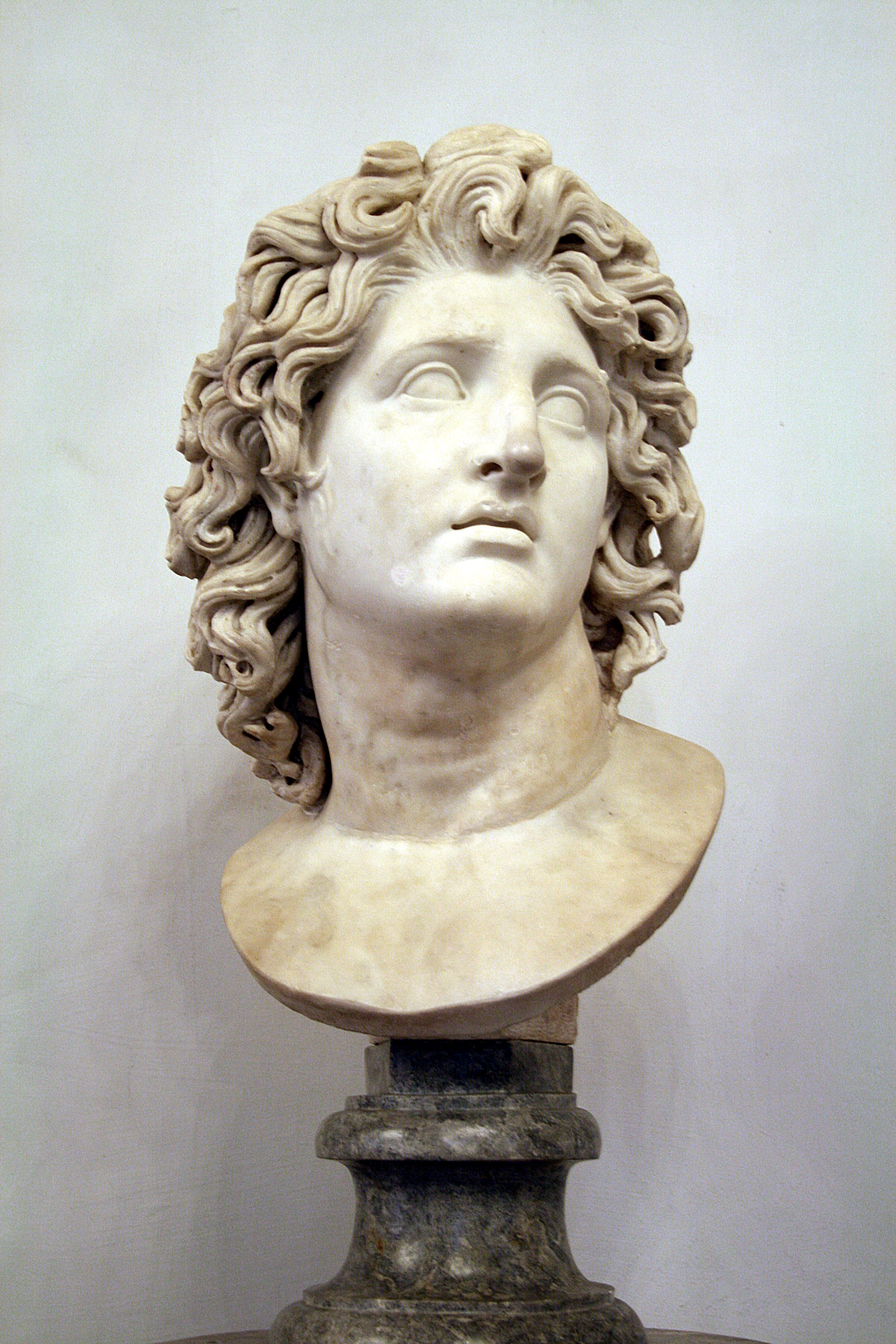
Tượng đá cẩm thạch khắc họa Alexandros trong hình dáng của thần mặt trời Helios. Bảo tàng Campidoglio, Roma.

Theo Plutarchus, một số đặc điểm của Alexandros có thể kể đến là tính khí bạo lực và bản tính hấp tấp, bốc đồng mà chắc chắn đã góp phần giúp Alexandros đưa ra một vài quyết định của mình. Dù Alexandros là con người bướng bỉnh và không chấp hành tốt những mệnh lệnh từ cha, nhưng ông vẫn cởi mở để tranh luận. Ông còn sở hữu một một khía cạnh điềm tĩnh hơn – nhạy bén, logic và thận trọng. Ông khát khao trau dồi kiến thức, yêu thích triết học và là một người ham đọc sách. Điều này rõ ràng xuất phát một phần từ sự dạy dỗ của Aristoteles; Alexandros là một con người thông minh và học hỏi nhanh. Khía cạnh thông minh và sáng suốt của ông đã được thể hiện qua khả năng và sự thành công với tư cách là một vị tướng. Ông đã rất kiềm chế những ham muốn bản thân, trái ngược với sự thiếu tự chủ với rượu.
Alexandros là một con người uyên bác và bảo trợ cả nghệ thuật lẫn khoa học. Tuy nhiên, không giống cha mình, ông lại không mấy quan tâm đến các môn thể thao hay những trò chơi Olympic mà thay vào đó chỉ tìm kiếm những lý tưởng của Homeros về danh dự (timê) và sự vinh quang (kudos). Ông là một con người sở hữu sức hút mãnh liệt bên cạnh một nhân cách mạnh mẽ, những đặc điểm đã khiến ông trở thành một nhà lãnh đạo vĩ đại. Những khả năng độc nhất vô nhị của Alexandros đã được chứng minh thêm một lần nữa khi không có bất kỳ ai trong số các tướng lĩnh của ông có thể thống nhất Macedonia và duy trì được đế quốc sau cái chết của ông – chỉ Alexandros mới đủ khả năng làm được như thế.
Trong những năm cuối đời, và đặc biệt là sau cái chết của Hephaestion, Alexandros bắt đầu có dấu hiệu mắc chứng rối loạn nhân cách và hoang tưởng. Những thành tựu phi thường mà ông đã đạt được, kết hợp với ý thức khôn tả về vận mệnh và sự nịnh nọt từ những người chiến hữu, có thể đã kết hợp lại với nhau để tạo nên những hệ quả này. Những ảo tưởng vĩ cuồng có thể dễ dàng nhận ra thông qua ý nguyện và khát vọng được chinh phục thế giới. Ông được nhiều nguồn khác nhau mô tả là có tham vọng vô biên, một tính ngữ mà ý nghĩa của nó đã trở thành một khuôn sáo lịch sử.
Alexandros dường như đã tin rằng mình là một vị thần, hoặc ít nhất là đã tìm cách tự phong mình làm thần. Olympias luôn khẳng định với con trai rằng cậu chính là một người con của thần Zeus, một giả thuyết mà dường như Alexandros đã tự mình kiểm chứng thông qua lời tiên tri của thần Amun ở Siwa, và kể từ đó, ông bắt đầu tự nhận mình là con trai của Zeus-Ammon. Alexandros tiếp nhận các yếu tố trong trang phục và phong tục của người Ba Tư tại triều đình của mình, đặc biệt là proskynesis, một tập tục mà người Macedonia không chấp nhận và miễn cưỡng thực hiện. Hành vi này của ông đã khiến nhiều đồng hương của ông mất thiện cảm. Tuy nhiên, Alexandros cũng là một nhà cai trị thực dụng, người hiểu rõ những khó khăn khi cai trị các dân tộc khác biệt về văn hóa, nhiều người trong số họ sống trong các vương quốc mà quân chủ được coi là thần thánh. Do đó, thay vì mắc chứng vĩ cuồng, những hành động của Alexandros có thể đơn giản là một nỗ lực thiết thực nhằm củng cố quyền thống trị và duy trì đế quốc.

### Quan hệ cá nhân

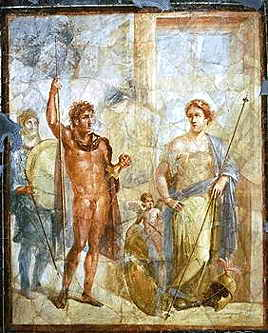
Một bức bích họa tại Pompeii, miêu tả lễ kết hôn giữa Alexandros và Barsine (Stateira) năm 324 TCN; cặp đôi này dường như vận trang phục của Ares và Aphrodite.

Alexandros kết hôn tổng cộng ba lần: với Roxana, con gái của nhà quý tộc người Sogdia Oxyartes xứ Bactria, vì tình yêu; và với các công chúa Ba Tư Stateira II và Parysatis II, trong đó Stateira là con gái của Darius III còn Parysatis là con gái của Artaxerxes III, vì lý do chính trị. Ông có lẽ có hai người con trai, Alexandros IV của Macedonia do Roxana sinh ra và người thứ hai có thể là Herakles của Macedonia với một tình nhân tên là Barsine. Ông cũng đã mất một đứa con khi Roxana bị sảy thai ở Babylon.
Alexandros cũng có mối quan hệ thân thiết với người bằng hữu, người chỉ huy đội kị binh (chiliarchos) và là người bạn từ thời thơ ấu của ông, Hephaestion, con trai của một quý tộc Macedonia. Cái chết của Hephaestion đã làm Alexandros suy sụp. Sự kiện này có thể đã góp phần khiến cho sức khỏe của Alexandros ngày một suy yếu và khiến ông rơi vào tình trạng suy sụp tinh thần trong những ngày tháng cuối đời.
Khuynh hướng tình dục của Alexandros luôn là chủ đề của những suy đoán và tranh cãi trong thời hiện đại. Nhà văn thời La Mã Athenaeus, dựa trên một người đương thời của Alexandros là học giả Dicaearchus, đã nói rằng nhà vua "khá hứng thú với con trai" và rằng Alexandros đã ôm hôn thái giám Bagoas của mình ở giữa chốn đông người. Tình tiết này cũng đã được Plutarchus đề cập tới, nhiều khả năng cũng được dựa trên thông tin từ Dicaearchus. Một số nhà sử học đã đặt nghi vấn về sự mô tả về mối quan hệ đồng tính giữa hai con người này. Sử gia Robin Lane Fox viết rằng "tuy những lượm lặt gần đây nhất cho rằng vua Alexandros Đại Đế có mối quan hệ yêu đương với Hephaiston", nhưng không có văn kiện lịch sử đương thời nào nói về vấn đề này. Tuy nhiên, Fox nói thêm, "sự thực là tình bạn của hai người đàn ông này sâu sắc và thân thiết một cách khác thường. Ngoài ra, cặp đôi này thường được so sánh với Achilles và Patroclus trong văn hóa Hy Lạp cổ điển. Aelianus (nhà văn La Mã thế kỷ 3 sau công nguyên) mô tả chuyến thăm của Alexandros tới thành Troia, rằng "Alexandros đặt vòng hoa trên mộ Achilles, còn Hephaestion [đặt vòng hoa] lên [mộ] Patroclus, biểu thị rằng ông ấy được Alexander yêu quý như Patroclus đối với Achilles vậy." Fox không tin rằng mối quan hệ giữa Alexandros với Hephaestion chỉ dừng lại ở thời còn trẻ, mà mối quan hệ này còn được tiếp tục đến tuổi trưởng thành. Đây là một điều đi ngược lại các chuẩn mực xã hội, ít nhất là của một số thành phố Hy Lạp như Athena chẳng hạn. Tuy nhiên một số nhà nghiên cứu hiện đại cũng đã đề xuất một cách không dứt khoát rằng tại Macedonia (hay ít nhất là tại triều đình Macedonia), người ta có thể đã khoan dung hơn với đồng tính luyến ái giữa những người trưởng thành. Năm 2004, một nhóm luật sư Hy Lạp đã tuyên bố kiện bộ phim Alexander (2004) vì đã mô tả Alexander có quan hệ đồng tính. Họ khẳng định rằng "không có đề cập nào về quan hệ đồng tính của Alexander trong bất kỳ tài liệu lịch sử hoặc kho lưu trữ nào", và yêu cầu công ty sản xuất phải ghi chú rõ rằng "bộ phim chỉ là hư cấu chứ không phải mô tả chân thực về cuộc đời của Alexander."
Nhà nghiên cứu Green cho rằng, có rất ít bằng chứng trong các nguồn tư liệu cổ xưa cho thấy Alexandros có nhiều ham muốn xác thịt với phụ nữ; ông đã không sinh một người nối dõi cho tới gần cuối đời. Tuy nhiên, nhà nghiên cứu Ogden lại tính toán rằng Alexandros, người đã làm những bạn đời của mình có mang ba lần trong 8 năm, có thành tích giường chiếu cao hơn so với người cha khi hai người ở cùng độ tuổi với nhau. Hai trong số lần sinh nở này – của Stateira và Barsine – vẫn còn mập mờ về tính hợp pháp.
Theo Diodorus Siculus, Alexandros đã xây dưng một hậu cung theo phong cách của các vị vua Ba Tư, nhưng ông sử dụng nó không thường xuyên, tỏ ra rất biết kiềm chế những "khoái lạc thể xác". Tuy nhiên, Plutarchus đã mô tả cách Alexandros yêu say đắm Roxana, tán dương việc ông đã lấy bà làm vợ mà không đối xử bạo lực với bà. Green cho rằng, trong bối cảnh giai đoạn này, Alexandros đã hình thành tình bạn khá bền chặt với phụ nữ, bao gồm với nghĩa mẫu Ada xứ Caria, và thậm chí với cả thái hậu Sisygambis, mẹ của Darius, người được cho là đã chết vì đau buồn sau khi nghe tin Alexandros qua đời.

## Di sản

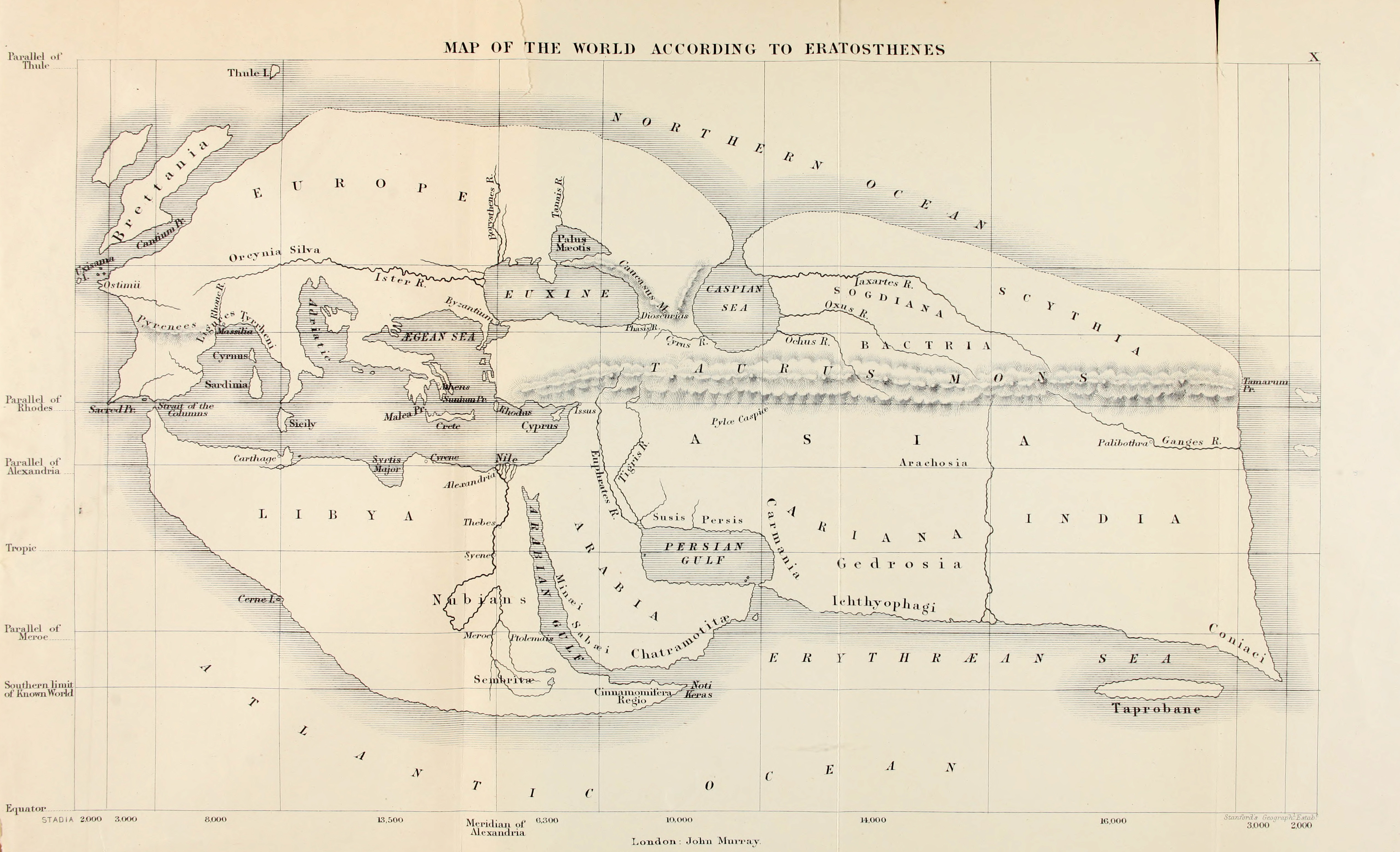
Thế giới quan Hy Lạp sau cái chết của Alexandros: bản đồ thế giới cổ đại của Eratosthenes (276–194 TCN), tổng hợp các thông tin thu được từ các chiến dịch của Alexandros và những người kế nhiệm ông.

Di sản của Alexandros vượt quá phạm vi của những cuộc chinh phạt quân sự. Những chiến dịch của ông đã gia tăng đáng kể sự tiếp xúc và mậu dịch giữa phương Đông và phương Tây, những vùng đất rộng lớn ở phía đông cũng đã tiếp xúc với nền văn minh Hy Lạp và chịu ảnh hưởng từ nó. Một số những thành phố do ông thành lập đã trở thành những trung tâm văn hóa lớn, một vài trong số đó vẫn còn tồn tại cho tới ngày nay. Những nhà chép biên niên của ông đã ghi lại những thông tin quy giá về những vùng đất mà quân đội Macedonia đi qua, đồng thời bản thân người Hy Lạp cũng có cảm giác thuộc về một thế giới không chỉ giới hạn trong khu vực xung quanh Địa Trung Hải.

### Các quốc gia Hy Lạp kế tục

Bản đồ thành phố Alexandria k. 30 TCN

Di sản trực tiếp của Alexandros chính là việc đưa những vùng đất rộng lớn mới ở châu Á vào vòng kiểm soát của người Macedonia. Vào thời điểm nhà vua băng hà, đế quốc của ông bao trùm một lãnh thổ có diện tích lên tới khoảng 5.200.000 km2 (2.000.000 dặm vuông Anh), và là quốc gia rộng lớn nhất lúc bấy giờ. Nhiều vùng đất do Alexandros chinh phục vẫn nằm trong tay người Macedonia hoặc dưới sự ảnh hưởng của Hy Lạp cho tới tận 200–300 năm tiếp đó. Các quốc gia kế tục xuất hiện và trở thành những thế lực hùng mạnh (ít nhất là vào giai đoạn đầu). Khoảng thời gian 300 năm này thường được gọi là thời kỳ Hy Lạp hóa.
Biên cương phía đông của đế chế Alexandros đã bắt đầu sụp đổ ngay từ khi ông còn sống. Tuy nhiên, khoảng trống quyền lực mà ông để lại ở khu vực tây bắc của tiểu lục địa Ấn Độ đã trực tiếp giúp một trong những triều đại Ấn Độ hùng mạnh nhất trong lịch sử, đế quốc Maurya, trỗi dậy. Lợi dụng khoảng trống quyền lực này Chandragupta Maurya (được đề cập trong các tư liệu tiếng Hy Lạp dưới tên "Sandrokottos"), dù có xuất thân tương đối khiêm tốn, đã có thể lên nắm quyền kiểm soát vùng Punjab, và sử dụng nơi đây làm căn cứ quyền lực để tiến hành chinh phục Đế quốc Nanda.

### Thành lập các thành phố
Trong quá trình chinh phạt của mình, Alexandros đã thành lập khoảng trên dưới 20 thành phố mang tên mình, phần lớn đều nằm ở phía đông của sông Tigris. Thành phố đầu tiên và vĩ đại nhất chính là Alexandria ở Ai Cập, về sau đã trở thành một trong những đô thị hàng đầu tại khu vực Địa Trung Hải. Vị trí của những thành phố này thể hiện các tuyến đường thương mại cũng như các vị trí phòng thủ trọng yếu. Ban đầu, các thành phố này chắc chắn khó mà ở được, chúng có lẽ chỉ mang vai trò của một nơi để bố trí lực lượng đồn trú phòng thủ, không hơn không kém. Sau cái chết của Alexandros, nhiều thực dân Hy Lạp được đưa đến định cư ở các thành phố này đã cố gắng quay trở về Hy Lạp. Tuy nhiên, một thế kỷ sau cái chết của Alexandros, nhiều trong số các thành phố mang tên Alexandria đã phát triển rực rỡ, với nhiều công trình kiến trúc công cộng phức tạp bên cạnh dân số đáng kể bao gồm cả dân địa phương lẫn người Hy Lạp.

### Tài trợ các đền thờ

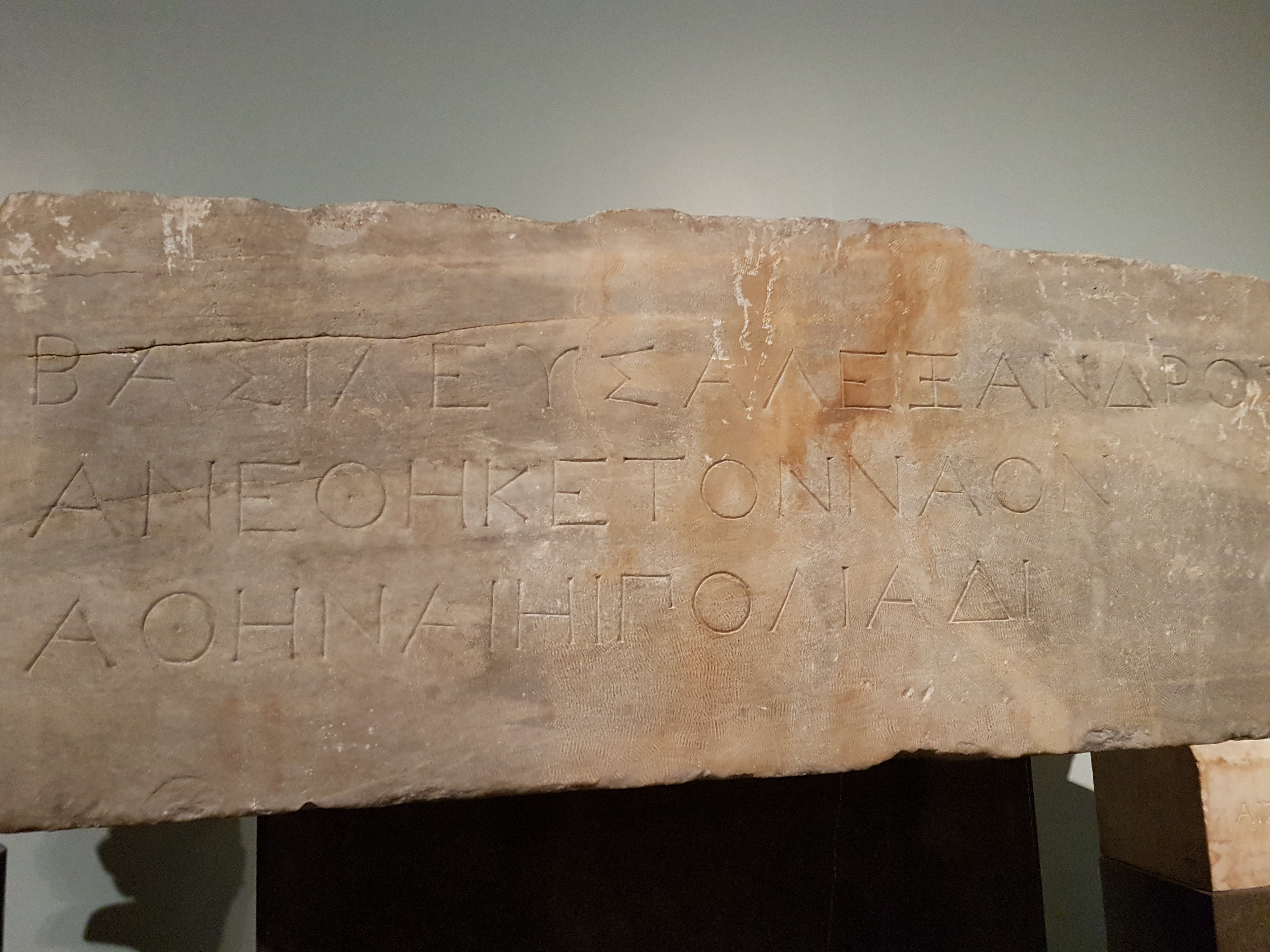
Sự hiến dâng của Alexandros Đại đế dành cho thần Athena Polias tài Priene, hiện được trưng bày trong Bảo tàng Anh

Vào năm 334 TCN, Alexandros Đại đế đã quyên góp tiền bạc để hoàn thành công việc xây dựng ngôi đền thờ phụng thần Athena Polias mới ở Priene, phía tây Thổ Nhĩ Kỳ ngày nay. Một bản khắc từ ngôi đền này, hiện được trưng bày trong Bảo tàng Anh, ghi rằng: "Đức vua Alexandros hiến dâng [ngôi đền này] lên [nữ thần] Athena Polias." Bản khắc này là một trong số ít những khám phá khảo cổ học độc lập xác thực một tình tiết trong cuộc đời của Alexandros. Ngôi đền được thiết kế bởi Pytheos, một trong những kiến trúc sư của Lăng mộ Mausolus ở Halicarnassus.

### Hy Lạp hóa

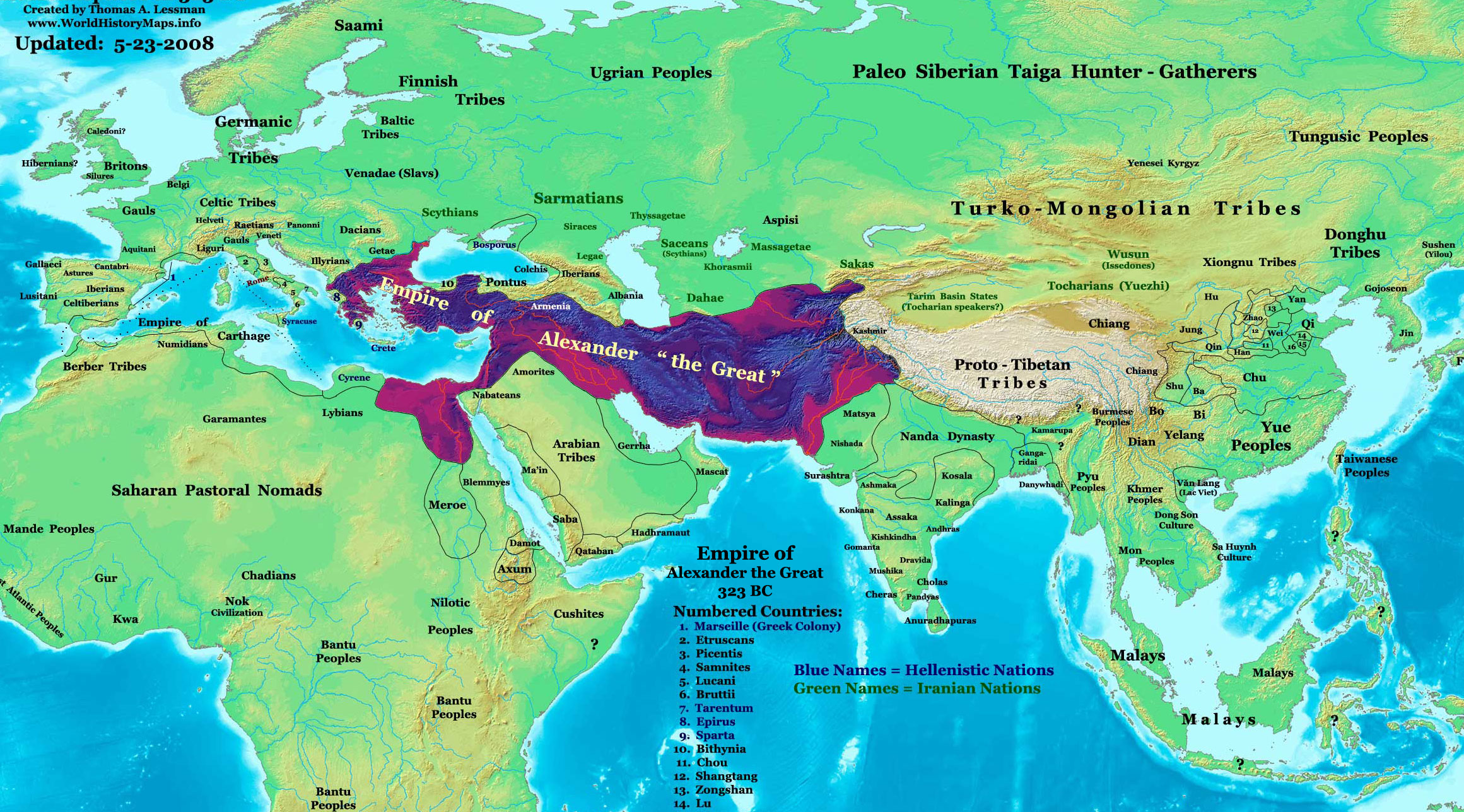
Đế quốc của Alexandros là quốc gia lớn nhất lúc bấy giờ, với lãnh thổ khoảng 5.2 triệu km².

Hy Lạp hóa là một thuật ngữ được sử gia người Đức Johann Gustav Droysen đặt ra để thể hiện sự truyền bá ngôn ngữ, văn hóa và dân cư Hy Lạp vào các vùng đất thuộc đế quốc Ba Tư xưa kia sau khi bị Alexandros chinh phục. Sự xuất khẩu văn hóa này chắc chắn đã diễn ra, và có thể thấy ở các thành phố Hy Lạp cổ đại, chẳng hạn như Alexandria, Antiochia và Seleucia (phía nam thành Bagdad ngày nay). Alexandros tìm cách đưa những yếu tố Hy Lạp vào văn hóa Ba Tư và cố gắng lai tạo hai nền văn hóa này với nhau, với đỉnh điểm là tham vọng đồng hóa các dân tộc châu Á và châu Âu làm một. Tuy nhiên, những người kế nhiệm ông đã bác bỏ một cách dứt khoát những chính sách như thế này. Dù sao đi chăng nữa, tiến trình Hy Lạp hóa occurred trong toàn khu vực, đi song song với sự 'phương Đông hóa' khác biệt và trái ngược ở các quốc gia kế tục.
Cốt lõi của nền văn hóa Hy Lạp được truyền bá thông qua những cuộc chinh phục về cơ bản là văn hóa vùng Athen. Sự liên kết chặt chẽ giữa những binh sĩ trong hàng ngũ quân đội của Alexandros đã trực tiếp dẫn đến sự xuất hiện của phương ngữ "koine", hay con gọi là tiếng Hy Lạp "phổ thông", được tiến hóa từ tiếng Attica. Tiếng Koine lan rộng khắp thế giới Hy Lạp hóa, trở thành lingua franca của các vùng đất Hy Lạp hóa và cuối cùng trở thành tổ tiên của tiếng Hy Lạp hiện đại. Hơn nữa, quy hoạch đô thị, giáo dục, chính quyền địa phương và nghệ thuật, phổ biến trong thời kỳ Hy Lạp hóa đều dựa trên các lý tưởng Hy Lạp Cổ điển. Chúng phát triển thành các hình thức mới riêng biệt và thường được nhóm lại thành văn hóa Hy Lạp hóa. Các khía cạnh của văn hóa Hy Lạp hóa vẫn còn hiện hữu trong những phong tục, tập quán của Đế quốc Đông La Mã vào giữa thế kỷ 15.

#### Tiến trình Hy Lạp hóa tại Trung và Nam Á

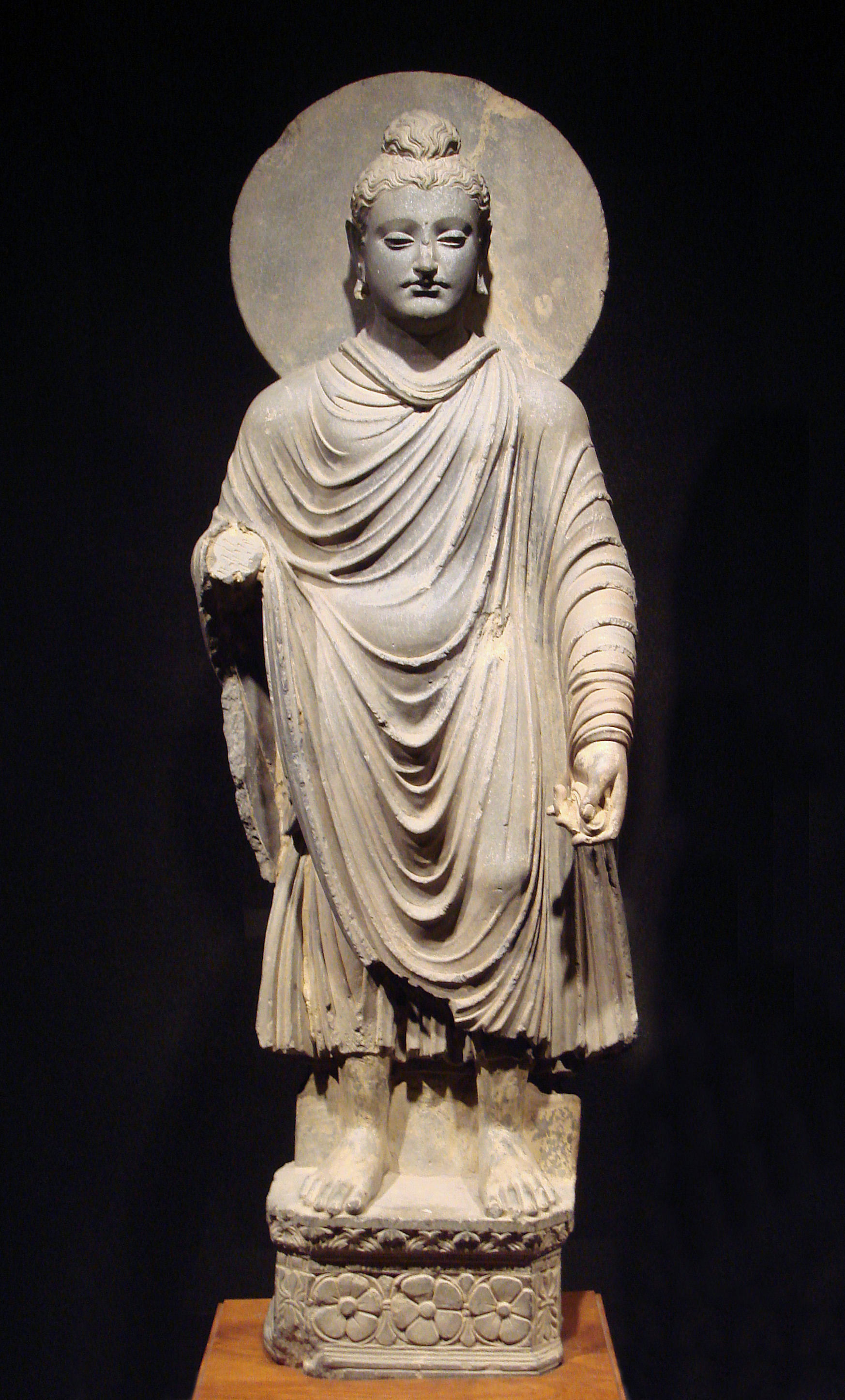
Tượng Phật Thích-ca Mâu-ni trong phong cách Phật giáo Hy Lạp, niên đại từ thế kỷ thứ 1 đến thế kỷ 2, Gandhara, miền bắc Pakistan. Bảo tàng Quốc gia Tokyo.

Một trong những của quá trình Hy Lạp hóa có thể được nhìn thấy thông qua sự phát triển của Vương quốc Hy Lạp-Bactria (250–125 TCN) ở Afghanistan, Pakistan và Tajikistan hiện đại và Vương quốc Ấn-Hy Lạp (180 TCN - 10 SCN) ở Afghanistan và Ấn Độ hiện đại. Trên các tuyến đường thương mại của Con đường Tơ lụa, văn hóa Hy Lạp đã giao thoa với văn hóa Iran và Phật giáo. Nghệ thuật và thần thoại của xứ Gandhara (một khu vực trải dài ở thượng lưu sông Ấn, Swat và Kabul ở Pakistan hiện đại) từ thế kỷ thứ 3 trước Công nguyên đến thế kỷ thứ 5 sau Công nguyên là minh chứng rõ ràng nhất về mối liên hệ trực tiếp giữa nền văn minh Hy Lạp và Nam Á. Bên cạnh đó, những Sắc lệnh của Ashoka có đề cập trực tiếp đến những thần dân Hy Lạp của Ashoka cải sang đạo Phật và việc các đế vương thế giới Hy Lạp tiếp nhận những sứ giả Phật giáo. Kết quả của sự giao thoa văn hóa này là sự nguyên hợp của cái gọi là Phật giáo Hy Lạp, đã có những ảnh hưởng đến sự phát triển của Phật giáo và trường phái nghệ thuật Phật giáo Hy Lạp. Các nhà quân chủ Phật giáo Hy Lạp đã gửi các cao tăng đến Trung Quốc, Sri Lanka, hay các quốc gia Hy Lạp khác ở châu Á lẫn châu Á để truyền bá Phật pháp.
Một số tượng chân dung đầu tiên và có ảnh hưởng nhất về Đức Phật đã xuất hiện trong giai đoạn này, có lẽ được mô phỏng theo các bức tượng thần Apollo của Hy Lạp dưới phong cách Phật giáo Hy Lạp. Một số truyền thống Phật giáo có thể đã bị ảnh hưởng bởi tôn giáo Hy Lạp cổ đại: tỷ như khái niệm Bồ-đề-tát-đóa gợi nhớ đến các vị anh hùng trong thần thoại Hy Lạp, hay một số nghi lễ được thực hành trong Phật giáo Đại thừa (thắp hương, tặng hoa và thức ăn đặt trên bàn thờ) cũng tương tự như những nghi thức được thực hiện bởi người Hy Lạp cổ đại; tuy nhiên, những nghi thức tương tự cũng có thể được tìm thấy trong văn hóa Ấn Độ bản địa. Tên tuổi của một vị vua Hy Lạp tên là Menandros I, đã được làm cho sống mãi dưới cái tên "Di Lan Đà" trong kinh điển Phật giáo Di-lan-đà vấn đạo. Quá trình Hy Lạp hóa cũng thúc đẩy thương mại giữa phương đông và phương tây. Một số dụng cụ thiên văn Hy Lạp có niên đại vào thế kỷ thứ 3 TCN đã được tìm thấy ở thành phố Hy Lạp-Bactria Ai-Khanoum thuộc Afghanistan ngày nay, trong khi khái niệm về một trái đất hình cầu được xoay quanh bởi các thiên thể hình cầu khác của người Hy Lạp cuối cùng đã được thay thế bởi bằng niềm tin vào một trái đất hình dẹt, gồm bốn lục địa nằm xung quanh một ngọn núi ở trung tâm (Núi Tu-di) giống như hình cánh hoa. Các tác phẩm như Yavanajataka (nghĩa đen là "luận thuyết thiên văn học Hy Lạp") hay Paulisa Siddhanta mô tả sự ảnh hưởng của các khái niệm thiên văn Hy Lạp đối với nền thiên văn học Ấn Độ.
Sau các cuộc chinh phạt của Alexandros Đại đế ở phương đông, nghệ thuật Hy Lạp hóa đã dần tạo ảnh hưởng lên nghệ thuật Ấn Độ. Trong lĩnh vực kiến trúc, có thể tìm thấy một vài ví dụ về thức cột Ionic tại ngôi đền Jandial gần Taxila ở Pakistan. Một vài ví dụ về ảnh hưởng của thức cột Ionic có thể tìm thấy ở những nơi xa xôi như Patna, đặc biệt là thức cột Pataliputra, có từ thế kỷ thứ 3 TCN. Ảnh hưởng của thức cột Corinth trong nghệ thuật xứ Gandhara có thể thấy một cách rõ ràng thông qua thức cột Ấn-Corinth.

### Ảnh hưởng tới La Mã

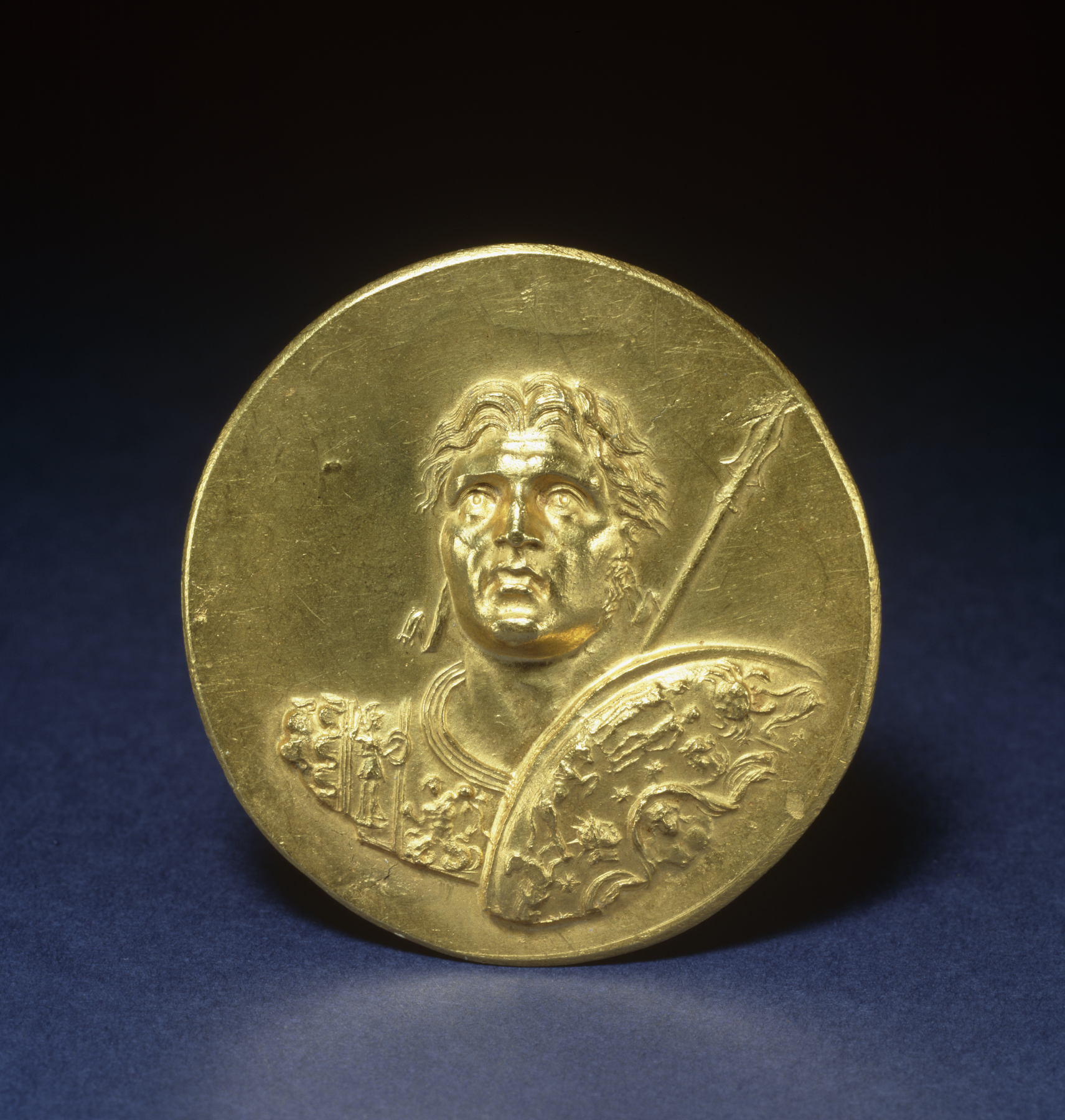
Huy chương được sản xuất dưới thời Đế quốc La Mã, thể hiện tầm ảnh hưởng của Alexandros trong tâm khảm người La Mã thời bấy giờ. Bảo tàng Nghệ thuật Walters, Baltimore.

Alexandros và những chiến công của ông được nhiều người La Mã, đặc biệt là các tướng lĩnh ngưỡng mộ. Họ thường muốn liên hệ mình với những thành tích của nhà vua Macedonia. Polybius mở đầu tác phẩm Historia của mình bằng cách nhắc nhở người La Mã về những thành tựu của Alexandros Đại đế. Về sau, ông thường được các nhà lãnh đạo La Mã coi như một hình mẫu. Pompey Vĩ đại sử dụng ngoại hiệu "Magnus" và thậm chí là cắt tóc giống Alexandros. Ông thậm chí đã lục tung những vùng đất mà mình chinh phục ở phía đông để tìm chiếc áo choàng 260 năm tuổi của Alexandros, để rồi khoác nó lên người như một dấu hiệu của sự vĩ đại. Julius Caesar đã từng thực hiện nghi lễ hiến dâng một bức tượng đồng cưỡi ngựa của Lysippos nhưng thay thế đầu của Alexandros bằng đầu của mình. Octavianus khi đến Alexandria có đến viếng lăng mộ của Alexandros và tạm thời sửa con dấu của mình từ hình nhân sư thành chân dung của vị vua quá cố. Hoàng đế Traianus cũng là một người hâm mộ Alexandros, tương tự Nero và Caracalla. Các thành viên của thị tộc Macriani, có Macrinus từng nắm giữ ngôi vị hoàng đế trong một thời gian ngắn, thường mang trên người những đồ trang sức hoặc quần áo được chạm hoặc thêu hình Alexandros.
Mặt khác, một số nhà văn La Mã, đặc biệt là các nhân vật thời Cộng hòa, đã sử dụng Alexandros như một câu chuyện cảnh báo về việc khuynh hướng chuyên quyền có thể bị các giá trị cộng hòa kiểm soát như thế nào. Alexandros được các nhà văn này sử dụng như một ví dụ về những đức tính của một vị Quân vương như amicita (tình bạn) và clementia (lòng bao dung), nhưng cũng có iracundia (thịnh nộ) và cupiditas gloriae (ham muốn vinh quang quá mức). Hoàng đế Julianus trong tác phẩm châm biếm "Các đời Caesar" của mình đã mô tả một cuộc thi giữa các hoàng đế La Mã thời trước trước sự chứng kiến của các vị thần, mà Alexandros Đại đế cũng tham gia với tư cách là một thí sinh phụ.

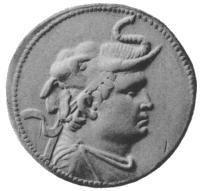
Quốc vương Hy Lạp-Bactria Demetrios I (cai trị c. 200), đội trên đầu da đầu voi, kế thừa di sản của Alexander ở phía đông khi một lần nữa xâm lược Ấn Độ, kiến lập Vương quốc Ấn-Hy Lạp (tồn tại từ 180 TCN đến năm 10).

### Kế hoạch đào kênh bất thành
Pausanias viết rằng Alexandros muốn đào núi Mimas (nay là khu vực Karaburun) nhưng không thành công. Ông cũng nói thêm rằng đây là dự án duy nhất không thành công duy nhất của Alexander. Sử gia La Mã Gaius Plinius Secundus cũng có đề cập đến kế hoạch bất thành này, nhưng bổ sung thêm rằng con kênh sẽ có chiều dài 12 kilômét (7+1⁄2 mi), cắt qua eo đất, nối liền vịnh Caystria và vịnh Hermaea.

### Đặt tên đảo
Sử gia Hy Lạp thời La Mã Arrian trích dẫn Aristobulos rằng đảo Icarus (đảo Failaka ngày nay) ở vịnh Ba Tư có tên này là bởi vì Alexandros đã đặt tên cho hòn đảo như vậy, theo tên hòn đảo Icarus ở Biển Aegea.

### Truyền thuyết
Có nhiều truyết thuyết xoay quanh cuộc đời của Alexandros Đại đế, nhiều câu chuyện bắt nguồn từ cuộc đời của chính ông, và có lẽ chính Alexandros đã cố tình lan truyền chúng. Nhà sử học trong triều đình Macedonia thời bấy giờ, Callisthenes, miêu tả biển ở Cilicia như đang hành lễ với Alexandros theo phong tục proskynesis. Ít lâu sau khi ông qua đời, một nhà sử học khác tên là Onesikritos, đã bịa nên một cuộc hẹn hò giữa Alexandros và nữ vương Thalestris của người Amazon huyền thoại. Onesikritos lúc bấy giờ đang là môn khách dưới trướng của Lysimachos, một tướng quân của Alexandros và sau này trở thành vua Macedonia. Tương truyền, sau khi nghe Onesikritos kể về câu chuyện này, Lysimachos đã lên tiếng châm biếm và nói rằng "ta tự hỏi mình đang ở đâu vào thời điểm đó."
Trong những thế kỷ đầu sau khi Alexandros, có thể là ở Alexandria, một lượng lớn tài liệu huyền ảo đã được tổng hợp lại thành một tác phẩm được gọi là Alexandros truyền kỳ. Ban đầu tác phẩm được cho là của Callisthenes, nhưng người đời sau nhận ra rằng ông không phải là tác giả. Văn bản này đã trải qua nhiều lần mở rộng và cải biên trong suốt thời Cổ đại và Trung cổ, chứa nhiều câu chuyện mang tính huyền ảo và đã được dịch ra nhiều thứ tiếng.